# Slutna spel
Den här artikeln använder algebraisk schacknotation för att beskriva schackdragen.
Slutna spel är en schacköppningsfamilj som inleds med dragen:
1. d4 d5
De slutna spelen är kända sedan 1400-talet. Att flytta fram bonden framför damen har samma fördelar som att flytta from bonden framför kungen (det tar kontroll över fälten i centrum och öppnar en diagonal för löparen) men spelet får en helt annan karaktär.  Efter 1.d4 fortsätter vit oftast med 2.c4 (damgambit) medan motsvarande öppning på kungsflygeln (kungsgambit) är ovanlig eftersom det försvagar skyddet av kungen.
Om svart väljer ett annat drag än 1...d5 så hör öppningen till halvslutna spel.  
Till skillnad från de öppna och halvöppna spelen, övergår slutna, halvslutna och flanköppningar ofta i varandra efter dragomkastningar. Exempelvis kan ett indiskt försvar övergå i damgambit eller damgambit övergå i halvslaviskt parti. 
Termen slutna spel är en gruppering av öppningar och behöver inte innebära att spelet blir slutet i den meningen att det finns få öppna linjer och diagonaler för pjäserna. Det beror helt på vilken öppning och variant som väljs.

## Öppningar
Vits vanligaste fortsättning är 2.c4 vilket kan leda till följande öppningar:
- Avböjd damgambit (2...e6)
- Antagen damgambit (2...dxc4)
- Slaviskt parti (2...c6)
- Halvslaviskt parti (svart spelar både ...e6 och ...c6)

Svart kan också spela de mer ovanliga öppningarna:
- Tjigorins försvar (2...Sc6)
- Albins motgambit (2...e5)

Om vit inte spelar ett tidigt c4 så leder det till en grupp av öppningar som brukar kallas dambondespel. De har det gemensamt att de är harmlösa för svart men det är ett sätt att undvika den vanliga öppningsteorin. Flera av dessa öppningar har karaktären av "system" där vit ställer upp sig på ungefär samma sätt oberoende av svarts svar. Till den här gruppen hör:  
- Londonsystemet (2.Lf4 eller 2.Sf3 och 3.Lf4)
- Collesystemet (vit ställer upp sig med e3, Sf3, Ld3, 0-0, Te1, c3 och Sbd2)
- Stonewallvarianten i förhand, i Sverige ofta kallat Gannholms special (vit ställer upp sig med bönder på c3, d4, e3 och f4)
- Richter-Veresovs angrepp (2.Lg5 Sf6 3.Sc3)

Av dessa har framför allt Londonsystemet blivit populärt de senaste åren.
|   | a | b | c | d | e | f | g | h |   |
| 8 | a8 svart torn · b8 svart springare · c8 svart löpare · d8 svart drottning · e8 svart kung · f8 svart löpare · g8 svart springare · h8 svart torn · a7 svart bonde · b7 svart bonde · c7 svart bonde · f7 svart bonde · g7 svart bonde · h7 svart bonde · e6 svart bonde · d5 svart bonde · c4 vit bonde · d4 vit bonde · a2 vit bonde · b2 vit bonde · e2 vit bonde · f2 vit bonde · g2 vit bonde · h2 vit bonde · a1 vit torn · b1 vit springare · c1 vit löpare · d1 vit drottning · e1 vit kung · f1 vit löpare · g1 vit springare · h1 vit torn | a8 svart torn · b8 svart springare · c8 svart löpare · d8 svart drottning · e8 svart kung · f8 svart löpare · g8 svart springare · h8 svart torn · a7 svart bonde · b7 svart bonde · c7 svart bonde · f7 svart bonde · g7 svart bonde · h7 svart bonde · e6 svart bonde · d5 svart bonde · c4 vit bonde · d4 vit bonde · a2 vit bonde · b2 vit bonde · e2 vit bonde · f2 vit bonde · g2 vit bonde · h2 vit bonde · a1 vit torn · b1 vit springare · c1 vit löpare · d1 vit drottning · e1 vit kung · f1 vit löpare · g1 vit springare · h1 vit torn | a8 svart torn · b8 svart springare · c8 svart löpare · d8 svart drottning · e8 svart kung · f8 svart löpare · g8 svart springare · h8 svart torn · a7 svart bonde · b7 svart bonde · c7 svart bonde · f7 svart bonde · g7 svart bonde · h7 svart bonde · e6 svart bonde · d5 svart bonde · c4 vit bonde · d4 vit bonde · a2 vit bonde · b2 vit bonde · e2 vit bonde · f2 vit bonde · g2 vit bonde · h2 vit bonde · a1 vit torn · b1 vit springare · c1 vit löpare · d1 vit drottning · e1 vit kung · f1 vit löpare · g1 vit springare · h1 vit torn | a8 svart torn · b8 svart springare · c8 svart löpare · d8 svart drottning · e8 svart kung · f8 svart löpare · g8 svart springare · h8 svart torn · a7 svart bonde · b7 svart bonde · c7 svart bonde · f7 svart bonde · g7 svart bonde · h7 svart bonde · e6 svart bonde · d5 svart bonde · c4 vit bonde · d4 vit bonde · a2 vit bonde · b2 vit bonde · e2 vit bonde · f2 vit bonde · g2 vit bonde · h2 vit bonde · a1 vit torn · b1 vit springare · c1 vit löpare · d1 vit drottning · e1 vit kung · f1 vit löpare · g1 vit springare · h1 vit torn | a8 svart torn · b8 svart springare · c8 svart löpare · d8 svart drottning · e8 svart kung · f8 svart löpare · g8 svart springare · h8 svart torn · a7 svart bonde · b7 svart bonde · c7 svart bonde · f7 svart bonde · g7 svart bonde · h7 svart bonde · e6 svart bonde · d5 svart bonde · c4 vit bonde · d4 vit bonde · a2 vit bonde · b2 vit bonde · e2 vit bonde · f2 vit bonde · g2 vit bonde · h2 vit bonde · a1 vit torn · b1 vit springare · c1 vit löpare · d1 vit drottning · e1 vit kung · f1 vit löpare · g1 vit springare · h1 vit torn | a8 svart torn · b8 svart springare · c8 svart löpare · d8 svart drottning · e8 svart kung · f8 svart löpare · g8 svart springare · h8 svart torn · a7 svart bonde · b7 svart bonde · c7 svart bonde · f7 svart bonde · g7 svart bonde · h7 svart bonde · e6 svart bonde · d5 svart bonde · c4 vit bonde · d4 vit bonde · a2 vit bonde · b2 vit bonde · e2 vit bonde · f2 vit bonde · g2 vit bonde · h2 vit bonde · a1 vit torn · b1 vit springare · c1 vit löpare · d1 vit drottning · e1 vit kung · f1 vit löpare · g1 vit springare · h1 vit torn | a8 svart torn · b8 svart springare · c8 svart löpare · d8 svart drottning · e8 svart kung · f8 svart löpare · g8 svart springare · h8 svart torn · a7 svart bonde · b7 svart bonde · c7 svart bonde · f7 svart bonde · g7 svart bonde · h7 svart bonde · e6 svart bonde · d5 svart bonde · c4 vit bonde · d4 vit bonde · a2 vit bonde · b2 vit bonde · e2 vit bonde · f2 vit bonde · g2 vit bonde · h2 vit bonde · a1 vit torn · b1 vit springare · c1 vit löpare · d1 vit drottning · e1 vit kung · f1 vit löpare · g1 vit springare · h1 vit torn | a8 svart torn · b8 svart springare · c8 svart löpare · d8 svart drottning · e8 svart kung · f8 svart löpare · g8 svart springare · h8 svart torn · a7 svart bonde · b7 svart bonde · c7 svart bonde · f7 svart bonde · g7 svart bonde · h7 svart bonde · e6 svart bonde · d5 svart bonde · c4 vit bonde · d4 vit bonde · a2 vit bonde · b2 vit bonde · e2 vit bonde · f2 vit bonde · g2 vit bonde · h2 vit bonde · a1 vit torn · b1 vit springare · c1 vit löpare · d1 vit drottning · e1 vit kung · f1 vit löpare · g1 vit springare · h1 vit torn | 8 |
| 7 | a8 svart torn · b8 svart springare · c8 svart löpare · d8 svart drottning · e8 svart kung · f8 svart löpare · g8 svart springare · h8 svart torn · a7 svart bonde · b7 svart bonde · c7 svart bonde · f7 svart bonde · g7 svart bonde · h7 svart bonde · e6 svart bonde · d5 svart bonde · c4 vit bonde · d4 vit bonde · a2 vit bonde · b2 vit bonde · e2 vit bonde · f2 vit bonde · g2 vit bonde · h2 vit bonde · a1 vit torn · b1 vit springare · c1 vit löpare · d1 vit drottning · e1 vit kung · f1 vit löpare · g1 vit springare · h1 vit torn | a8 svart torn · b8 svart springare · c8 svart löpare · d8 svart drottning · e8 svart kung · f8 svart löpare · g8 svart springare · h8 svart torn · a7 svart bonde · b7 svart bonde · c7 svart bonde · f7 svart bonde · g7 svart bonde · h7 svart bonde · e6 svart bonde · d5 svart bonde · c4 vit bonde · d4 vit bonde · a2 vit bonde · b2 vit bonde · e2 vit bonde · f2 vit bonde · g2 vit bonde · h2 vit bonde · a1 vit torn · b1 vit springare · c1 vit löpare · d1 vit drottning · e1 vit kung · f1 vit löpare · g1 vit springare · h1 vit torn | a8 svart torn · b8 svart springare · c8 svart löpare · d8 svart drottning · e8 svart kung · f8 svart löpare · g8 svart springare · h8 svart torn · a7 svart bonde · b7 svart bonde · c7 svart bonde · f7 svart bonde · g7 svart bonde · h7 svart bonde · e6 svart bonde · d5 svart bonde · c4 vit bonde · d4 vit bonde · a2 vit bonde · b2 vit bonde · e2 vit bonde · f2 vit bonde · g2 vit bonde · h2 vit bonde · a1 vit torn · b1 vit springare · c1 vit löpare · d1 vit drottning · e1 vit kung · f1 vit löpare · g1 vit springare · h1 vit torn | a8 svart torn · b8 svart springare · c8 svart löpare · d8 svart drottning · e8 svart kung · f8 svart löpare · g8 svart springare · h8 svart torn · a7 svart bonde · b7 svart bonde · c7 svart bonde · f7 svart bonde · g7 svart bonde · h7 svart bonde · e6 svart bonde · d5 svart bonde · c4 vit bonde · d4 vit bonde · a2 vit bonde · b2 vit bonde · e2 vit bonde · f2 vit bonde · g2 vit bonde · h2 vit bonde · a1 vit torn · b1 vit springare · c1 vit löpare · d1 vit drottning · e1 vit kung · f1 vit löpare · g1 vit springare · h1 vit torn | a8 svart torn · b8 svart springare · c8 svart löpare · d8 svart drottning · e8 svart kung · f8 svart löpare · g8 svart springare · h8 svart torn · a7 svart bonde · b7 svart bonde · c7 svart bonde · f7 svart bonde · g7 svart bonde · h7 svart bonde · e6 svart bonde · d5 svart bonde · c4 vit bonde · d4 vit bonde · a2 vit bonde · b2 vit bonde · e2 vit bonde · f2 vit bonde · g2 vit bonde · h2 vit bonde · a1 vit torn · b1 vit springare · c1 vit löpare · d1 vit drottning · e1 vit kung · f1 vit löpare · g1 vit springare · h1 vit torn | a8 svart torn · b8 svart springare · c8 svart löpare · d8 svart drottning · e8 svart kung · f8 svart löpare · g8 svart springare · h8 svart torn · a7 svart bonde · b7 svart bonde · c7 svart bonde · f7 svart bonde · g7 svart bonde · h7 svart bonde · e6 svart bonde · d5 svart bonde · c4 vit bonde · d4 vit bonde · a2 vit bonde · b2 vit bonde · e2 vit bonde · f2 vit bonde · g2 vit bonde · h2 vit bonde · a1 vit torn · b1 vit springare · c1 vit löpare · d1 vit drottning · e1 vit kung · f1 vit löpare · g1 vit springare · h1 vit torn | a8 svart torn · b8 svart springare · c8 svart löpare · d8 svart drottning · e8 svart kung · f8 svart löpare · g8 svart springare · h8 svart torn · a7 svart bonde · b7 svart bonde · c7 svart bonde · f7 svart bonde · g7 svart bonde · h7 svart bonde · e6 svart bonde · d5 svart bonde · c4 vit bonde · d4 vit bonde · a2 vit bonde · b2 vit bonde · e2 vit bonde · f2 vit bonde · g2 vit bonde · h2 vit bonde · a1 vit torn · b1 vit springare · c1 vit löpare · d1 vit drottning · e1 vit kung · f1 vit löpare · g1 vit springare · h1 vit torn | a8 svart torn · b8 svart springare · c8 svart löpare · d8 svart drottning · e8 svart kung · f8 svart löpare · g8 svart springare · h8 svart torn · a7 svart bonde · b7 svart bonde · c7 svart bonde · f7 svart bonde · g7 svart bonde · h7 svart bonde · e6 svart bonde · d5 svart bonde · c4 vit bonde · d4 vit bonde · a2 vit bonde · b2 vit bonde · e2 vit bonde · f2 vit bonde · g2 vit bonde · h2 vit bonde · a1 vit torn · b1 vit springare · c1 vit löpare · d1 vit drottning · e1 vit kung · f1 vit löpare · g1 vit springare · h1 vit torn | 7 |
| 6 | a8 svart torn · b8 svart springare · c8 svart löpare · d8 svart drottning · e8 svart kung · f8 svart löpare · g8 svart springare · h8 svart torn · a7 svart bonde · b7 svart bonde · c7 svart bonde · f7 svart bonde · g7 svart bonde · h7 svart bonde · e6 svart bonde · d5 svart bonde · c4 vit bonde · d4 vit bonde · a2 vit bonde · b2 vit bonde · e2 vit bonde · f2 vit bonde · g2 vit bonde · h2 vit bonde · a1 vit torn · b1 vit springare · c1 vit löpare · d1 vit drottning · e1 vit kung · f1 vit löpare · g1 vit springare · h1 vit torn | a8 svart torn · b8 svart springare · c8 svart löpare · d8 svart drottning · e8 svart kung · f8 svart löpare · g8 svart springare · h8 svart torn · a7 svart bonde · b7 svart bonde · c7 svart bonde · f7 svart bonde · g7 svart bonde · h7 svart bonde · e6 svart bonde · d5 svart bonde · c4 vit bonde · d4 vit bonde · a2 vit bonde · b2 vit bonde · e2 vit bonde · f2 vit bonde · g2 vit bonde · h2 vit bonde · a1 vit torn · b1 vit springare · c1 vit löpare · d1 vit drottning · e1 vit kung · f1 vit löpare · g1 vit springare · h1 vit torn | a8 svart torn · b8 svart springare · c8 svart löpare · d8 svart drottning · e8 svart kung · f8 svart löpare · g8 svart springare · h8 svart torn · a7 svart bonde · b7 svart bonde · c7 svart bonde · f7 svart bonde · g7 svart bonde · h7 svart bonde · e6 svart bonde · d5 svart bonde · c4 vit bonde · d4 vit bonde · a2 vit bonde · b2 vit bonde · e2 vit bonde · f2 vit bonde · g2 vit bonde · h2 vit bonde · a1 vit torn · b1 vit springare · c1 vit löpare · d1 vit drottning · e1 vit kung · f1 vit löpare · g1 vit springare · h1 vit torn | a8 svart torn · b8 svart springare · c8 svart löpare · d8 svart drottning · e8 svart kung · f8 svart löpare · g8 svart springare · h8 svart torn · a7 svart bonde · b7 svart bonde · c7 svart bonde · f7 svart bonde · g7 svart bonde · h7 svart bonde · e6 svart bonde · d5 svart bonde · c4 vit bonde · d4 vit bonde · a2 vit bonde · b2 vit bonde · e2 vit bonde · f2 vit bonde · g2 vit bonde · h2 vit bonde · a1 vit torn · b1 vit springare · c1 vit löpare · d1 vit drottning · e1 vit kung · f1 vit löpare · g1 vit springare · h1 vit torn | a8 svart torn · b8 svart springare · c8 svart löpare · d8 svart drottning · e8 svart kung · f8 svart löpare · g8 svart springare · h8 svart torn · a7 svart bonde · b7 svart bonde · c7 svart bonde · f7 svart bonde · g7 svart bonde · h7 svart bonde · e6 svart bonde · d5 svart bonde · c4 vit bonde · d4 vit bonde · a2 vit bonde · b2 vit bonde · e2 vit bonde · f2 vit bonde · g2 vit bonde · h2 vit bonde · a1 vit torn · b1 vit springare · c1 vit löpare · d1 vit drottning · e1 vit kung · f1 vit löpare · g1 vit springare · h1 vit torn | a8 svart torn · b8 svart springare · c8 svart löpare · d8 svart drottning · e8 svart kung · f8 svart löpare · g8 svart springare · h8 svart torn · a7 svart bonde · b7 svart bonde · c7 svart bonde · f7 svart bonde · g7 svart bonde · h7 svart bonde · e6 svart bonde · d5 svart bonde · c4 vit bonde · d4 vit bonde · a2 vit bonde · b2 vit bonde · e2 vit bonde · f2 vit bonde · g2 vit bonde · h2 vit bonde · a1 vit torn · b1 vit springare · c1 vit löpare · d1 vit drottning · e1 vit kung · f1 vit löpare · g1 vit springare · h1 vit torn | a8 svart torn · b8 svart springare · c8 svart löpare · d8 svart drottning · e8 svart kung · f8 svart löpare · g8 svart springare · h8 svart torn · a7 svart bonde · b7 svart bonde · c7 svart bonde · f7 svart bonde · g7 svart bonde · h7 svart bonde · e6 svart bonde · d5 svart bonde · c4 vit bonde · d4 vit bonde · a2 vit bonde · b2 vit bonde · e2 vit bonde · f2 vit bonde · g2 vit bonde · h2 vit bonde · a1 vit torn · b1 vit springare · c1 vit löpare · d1 vit drottning · e1 vit kung · f1 vit löpare · g1 vit springare · h1 vit torn | a8 svart torn · b8 svart springare · c8 svart löpare · d8 svart drottning · e8 svart kung · f8 svart löpare · g8 svart springare · h8 svart torn · a7 svart bonde · b7 svart bonde · c7 svart bonde · f7 svart bonde · g7 svart bonde · h7 svart bonde · e6 svart bonde · d5 svart bonde · c4 vit bonde · d4 vit bonde · a2 vit bonde · b2 vit bonde · e2 vit bonde · f2 vit bonde · g2 vit bonde · h2 vit bonde · a1 vit torn · b1 vit springare · c1 vit löpare · d1 vit drottning · e1 vit kung · f1 vit löpare · g1 vit springare · h1 vit torn | 6 |
| 5 | a8 svart torn · b8 svart springare · c8 svart löpare · d8 svart drottning · e8 svart kung · f8 svart löpare · g8 svart springare · h8 svart torn · a7 svart bonde · b7 svart bonde · c7 svart bonde · f7 svart bonde · g7 svart bonde · h7 svart bonde · e6 svart bonde · d5 svart bonde · c4 vit bonde · d4 vit bonde · a2 vit bonde · b2 vit bonde · e2 vit bonde · f2 vit bonde · g2 vit bonde · h2 vit bonde · a1 vit torn · b1 vit springare · c1 vit löpare · d1 vit drottning · e1 vit kung · f1 vit löpare · g1 vit springare · h1 vit torn | a8 svart torn · b8 svart springare · c8 svart löpare · d8 svart drottning · e8 svart kung · f8 svart löpare · g8 svart springare · h8 svart torn · a7 svart bonde · b7 svart bonde · c7 svart bonde · f7 svart bonde · g7 svart bonde · h7 svart bonde · e6 svart bonde · d5 svart bonde · c4 vit bonde · d4 vit bonde · a2 vit bonde · b2 vit bonde · e2 vit bonde · f2 vit bonde · g2 vit bonde · h2 vit bonde · a1 vit torn · b1 vit springare · c1 vit löpare · d1 vit drottning · e1 vit kung · f1 vit löpare · g1 vit springare · h1 vit torn | a8 svart torn · b8 svart springare · c8 svart löpare · d8 svart drottning · e8 svart kung · f8 svart löpare · g8 svart springare · h8 svart torn · a7 svart bonde · b7 svart bonde · c7 svart bonde · f7 svart bonde · g7 svart bonde · h7 svart bonde · e6 svart bonde · d5 svart bonde · c4 vit bonde · d4 vit bonde · a2 vit bonde · b2 vit bonde · e2 vit bonde · f2 vit bonde · g2 vit bonde · h2 vit bonde · a1 vit torn · b1 vit springare · c1 vit löpare · d1 vit drottning · e1 vit kung · f1 vit löpare · g1 vit springare · h1 vit torn | a8 svart torn · b8 svart springare · c8 svart löpare · d8 svart drottning · e8 svart kung · f8 svart löpare · g8 svart springare · h8 svart torn · a7 svart bonde · b7 svart bonde · c7 svart bonde · f7 svart bonde · g7 svart bonde · h7 svart bonde · e6 svart bonde · d5 svart bonde · c4 vit bonde · d4 vit bonde · a2 vit bonde · b2 vit bonde · e2 vit bonde · f2 vit bonde · g2 vit bonde · h2 vit bonde · a1 vit torn · b1 vit springare · c1 vit löpare · d1 vit drottning · e1 vit kung · f1 vit löpare · g1 vit springare · h1 vit torn | a8 svart torn · b8 svart springare · c8 svart löpare · d8 svart drottning · e8 svart kung · f8 svart löpare · g8 svart springare · h8 svart torn · a7 svart bonde · b7 svart bonde · c7 svart bonde · f7 svart bonde · g7 svart bonde · h7 svart bonde · e6 svart bonde · d5 svart bonde · c4 vit bonde · d4 vit bonde · a2 vit bonde · b2 vit bonde · e2 vit bonde · f2 vit bonde · g2 vit bonde · h2 vit bonde · a1 vit torn · b1 vit springare · c1 vit löpare · d1 vit drottning · e1 vit kung · f1 vit löpare · g1 vit springare · h1 vit torn | a8 svart torn · b8 svart springare · c8 svart löpare · d8 svart drottning · e8 svart kung · f8 svart löpare · g8 svart springare · h8 svart torn · a7 svart bonde · b7 svart bonde · c7 svart bonde · f7 svart bonde · g7 svart bonde · h7 svart bonde · e6 svart bonde · d5 svart bonde · c4 vit bonde · d4 vit bonde · a2 vit bonde · b2 vit bonde · e2 vit bonde · f2 vit bonde · g2 vit bonde · h2 vit bonde · a1 vit torn · b1 vit springare · c1 vit löpare · d1 vit drottning · e1 vit kung · f1 vit löpare · g1 vit springare · h1 vit torn | a8 svart torn · b8 svart springare · c8 svart löpare · d8 svart drottning · e8 svart kung · f8 svart löpare · g8 svart springare · h8 svart torn · a7 svart bonde · b7 svart bonde · c7 svart bonde · f7 svart bonde · g7 svart bonde · h7 svart bonde · e6 svart bonde · d5 svart bonde · c4 vit bonde · d4 vit bonde · a2 vit bonde · b2 vit bonde · e2 vit bonde · f2 vit bonde · g2 vit bonde · h2 vit bonde · a1 vit torn · b1 vit springare · c1 vit löpare · d1 vit drottning · e1 vit kung · f1 vit löpare · g1 vit springare · h1 vit torn | a8 svart torn · b8 svart springare · c8 svart löpare · d8 svart drottning · e8 svart kung · f8 svart löpare · g8 svart springare · h8 svart torn · a7 svart bonde · b7 svart bonde · c7 svart bonde · f7 svart bonde · g7 svart bonde · h7 svart bonde · e6 svart bonde · d5 svart bonde · c4 vit bonde · d4 vit bonde · a2 vit bonde · b2 vit bonde · e2 vit bonde · f2 vit bonde · g2 vit bonde · h2 vit bonde · a1 vit torn · b1 vit springare · c1 vit löpare · d1 vit drottning · e1 vit kung · f1 vit löpare · g1 vit springare · h1 vit torn | 5 |
| 4 | a8 svart torn · b8 svart springare · c8 svart löpare · d8 svart drottning · e8 svart kung · f8 svart löpare · g8 svart springare · h8 svart torn · a7 svart bonde · b7 svart bonde · c7 svart bonde · f7 svart bonde · g7 svart bonde · h7 svart bonde · e6 svart bonde · d5 svart bonde · c4 vit bonde · d4 vit bonde · a2 vit bonde · b2 vit bonde · e2 vit bonde · f2 vit bonde · g2 vit bonde · h2 vit bonde · a1 vit torn · b1 vit springare · c1 vit löpare · d1 vit drottning · e1 vit kung · f1 vit löpare · g1 vit springare · h1 vit torn | a8 svart torn · b8 svart springare · c8 svart löpare · d8 svart drottning · e8 svart kung · f8 svart löpare · g8 svart springare · h8 svart torn · a7 svart bonde · b7 svart bonde · c7 svart bonde · f7 svart bonde · g7 svart bonde · h7 svart bonde · e6 svart bonde · d5 svart bonde · c4 vit bonde · d4 vit bonde · a2 vit bonde · b2 vit bonde · e2 vit bonde · f2 vit bonde · g2 vit bonde · h2 vit bonde · a1 vit torn · b1 vit springare · c1 vit löpare · d1 vit drottning · e1 vit kung · f1 vit löpare · g1 vit springare · h1 vit torn | a8 svart torn · b8 svart springare · c8 svart löpare · d8 svart drottning · e8 svart kung · f8 svart löpare · g8 svart springare · h8 svart torn · a7 svart bonde · b7 svart bonde · c7 svart bonde · f7 svart bonde · g7 svart bonde · h7 svart bonde · e6 svart bonde · d5 svart bonde · c4 vit bonde · d4 vit bonde · a2 vit bonde · b2 vit bonde · e2 vit bonde · f2 vit bonde · g2 vit bonde · h2 vit bonde · a1 vit torn · b1 vit springare · c1 vit löpare · d1 vit drottning · e1 vit kung · f1 vit löpare · g1 vit springare · h1 vit torn | a8 svart torn · b8 svart springare · c8 svart löpare · d8 svart drottning · e8 svart kung · f8 svart löpare · g8 svart springare · h8 svart torn · a7 svart bonde · b7 svart bonde · c7 svart bonde · f7 svart bonde · g7 svart bonde · h7 svart bonde · e6 svart bonde · d5 svart bonde · c4 vit bonde · d4 vit bonde · a2 vit bonde · b2 vit bonde · e2 vit bonde · f2 vit bonde · g2 vit bonde · h2 vit bonde · a1 vit torn · b1 vit springare · c1 vit löpare · d1 vit drottning · e1 vit kung · f1 vit löpare · g1 vit springare · h1 vit torn | a8 svart torn · b8 svart springare · c8 svart löpare · d8 svart drottning · e8 svart kung · f8 svart löpare · g8 svart springare · h8 svart torn · a7 svart bonde · b7 svart bonde · c7 svart bonde · f7 svart bonde · g7 svart bonde · h7 svart bonde · e6 svart bonde · d5 svart bonde · c4 vit bonde · d4 vit bonde · a2 vit bonde · b2 vit bonde · e2 vit bonde · f2 vit bonde · g2 vit bonde · h2 vit bonde · a1 vit torn · b1 vit springare · c1 vit löpare · d1 vit drottning · e1 vit kung · f1 vit löpare · g1 vit springare · h1 vit torn | a8 svart torn · b8 svart springare · c8 svart löpare · d8 svart drottning · e8 svart kung · f8 svart löpare · g8 svart springare · h8 svart torn · a7 svart bonde · b7 svart bonde · c7 svart bonde · f7 svart bonde · g7 svart bonde · h7 svart bonde · e6 svart bonde · d5 svart bonde · c4 vit bonde · d4 vit bonde · a2 vit bonde · b2 vit bonde · e2 vit bonde · f2 vit bonde · g2 vit bonde · h2 vit bonde · a1 vit torn · b1 vit springare · c1 vit löpare · d1 vit drottning · e1 vit kung · f1 vit löpare · g1 vit springare · h1 vit torn | a8 svart torn · b8 svart springare · c8 svart löpare · d8 svart drottning · e8 svart kung · f8 svart löpare · g8 svart springare · h8 svart torn · a7 svart bonde · b7 svart bonde · c7 svart bonde · f7 svart bonde · g7 svart bonde · h7 svart bonde · e6 svart bonde · d5 svart bonde · c4 vit bonde · d4 vit bonde · a2 vit bonde · b2 vit bonde · e2 vit bonde · f2 vit bonde · g2 vit bonde · h2 vit bonde · a1 vit torn · b1 vit springare · c1 vit löpare · d1 vit drottning · e1 vit kung · f1 vit löpare · g1 vit springare · h1 vit torn | a8 svart torn · b8 svart springare · c8 svart löpare · d8 svart drottning · e8 svart kung · f8 svart löpare · g8 svart springare · h8 svart torn · a7 svart bonde · b7 svart bonde · c7 svart bonde · f7 svart bonde · g7 svart bonde · h7 svart bonde · e6 svart bonde · d5 svart bonde · c4 vit bonde · d4 vit bonde · a2 vit bonde · b2 vit bonde · e2 vit bonde · f2 vit bonde · g2 vit bonde · h2 vit bonde · a1 vit torn · b1 vit springare · c1 vit löpare · d1 vit drottning · e1 vit kung · f1 vit löpare · g1 vit springare · h1 vit torn | 4 |
| 3 | a8 svart torn · b8 svart springare · c8 svart löpare · d8 svart drottning · e8 svart kung · f8 svart löpare · g8 svart springare · h8 svart torn · a7 svart bonde · b7 svart bonde · c7 svart bonde · f7 svart bonde · g7 svart bonde · h7 svart bonde · e6 svart bonde · d5 svart bonde · c4 vit bonde · d4 vit bonde · a2 vit bonde · b2 vit bonde · e2 vit bonde · f2 vit bonde · g2 vit bonde · h2 vit bonde · a1 vit torn · b1 vit springare · c1 vit löpare · d1 vit drottning · e1 vit kung · f1 vit löpare · g1 vit springare · h1 vit torn | a8 svart torn · b8 svart springare · c8 svart löpare · d8 svart drottning · e8 svart kung · f8 svart löpare · g8 svart springare · h8 svart torn · a7 svart bonde · b7 svart bonde · c7 svart bonde · f7 svart bonde · g7 svart bonde · h7 svart bonde · e6 svart bonde · d5 svart bonde · c4 vit bonde · d4 vit bonde · a2 vit bonde · b2 vit bonde · e2 vit bonde · f2 vit bonde · g2 vit bonde · h2 vit bonde · a1 vit torn · b1 vit springare · c1 vit löpare · d1 vit drottning · e1 vit kung · f1 vit löpare · g1 vit springare · h1 vit torn | a8 svart torn · b8 svart springare · c8 svart löpare · d8 svart drottning · e8 svart kung · f8 svart löpare · g8 svart springare · h8 svart torn · a7 svart bonde · b7 svart bonde · c7 svart bonde · f7 svart bonde · g7 svart bonde · h7 svart bonde · e6 svart bonde · d5 svart bonde · c4 vit bonde · d4 vit bonde · a2 vit bonde · b2 vit bonde · e2 vit bonde · f2 vit bonde · g2 vit bonde · h2 vit bonde · a1 vit torn · b1 vit springare · c1 vit löpare · d1 vit drottning · e1 vit kung · f1 vit löpare · g1 vit springare · h1 vit torn | a8 svart torn · b8 svart springare · c8 svart löpare · d8 svart drottning · e8 svart kung · f8 svart löpare · g8 svart springare · h8 svart torn · a7 svart bonde · b7 svart bonde · c7 svart bonde · f7 svart bonde · g7 svart bonde · h7 svart bonde · e6 svart bonde · d5 svart bonde · c4 vit bonde · d4 vit bonde · a2 vit bonde · b2 vit bonde · e2 vit bonde · f2 vit bonde · g2 vit bonde · h2 vit bonde · a1 vit torn · b1 vit springare · c1 vit löpare · d1 vit drottning · e1 vit kung · f1 vit löpare · g1 vit springare · h1 vit torn | a8 svart torn · b8 svart springare · c8 svart löpare · d8 svart drottning · e8 svart kung · f8 svart löpare · g8 svart springare · h8 svart torn · a7 svart bonde · b7 svart bonde · c7 svart bonde · f7 svart bonde · g7 svart bonde · h7 svart bonde · e6 svart bonde · d5 svart bonde · c4 vit bonde · d4 vit bonde · a2 vit bonde · b2 vit bonde · e2 vit bonde · f2 vit bonde · g2 vit bonde · h2 vit bonde · a1 vit torn · b1 vit springare · c1 vit löpare · d1 vit drottning · e1 vit kung · f1 vit löpare · g1 vit springare · h1 vit torn | a8 svart torn · b8 svart springare · c8 svart löpare · d8 svart drottning · e8 svart kung · f8 svart löpare · g8 svart springare · h8 svart torn · a7 svart bonde · b7 svart bonde · c7 svart bonde · f7 svart bonde · g7 svart bonde · h7 svart bonde · e6 svart bonde · d5 svart bonde · c4 vit bonde · d4 vit bonde · a2 vit bonde · b2 vit bonde · e2 vit bonde · f2 vit bonde · g2 vit bonde · h2 vit bonde · a1 vit torn · b1 vit springare · c1 vit löpare · d1 vit drottning · e1 vit kung · f1 vit löpare · g1 vit springare · h1 vit torn | a8 svart torn · b8 svart springare · c8 svart löpare · d8 svart drottning · e8 svart kung · f8 svart löpare · g8 svart springare · h8 svart torn · a7 svart bonde · b7 svart bonde · c7 svart bonde · f7 svart bonde · g7 svart bonde · h7 svart bonde · e6 svart bonde · d5 svart bonde · c4 vit bonde · d4 vit bonde · a2 vit bonde · b2 vit bonde · e2 vit bonde · f2 vit bonde · g2 vit bonde · h2 vit bonde · a1 vit torn · b1 vit springare · c1 vit löpare · d1 vit drottning · e1 vit kung · f1 vit löpare · g1 vit springare · h1 vit torn | a8 svart torn · b8 svart springare · c8 svart löpare · d8 svart drottning · e8 svart kung · f8 svart löpare · g8 svart springare · h8 svart torn · a7 svart bonde · b7 svart bonde · c7 svart bonde · f7 svart bonde · g7 svart bonde · h7 svart bonde · e6 svart bonde · d5 svart bonde · c4 vit bonde · d4 vit bonde · a2 vit bonde · b2 vit bonde · e2 vit bonde · f2 vit bonde · g2 vit bonde · h2 vit bonde · a1 vit torn · b1 vit springare · c1 vit löpare · d1 vit drottning · e1 vit kung · f1 vit löpare · g1 vit springare · h1 vit torn | 3 |
| 2 | a8 svart torn · b8 svart springare · c8 svart löpare · d8 svart drottning · e8 svart kung · f8 svart löpare · g8 svart springare · h8 svart torn · a7 svart bonde · b7 svart bonde · c7 svart bonde · f7 svart bonde · g7 svart bonde · h7 svart bonde · e6 svart bonde · d5 svart bonde · c4 vit bonde · d4 vit bonde · a2 vit bonde · b2 vit bonde · e2 vit bonde · f2 vit bonde · g2 vit bonde · h2 vit bonde · a1 vit torn · b1 vit springare · c1 vit löpare · d1 vit drottning · e1 vit kung · f1 vit löpare · g1 vit springare · h1 vit torn | a8 svart torn · b8 svart springare · c8 svart löpare · d8 svart drottning · e8 svart kung · f8 svart löpare · g8 svart springare · h8 svart torn · a7 svart bonde · b7 svart bonde · c7 svart bonde · f7 svart bonde · g7 svart bonde · h7 svart bonde · e6 svart bonde · d5 svart bonde · c4 vit bonde · d4 vit bonde · a2 vit bonde · b2 vit bonde · e2 vit bonde · f2 vit bonde · g2 vit bonde · h2 vit bonde · a1 vit torn · b1 vit springare · c1 vit löpare · d1 vit drottning · e1 vit kung · f1 vit löpare · g1 vit springare · h1 vit torn | a8 svart torn · b8 svart springare · c8 svart löpare · d8 svart drottning · e8 svart kung · f8 svart löpare · g8 svart springare · h8 svart torn · a7 svart bonde · b7 svart bonde · c7 svart bonde · f7 svart bonde · g7 svart bonde · h7 svart bonde · e6 svart bonde · d5 svart bonde · c4 vit bonde · d4 vit bonde · a2 vit bonde · b2 vit bonde · e2 vit bonde · f2 vit bonde · g2 vit bonde · h2 vit bonde · a1 vit torn · b1 vit springare · c1 vit löpare · d1 vit drottning · e1 vit kung · f1 vit löpare · g1 vit springare · h1 vit torn | a8 svart torn · b8 svart springare · c8 svart löpare · d8 svart drottning · e8 svart kung · f8 svart löpare · g8 svart springare · h8 svart torn · a7 svart bonde · b7 svart bonde · c7 svart bonde · f7 svart bonde · g7 svart bonde · h7 svart bonde · e6 svart bonde · d5 svart bonde · c4 vit bonde · d4 vit bonde · a2 vit bonde · b2 vit bonde · e2 vit bonde · f2 vit bonde · g2 vit bonde · h2 vit bonde · a1 vit torn · b1 vit springare · c1 vit löpare · d1 vit drottning · e1 vit kung · f1 vit löpare · g1 vit springare · h1 vit torn | a8 svart torn · b8 svart springare · c8 svart löpare · d8 svart drottning · e8 svart kung · f8 svart löpare · g8 svart springare · h8 svart torn · a7 svart bonde · b7 svart bonde · c7 svart bonde · f7 svart bonde · g7 svart bonde · h7 svart bonde · e6 svart bonde · d5 svart bonde · c4 vit bonde · d4 vit bonde · a2 vit bonde · b2 vit bonde · e2 vit bonde · f2 vit bonde · g2 vit bonde · h2 vit bonde · a1 vit torn · b1 vit springare · c1 vit löpare · d1 vit drottning · e1 vit kung · f1 vit löpare · g1 vit springare · h1 vit torn | a8 svart torn · b8 svart springare · c8 svart löpare · d8 svart drottning · e8 svart kung · f8 svart löpare · g8 svart springare · h8 svart torn · a7 svart bonde · b7 svart bonde · c7 svart bonde · f7 svart bonde · g7 svart bonde · h7 svart bonde · e6 svart bonde · d5 svart bonde · c4 vit bonde · d4 vit bonde · a2 vit bonde · b2 vit bonde · e2 vit bonde · f2 vit bonde · g2 vit bonde · h2 vit bonde · a1 vit torn · b1 vit springare · c1 vit löpare · d1 vit drottning · e1 vit kung · f1 vit löpare · g1 vit springare · h1 vit torn | a8 svart torn · b8 svart springare · c8 svart löpare · d8 svart drottning · e8 svart kung · f8 svart löpare · g8 svart springare · h8 svart torn · a7 svart bonde · b7 svart bonde · c7 svart bonde · f7 svart bonde · g7 svart bonde · h7 svart bonde · e6 svart bonde · d5 svart bonde · c4 vit bonde · d4 vit bonde · a2 vit bonde · b2 vit bonde · e2 vit bonde · f2 vit bonde · g2 vit bonde · h2 vit bonde · a1 vit torn · b1 vit springare · c1 vit löpare · d1 vit drottning · e1 vit kung · f1 vit löpare · g1 vit springare · h1 vit torn | a8 svart torn · b8 svart springare · c8 svart löpare · d8 svart drottning · e8 svart kung · f8 svart löpare · g8 svart springare · h8 svart torn · a7 svart bonde · b7 svart bonde · c7 svart bonde · f7 svart bonde · g7 svart bonde · h7 svart bonde · e6 svart bonde · d5 svart bonde · c4 vit bonde · d4 vit bonde · a2 vit bonde · b2 vit bonde · e2 vit bonde · f2 vit bonde · g2 vit bonde · h2 vit bonde · a1 vit torn · b1 vit springare · c1 vit löpare · d1 vit drottning · e1 vit kung · f1 vit löpare · g1 vit springare · h1 vit torn | 2 |
| 1 | a8 svart torn · b8 svart springare · c8 svart löpare · d8 svart drottning · e8 svart kung · f8 svart löpare · g8 svart springare · h8 svart torn · a7 svart bonde · b7 svart bonde · c7 svart bonde · f7 svart bonde · g7 svart bonde · h7 svart bonde · e6 svart bonde · d5 svart bonde · c4 vit bonde · d4 vit bonde · a2 vit bonde · b2 vit bonde · e2 vit bonde · f2 vit bonde · g2 vit bonde · h2 vit bonde · a1 vit torn · b1 vit springare · c1 vit löpare · d1 vit drottning · e1 vit kung · f1 vit löpare · g1 vit springare · h1 vit torn | a8 svart torn · b8 svart springare · c8 svart löpare · d8 svart drottning · e8 svart kung · f8 svart löpare · g8 svart springare · h8 svart torn · a7 svart bonde · b7 svart bonde · c7 svart bonde · f7 svart bonde · g7 svart bonde · h7 svart bonde · e6 svart bonde · d5 svart bonde · c4 vit bonde · d4 vit bonde · a2 vit bonde · b2 vit bonde · e2 vit bonde · f2 vit bonde · g2 vit bonde · h2 vit bonde · a1 vit torn · b1 vit springare · c1 vit löpare · d1 vit drottning · e1 vit kung · f1 vit löpare · g1 vit springare · h1 vit torn | a8 svart torn · b8 svart springare · c8 svart löpare · d8 svart drottning · e8 svart kung · f8 svart löpare · g8 svart springare · h8 svart torn · a7 svart bonde · b7 svart bonde · c7 svart bonde · f7 svart bonde · g7 svart bonde · h7 svart bonde · e6 svart bonde · d5 svart bonde · c4 vit bonde · d4 vit bonde · a2 vit bonde · b2 vit bonde · e2 vit bonde · f2 vit bonde · g2 vit bonde · h2 vit bonde · a1 vit torn · b1 vit springare · c1 vit löpare · d1 vit drottning · e1 vit kung · f1 vit löpare · g1 vit springare · h1 vit torn | a8 svart torn · b8 svart springare · c8 svart löpare · d8 svart drottning · e8 svart kung · f8 svart löpare · g8 svart springare · h8 svart torn · a7 svart bonde · b7 svart bonde · c7 svart bonde · f7 svart bonde · g7 svart bonde · h7 svart bonde · e6 svart bonde · d5 svart bonde · c4 vit bonde · d4 vit bonde · a2 vit bonde · b2 vit bonde · e2 vit bonde · f2 vit bonde · g2 vit bonde · h2 vit bonde · a1 vit torn · b1 vit springare · c1 vit löpare · d1 vit drottning · e1 vit kung · f1 vit löpare · g1 vit springare · h1 vit torn | a8 svart torn · b8 svart springare · c8 svart löpare · d8 svart drottning · e8 svart kung · f8 svart löpare · g8 svart springare · h8 svart torn · a7 svart bonde · b7 svart bonde · c7 svart bonde · f7 svart bonde · g7 svart bonde · h7 svart bonde · e6 svart bonde · d5 svart bonde · c4 vit bonde · d4 vit bonde · a2 vit bonde · b2 vit bonde · e2 vit bonde · f2 vit bonde · g2 vit bonde · h2 vit bonde · a1 vit torn · b1 vit springare · c1 vit löpare · d1 vit drottning · e1 vit kung · f1 vit löpare · g1 vit springare · h1 vit torn | a8 svart torn · b8 svart springare · c8 svart löpare · d8 svart drottning · e8 svart kung · f8 svart löpare · g8 svart springare · h8 svart torn · a7 svart bonde · b7 svart bonde · c7 svart bonde · f7 svart bonde · g7 svart bonde · h7 svart bonde · e6 svart bonde · d5 svart bonde · c4 vit bonde · d4 vit bonde · a2 vit bonde · b2 vit bonde · e2 vit bonde · f2 vit bonde · g2 vit bonde · h2 vit bonde · a1 vit torn · b1 vit springare · c1 vit löpare · d1 vit drottning · e1 vit kung · f1 vit löpare · g1 vit springare · h1 vit torn | a8 svart torn · b8 svart springare · c8 svart löpare · d8 svart drottning · e8 svart kung · f8 svart löpare · g8 svart springare · h8 svart torn · a7 svart bonde · b7 svart bonde · c7 svart bonde · f7 svart bonde · g7 svart bonde · h7 svart bonde · e6 svart bonde · d5 svart bonde · c4 vit bonde · d4 vit bonde · a2 vit bonde · b2 vit bonde · e2 vit bonde · f2 vit bonde · g2 vit bonde · h2 vit bonde · a1 vit torn · b1 vit springare · c1 vit löpare · d1 vit drottning · e1 vit kung · f1 vit löpare · g1 vit springare · h1 vit torn | a8 svart torn · b8 svart springare · c8 svart löpare · d8 svart drottning · e8 svart kung · f8 svart löpare · g8 svart springare · h8 svart torn · a7 svart bonde · b7 svart bonde · c7 svart bonde · f7 svart bonde · g7 svart bonde · h7 svart bonde · e6 svart bonde · d5 svart bonde · c4 vit bonde · d4 vit bonde · a2 vit bonde · b2 vit bonde · e2 vit bonde · f2 vit bonde · g2 vit bonde · h2 vit bonde · a1 vit torn · b1 vit springare · c1 vit löpare · d1 vit drottning · e1 vit kung · f1 vit löpare · g1 vit springare · h1 vit torn | 1 |
|   | a | b | c | d | e | f | g | h |   |

|   | a | b | c | d | e | f | g | h |   |
| 8 | a8 svart torn · b8 svart springare · c8 svart löpare · d8 svart drottning · e8 svart kung · f8 svart löpare · g8 svart springare · h8 svart torn · a7 svart bonde · b7 svart bonde · c7 svart bonde · e7 svart bonde · f7 svart bonde · g7 svart bonde · h7 svart bonde · c4 svart bonde · d4 vit bonde · a2 vit bonde · b2 vit bonde · e2 vit bonde · f2 vit bonde · g2 vit bonde · h2 vit bonde · a1 vit torn · b1 vit springare · c1 vit löpare · d1 vit drottning · e1 vit kung · f1 vit löpare · g1 vit springare · h1 vit torn | a8 svart torn · b8 svart springare · c8 svart löpare · d8 svart drottning · e8 svart kung · f8 svart löpare · g8 svart springare · h8 svart torn · a7 svart bonde · b7 svart bonde · c7 svart bonde · e7 svart bonde · f7 svart bonde · g7 svart bonde · h7 svart bonde · c4 svart bonde · d4 vit bonde · a2 vit bonde · b2 vit bonde · e2 vit bonde · f2 vit bonde · g2 vit bonde · h2 vit bonde · a1 vit torn · b1 vit springare · c1 vit löpare · d1 vit drottning · e1 vit kung · f1 vit löpare · g1 vit springare · h1 vit torn | a8 svart torn · b8 svart springare · c8 svart löpare · d8 svart drottning · e8 svart kung · f8 svart löpare · g8 svart springare · h8 svart torn · a7 svart bonde · b7 svart bonde · c7 svart bonde · e7 svart bonde · f7 svart bonde · g7 svart bonde · h7 svart bonde · c4 svart bonde · d4 vit bonde · a2 vit bonde · b2 vit bonde · e2 vit bonde · f2 vit bonde · g2 vit bonde · h2 vit bonde · a1 vit torn · b1 vit springare · c1 vit löpare · d1 vit drottning · e1 vit kung · f1 vit löpare · g1 vit springare · h1 vit torn | a8 svart torn · b8 svart springare · c8 svart löpare · d8 svart drottning · e8 svart kung · f8 svart löpare · g8 svart springare · h8 svart torn · a7 svart bonde · b7 svart bonde · c7 svart bonde · e7 svart bonde · f7 svart bonde · g7 svart bonde · h7 svart bonde · c4 svart bonde · d4 vit bonde · a2 vit bonde · b2 vit bonde · e2 vit bonde · f2 vit bonde · g2 vit bonde · h2 vit bonde · a1 vit torn · b1 vit springare · c1 vit löpare · d1 vit drottning · e1 vit kung · f1 vit löpare · g1 vit springare · h1 vit torn | a8 svart torn · b8 svart springare · c8 svart löpare · d8 svart drottning · e8 svart kung · f8 svart löpare · g8 svart springare · h8 svart torn · a7 svart bonde · b7 svart bonde · c7 svart bonde · e7 svart bonde · f7 svart bonde · g7 svart bonde · h7 svart bonde · c4 svart bonde · d4 vit bonde · a2 vit bonde · b2 vit bonde · e2 vit bonde · f2 vit bonde · g2 vit bonde · h2 vit bonde · a1 vit torn · b1 vit springare · c1 vit löpare · d1 vit drottning · e1 vit kung · f1 vit löpare · g1 vit springare · h1 vit torn | a8 svart torn · b8 svart springare · c8 svart löpare · d8 svart drottning · e8 svart kung · f8 svart löpare · g8 svart springare · h8 svart torn · a7 svart bonde · b7 svart bonde · c7 svart bonde · e7 svart bonde · f7 svart bonde · g7 svart bonde · h7 svart bonde · c4 svart bonde · d4 vit bonde · a2 vit bonde · b2 vit bonde · e2 vit bonde · f2 vit bonde · g2 vit bonde · h2 vit bonde · a1 vit torn · b1 vit springare · c1 vit löpare · d1 vit drottning · e1 vit kung · f1 vit löpare · g1 vit springare · h1 vit torn | a8 svart torn · b8 svart springare · c8 svart löpare · d8 svart drottning · e8 svart kung · f8 svart löpare · g8 svart springare · h8 svart torn · a7 svart bonde · b7 svart bonde · c7 svart bonde · e7 svart bonde · f7 svart bonde · g7 svart bonde · h7 svart bonde · c4 svart bonde · d4 vit bonde · a2 vit bonde · b2 vit bonde · e2 vit bonde · f2 vit bonde · g2 vit bonde · h2 vit bonde · a1 vit torn · b1 vit springare · c1 vit löpare · d1 vit drottning · e1 vit kung · f1 vit löpare · g1 vit springare · h1 vit torn | a8 svart torn · b8 svart springare · c8 svart löpare · d8 svart drottning · e8 svart kung · f8 svart löpare · g8 svart springare · h8 svart torn · a7 svart bonde · b7 svart bonde · c7 svart bonde · e7 svart bonde · f7 svart bonde · g7 svart bonde · h7 svart bonde · c4 svart bonde · d4 vit bonde · a2 vit bonde · b2 vit bonde · e2 vit bonde · f2 vit bonde · g2 vit bonde · h2 vit bonde · a1 vit torn · b1 vit springare · c1 vit löpare · d1 vit drottning · e1 vit kung · f1 vit löpare · g1 vit springare · h1 vit torn | 8 |
| 7 | a8 svart torn · b8 svart springare · c8 svart löpare · d8 svart drottning · e8 svart kung · f8 svart löpare · g8 svart springare · h8 svart torn · a7 svart bonde · b7 svart bonde · c7 svart bonde · e7 svart bonde · f7 svart bonde · g7 svart bonde · h7 svart bonde · c4 svart bonde · d4 vit bonde · a2 vit bonde · b2 vit bonde · e2 vit bonde · f2 vit bonde · g2 vit bonde · h2 vit bonde · a1 vit torn · b1 vit springare · c1 vit löpare · d1 vit drottning · e1 vit kung · f1 vit löpare · g1 vit springare · h1 vit torn | a8 svart torn · b8 svart springare · c8 svart löpare · d8 svart drottning · e8 svart kung · f8 svart löpare · g8 svart springare · h8 svart torn · a7 svart bonde · b7 svart bonde · c7 svart bonde · e7 svart bonde · f7 svart bonde · g7 svart bonde · h7 svart bonde · c4 svart bonde · d4 vit bonde · a2 vit bonde · b2 vit bonde · e2 vit bonde · f2 vit bonde · g2 vit bonde · h2 vit bonde · a1 vit torn · b1 vit springare · c1 vit löpare · d1 vit drottning · e1 vit kung · f1 vit löpare · g1 vit springare · h1 vit torn | a8 svart torn · b8 svart springare · c8 svart löpare · d8 svart drottning · e8 svart kung · f8 svart löpare · g8 svart springare · h8 svart torn · a7 svart bonde · b7 svart bonde · c7 svart bonde · e7 svart bonde · f7 svart bonde · g7 svart bonde · h7 svart bonde · c4 svart bonde · d4 vit bonde · a2 vit bonde · b2 vit bonde · e2 vit bonde · f2 vit bonde · g2 vit bonde · h2 vit bonde · a1 vit torn · b1 vit springare · c1 vit löpare · d1 vit drottning · e1 vit kung · f1 vit löpare · g1 vit springare · h1 vit torn | a8 svart torn · b8 svart springare · c8 svart löpare · d8 svart drottning · e8 svart kung · f8 svart löpare · g8 svart springare · h8 svart torn · a7 svart bonde · b7 svart bonde · c7 svart bonde · e7 svart bonde · f7 svart bonde · g7 svart bonde · h7 svart bonde · c4 svart bonde · d4 vit bonde · a2 vit bonde · b2 vit bonde · e2 vit bonde · f2 vit bonde · g2 vit bonde · h2 vit bonde · a1 vit torn · b1 vit springare · c1 vit löpare · d1 vit drottning · e1 vit kung · f1 vit löpare · g1 vit springare · h1 vit torn | a8 svart torn · b8 svart springare · c8 svart löpare · d8 svart drottning · e8 svart kung · f8 svart löpare · g8 svart springare · h8 svart torn · a7 svart bonde · b7 svart bonde · c7 svart bonde · e7 svart bonde · f7 svart bonde · g7 svart bonde · h7 svart bonde · c4 svart bonde · d4 vit bonde · a2 vit bonde · b2 vit bonde · e2 vit bonde · f2 vit bonde · g2 vit bonde · h2 vit bonde · a1 vit torn · b1 vit springare · c1 vit löpare · d1 vit drottning · e1 vit kung · f1 vit löpare · g1 vit springare · h1 vit torn | a8 svart torn · b8 svart springare · c8 svart löpare · d8 svart drottning · e8 svart kung · f8 svart löpare · g8 svart springare · h8 svart torn · a7 svart bonde · b7 svart bonde · c7 svart bonde · e7 svart bonde · f7 svart bonde · g7 svart bonde · h7 svart bonde · c4 svart bonde · d4 vit bonde · a2 vit bonde · b2 vit bonde · e2 vit bonde · f2 vit bonde · g2 vit bonde · h2 vit bonde · a1 vit torn · b1 vit springare · c1 vit löpare · d1 vit drottning · e1 vit kung · f1 vit löpare · g1 vit springare · h1 vit torn | a8 svart torn · b8 svart springare · c8 svart löpare · d8 svart drottning · e8 svart kung · f8 svart löpare · g8 svart springare · h8 svart torn · a7 svart bonde · b7 svart bonde · c7 svart bonde · e7 svart bonde · f7 svart bonde · g7 svart bonde · h7 svart bonde · c4 svart bonde · d4 vit bonde · a2 vit bonde · b2 vit bonde · e2 vit bonde · f2 vit bonde · g2 vit bonde · h2 vit bonde · a1 vit torn · b1 vit springare · c1 vit löpare · d1 vit drottning · e1 vit kung · f1 vit löpare · g1 vit springare · h1 vit torn | a8 svart torn · b8 svart springare · c8 svart löpare · d8 svart drottning · e8 svart kung · f8 svart löpare · g8 svart springare · h8 svart torn · a7 svart bonde · b7 svart bonde · c7 svart bonde · e7 svart bonde · f7 svart bonde · g7 svart bonde · h7 svart bonde · c4 svart bonde · d4 vit bonde · a2 vit bonde · b2 vit bonde · e2 vit bonde · f2 vit bonde · g2 vit bonde · h2 vit bonde · a1 vit torn · b1 vit springare · c1 vit löpare · d1 vit drottning · e1 vit kung · f1 vit löpare · g1 vit springare · h1 vit torn | 7 |
| 6 | a8 svart torn · b8 svart springare · c8 svart löpare · d8 svart drottning · e8 svart kung · f8 svart löpare · g8 svart springare · h8 svart torn · a7 svart bonde · b7 svart bonde · c7 svart bonde · e7 svart bonde · f7 svart bonde · g7 svart bonde · h7 svart bonde · c4 svart bonde · d4 vit bonde · a2 vit bonde · b2 vit bonde · e2 vit bonde · f2 vit bonde · g2 vit bonde · h2 vit bonde · a1 vit torn · b1 vit springare · c1 vit löpare · d1 vit drottning · e1 vit kung · f1 vit löpare · g1 vit springare · h1 vit torn | a8 svart torn · b8 svart springare · c8 svart löpare · d8 svart drottning · e8 svart kung · f8 svart löpare · g8 svart springare · h8 svart torn · a7 svart bonde · b7 svart bonde · c7 svart bonde · e7 svart bonde · f7 svart bonde · g7 svart bonde · h7 svart bonde · c4 svart bonde · d4 vit bonde · a2 vit bonde · b2 vit bonde · e2 vit bonde · f2 vit bonde · g2 vit bonde · h2 vit bonde · a1 vit torn · b1 vit springare · c1 vit löpare · d1 vit drottning · e1 vit kung · f1 vit löpare · g1 vit springare · h1 vit torn | a8 svart torn · b8 svart springare · c8 svart löpare · d8 svart drottning · e8 svart kung · f8 svart löpare · g8 svart springare · h8 svart torn · a7 svart bonde · b7 svart bonde · c7 svart bonde · e7 svart bonde · f7 svart bonde · g7 svart bonde · h7 svart bonde · c4 svart bonde · d4 vit bonde · a2 vit bonde · b2 vit bonde · e2 vit bonde · f2 vit bonde · g2 vit bonde · h2 vit bonde · a1 vit torn · b1 vit springare · c1 vit löpare · d1 vit drottning · e1 vit kung · f1 vit löpare · g1 vit springare · h1 vit torn | a8 svart torn · b8 svart springare · c8 svart löpare · d8 svart drottning · e8 svart kung · f8 svart löpare · g8 svart springare · h8 svart torn · a7 svart bonde · b7 svart bonde · c7 svart bonde · e7 svart bonde · f7 svart bonde · g7 svart bonde · h7 svart bonde · c4 svart bonde · d4 vit bonde · a2 vit bonde · b2 vit bonde · e2 vit bonde · f2 vit bonde · g2 vit bonde · h2 vit bonde · a1 vit torn · b1 vit springare · c1 vit löpare · d1 vit drottning · e1 vit kung · f1 vit löpare · g1 vit springare · h1 vit torn | a8 svart torn · b8 svart springare · c8 svart löpare · d8 svart drottning · e8 svart kung · f8 svart löpare · g8 svart springare · h8 svart torn · a7 svart bonde · b7 svart bonde · c7 svart bonde · e7 svart bonde · f7 svart bonde · g7 svart bonde · h7 svart bonde · c4 svart bonde · d4 vit bonde · a2 vit bonde · b2 vit bonde · e2 vit bonde · f2 vit bonde · g2 vit bonde · h2 vit bonde · a1 vit torn · b1 vit springare · c1 vit löpare · d1 vit drottning · e1 vit kung · f1 vit löpare · g1 vit springare · h1 vit torn | a8 svart torn · b8 svart springare · c8 svart löpare · d8 svart drottning · e8 svart kung · f8 svart löpare · g8 svart springare · h8 svart torn · a7 svart bonde · b7 svart bonde · c7 svart bonde · e7 svart bonde · f7 svart bonde · g7 svart bonde · h7 svart bonde · c4 svart bonde · d4 vit bonde · a2 vit bonde · b2 vit bonde · e2 vit bonde · f2 vit bonde · g2 vit bonde · h2 vit bonde · a1 vit torn · b1 vit springare · c1 vit löpare · d1 vit drottning · e1 vit kung · f1 vit löpare · g1 vit springare · h1 vit torn | a8 svart torn · b8 svart springare · c8 svart löpare · d8 svart drottning · e8 svart kung · f8 svart löpare · g8 svart springare · h8 svart torn · a7 svart bonde · b7 svart bonde · c7 svart bonde · e7 svart bonde · f7 svart bonde · g7 svart bonde · h7 svart bonde · c4 svart bonde · d4 vit bonde · a2 vit bonde · b2 vit bonde · e2 vit bonde · f2 vit bonde · g2 vit bonde · h2 vit bonde · a1 vit torn · b1 vit springare · c1 vit löpare · d1 vit drottning · e1 vit kung · f1 vit löpare · g1 vit springare · h1 vit torn | a8 svart torn · b8 svart springare · c8 svart löpare · d8 svart drottning · e8 svart kung · f8 svart löpare · g8 svart springare · h8 svart torn · a7 svart bonde · b7 svart bonde · c7 svart bonde · e7 svart bonde · f7 svart bonde · g7 svart bonde · h7 svart bonde · c4 svart bonde · d4 vit bonde · a2 vit bonde · b2 vit bonde · e2 vit bonde · f2 vit bonde · g2 vit bonde · h2 vit bonde · a1 vit torn · b1 vit springare · c1 vit löpare · d1 vit drottning · e1 vit kung · f1 vit löpare · g1 vit springare · h1 vit torn | 6 |
| 5 | a8 svart torn · b8 svart springare · c8 svart löpare · d8 svart drottning · e8 svart kung · f8 svart löpare · g8 svart springare · h8 svart torn · a7 svart bonde · b7 svart bonde · c7 svart bonde · e7 svart bonde · f7 svart bonde · g7 svart bonde · h7 svart bonde · c4 svart bonde · d4 vit bonde · a2 vit bonde · b2 vit bonde · e2 vit bonde · f2 vit bonde · g2 vit bonde · h2 vit bonde · a1 vit torn · b1 vit springare · c1 vit löpare · d1 vit drottning · e1 vit kung · f1 vit löpare · g1 vit springare · h1 vit torn | a8 svart torn · b8 svart springare · c8 svart löpare · d8 svart drottning · e8 svart kung · f8 svart löpare · g8 svart springare · h8 svart torn · a7 svart bonde · b7 svart bonde · c7 svart bonde · e7 svart bonde · f7 svart bonde · g7 svart bonde · h7 svart bonde · c4 svart bonde · d4 vit bonde · a2 vit bonde · b2 vit bonde · e2 vit bonde · f2 vit bonde · g2 vit bonde · h2 vit bonde · a1 vit torn · b1 vit springare · c1 vit löpare · d1 vit drottning · e1 vit kung · f1 vit löpare · g1 vit springare · h1 vit torn | a8 svart torn · b8 svart springare · c8 svart löpare · d8 svart drottning · e8 svart kung · f8 svart löpare · g8 svart springare · h8 svart torn · a7 svart bonde · b7 svart bonde · c7 svart bonde · e7 svart bonde · f7 svart bonde · g7 svart bonde · h7 svart bonde · c4 svart bonde · d4 vit bonde · a2 vit bonde · b2 vit bonde · e2 vit bonde · f2 vit bonde · g2 vit bonde · h2 vit bonde · a1 vit torn · b1 vit springare · c1 vit löpare · d1 vit drottning · e1 vit kung · f1 vit löpare · g1 vit springare · h1 vit torn | a8 svart torn · b8 svart springare · c8 svart löpare · d8 svart drottning · e8 svart kung · f8 svart löpare · g8 svart springare · h8 svart torn · a7 svart bonde · b7 svart bonde · c7 svart bonde · e7 svart bonde · f7 svart bonde · g7 svart bonde · h7 svart bonde · c4 svart bonde · d4 vit bonde · a2 vit bonde · b2 vit bonde · e2 vit bonde · f2 vit bonde · g2 vit bonde · h2 vit bonde · a1 vit torn · b1 vit springare · c1 vit löpare · d1 vit drottning · e1 vit kung · f1 vit löpare · g1 vit springare · h1 vit torn | a8 svart torn · b8 svart springare · c8 svart löpare · d8 svart drottning · e8 svart kung · f8 svart löpare · g8 svart springare · h8 svart torn · a7 svart bonde · b7 svart bonde · c7 svart bonde · e7 svart bonde · f7 svart bonde · g7 svart bonde · h7 svart bonde · c4 svart bonde · d4 vit bonde · a2 vit bonde · b2 vit bonde · e2 vit bonde · f2 vit bonde · g2 vit bonde · h2 vit bonde · a1 vit torn · b1 vit springare · c1 vit löpare · d1 vit drottning · e1 vit kung · f1 vit löpare · g1 vit springare · h1 vit torn | a8 svart torn · b8 svart springare · c8 svart löpare · d8 svart drottning · e8 svart kung · f8 svart löpare · g8 svart springare · h8 svart torn · a7 svart bonde · b7 svart bonde · c7 svart bonde · e7 svart bonde · f7 svart bonde · g7 svart bonde · h7 svart bonde · c4 svart bonde · d4 vit bonde · a2 vit bonde · b2 vit bonde · e2 vit bonde · f2 vit bonde · g2 vit bonde · h2 vit bonde · a1 vit torn · b1 vit springare · c1 vit löpare · d1 vit drottning · e1 vit kung · f1 vit löpare · g1 vit springare · h1 vit torn | a8 svart torn · b8 svart springare · c8 svart löpare · d8 svart drottning · e8 svart kung · f8 svart löpare · g8 svart springare · h8 svart torn · a7 svart bonde · b7 svart bonde · c7 svart bonde · e7 svart bonde · f7 svart bonde · g7 svart bonde · h7 svart bonde · c4 svart bonde · d4 vit bonde · a2 vit bonde · b2 vit bonde · e2 vit bonde · f2 vit bonde · g2 vit bonde · h2 vit bonde · a1 vit torn · b1 vit springare · c1 vit löpare · d1 vit drottning · e1 vit kung · f1 vit löpare · g1 vit springare · h1 vit torn | a8 svart torn · b8 svart springare · c8 svart löpare · d8 svart drottning · e8 svart kung · f8 svart löpare · g8 svart springare · h8 svart torn · a7 svart bonde · b7 svart bonde · c7 svart bonde · e7 svart bonde · f7 svart bonde · g7 svart bonde · h7 svart bonde · c4 svart bonde · d4 vit bonde · a2 vit bonde · b2 vit bonde · e2 vit bonde · f2 vit bonde · g2 vit bonde · h2 vit bonde · a1 vit torn · b1 vit springare · c1 vit löpare · d1 vit drottning · e1 vit kung · f1 vit löpare · g1 vit springare · h1 vit torn | 5 |
| 4 | a8 svart torn · b8 svart springare · c8 svart löpare · d8 svart drottning · e8 svart kung · f8 svart löpare · g8 svart springare · h8 svart torn · a7 svart bonde · b7 svart bonde · c7 svart bonde · e7 svart bonde · f7 svart bonde · g7 svart bonde · h7 svart bonde · c4 svart bonde · d4 vit bonde · a2 vit bonde · b2 vit bonde · e2 vit bonde · f2 vit bonde · g2 vit bonde · h2 vit bonde · a1 vit torn · b1 vit springare · c1 vit löpare · d1 vit drottning · e1 vit kung · f1 vit löpare · g1 vit springare · h1 vit torn | a8 svart torn · b8 svart springare · c8 svart löpare · d8 svart drottning · e8 svart kung · f8 svart löpare · g8 svart springare · h8 svart torn · a7 svart bonde · b7 svart bonde · c7 svart bonde · e7 svart bonde · f7 svart bonde · g7 svart bonde · h7 svart bonde · c4 svart bonde · d4 vit bonde · a2 vit bonde · b2 vit bonde · e2 vit bonde · f2 vit bonde · g2 vit bonde · h2 vit bonde · a1 vit torn · b1 vit springare · c1 vit löpare · d1 vit drottning · e1 vit kung · f1 vit löpare · g1 vit springare · h1 vit torn | a8 svart torn · b8 svart springare · c8 svart löpare · d8 svart drottning · e8 svart kung · f8 svart löpare · g8 svart springare · h8 svart torn · a7 svart bonde · b7 svart bonde · c7 svart bonde · e7 svart bonde · f7 svart bonde · g7 svart bonde · h7 svart bonde · c4 svart bonde · d4 vit bonde · a2 vit bonde · b2 vit bonde · e2 vit bonde · f2 vit bonde · g2 vit bonde · h2 vit bonde · a1 vit torn · b1 vit springare · c1 vit löpare · d1 vit drottning · e1 vit kung · f1 vit löpare · g1 vit springare · h1 vit torn | a8 svart torn · b8 svart springare · c8 svart löpare · d8 svart drottning · e8 svart kung · f8 svart löpare · g8 svart springare · h8 svart torn · a7 svart bonde · b7 svart bonde · c7 svart bonde · e7 svart bonde · f7 svart bonde · g7 svart bonde · h7 svart bonde · c4 svart bonde · d4 vit bonde · a2 vit bonde · b2 vit bonde · e2 vit bonde · f2 vit bonde · g2 vit bonde · h2 vit bonde · a1 vit torn · b1 vit springare · c1 vit löpare · d1 vit drottning · e1 vit kung · f1 vit löpare · g1 vit springare · h1 vit torn | a8 svart torn · b8 svart springare · c8 svart löpare · d8 svart drottning · e8 svart kung · f8 svart löpare · g8 svart springare · h8 svart torn · a7 svart bonde · b7 svart bonde · c7 svart bonde · e7 svart bonde · f7 svart bonde · g7 svart bonde · h7 svart bonde · c4 svart bonde · d4 vit bonde · a2 vit bonde · b2 vit bonde · e2 vit bonde · f2 vit bonde · g2 vit bonde · h2 vit bonde · a1 vit torn · b1 vit springare · c1 vit löpare · d1 vit drottning · e1 vit kung · f1 vit löpare · g1 vit springare · h1 vit torn | a8 svart torn · b8 svart springare · c8 svart löpare · d8 svart drottning · e8 svart kung · f8 svart löpare · g8 svart springare · h8 svart torn · a7 svart bonde · b7 svart bonde · c7 svart bonde · e7 svart bonde · f7 svart bonde · g7 svart bonde · h7 svart bonde · c4 svart bonde · d4 vit bonde · a2 vit bonde · b2 vit bonde · e2 vit bonde · f2 vit bonde · g2 vit bonde · h2 vit bonde · a1 vit torn · b1 vit springare · c1 vit löpare · d1 vit drottning · e1 vit kung · f1 vit löpare · g1 vit springare · h1 vit torn | a8 svart torn · b8 svart springare · c8 svart löpare · d8 svart drottning · e8 svart kung · f8 svart löpare · g8 svart springare · h8 svart torn · a7 svart bonde · b7 svart bonde · c7 svart bonde · e7 svart bonde · f7 svart bonde · g7 svart bonde · h7 svart bonde · c4 svart bonde · d4 vit bonde · a2 vit bonde · b2 vit bonde · e2 vit bonde · f2 vit bonde · g2 vit bonde · h2 vit bonde · a1 vit torn · b1 vit springare · c1 vit löpare · d1 vit drottning · e1 vit kung · f1 vit löpare · g1 vit springare · h1 vit torn | a8 svart torn · b8 svart springare · c8 svart löpare · d8 svart drottning · e8 svart kung · f8 svart löpare · g8 svart springare · h8 svart torn · a7 svart bonde · b7 svart bonde · c7 svart bonde · e7 svart bonde · f7 svart bonde · g7 svart bonde · h7 svart bonde · c4 svart bonde · d4 vit bonde · a2 vit bonde · b2 vit bonde · e2 vit bonde · f2 vit bonde · g2 vit bonde · h2 vit bonde · a1 vit torn · b1 vit springare · c1 vit löpare · d1 vit drottning · e1 vit kung · f1 vit löpare · g1 vit springare · h1 vit torn | 4 |
| 3 | a8 svart torn · b8 svart springare · c8 svart löpare · d8 svart drottning · e8 svart kung · f8 svart löpare · g8 svart springare · h8 svart torn · a7 svart bonde · b7 svart bonde · c7 svart bonde · e7 svart bonde · f7 svart bonde · g7 svart bonde · h7 svart bonde · c4 svart bonde · d4 vit bonde · a2 vit bonde · b2 vit bonde · e2 vit bonde · f2 vit bonde · g2 vit bonde · h2 vit bonde · a1 vit torn · b1 vit springare · c1 vit löpare · d1 vit drottning · e1 vit kung · f1 vit löpare · g1 vit springare · h1 vit torn | a8 svart torn · b8 svart springare · c8 svart löpare · d8 svart drottning · e8 svart kung · f8 svart löpare · g8 svart springare · h8 svart torn · a7 svart bonde · b7 svart bonde · c7 svart bonde · e7 svart bonde · f7 svart bonde · g7 svart bonde · h7 svart bonde · c4 svart bonde · d4 vit bonde · a2 vit bonde · b2 vit bonde · e2 vit bonde · f2 vit bonde · g2 vit bonde · h2 vit bonde · a1 vit torn · b1 vit springare · c1 vit löpare · d1 vit drottning · e1 vit kung · f1 vit löpare · g1 vit springare · h1 vit torn | a8 svart torn · b8 svart springare · c8 svart löpare · d8 svart drottning · e8 svart kung · f8 svart löpare · g8 svart springare · h8 svart torn · a7 svart bonde · b7 svart bonde · c7 svart bonde · e7 svart bonde · f7 svart bonde · g7 svart bonde · h7 svart bonde · c4 svart bonde · d4 vit bonde · a2 vit bonde · b2 vit bonde · e2 vit bonde · f2 vit bonde · g2 vit bonde · h2 vit bonde · a1 vit torn · b1 vit springare · c1 vit löpare · d1 vit drottning · e1 vit kung · f1 vit löpare · g1 vit springare · h1 vit torn | a8 svart torn · b8 svart springare · c8 svart löpare · d8 svart drottning · e8 svart kung · f8 svart löpare · g8 svart springare · h8 svart torn · a7 svart bonde · b7 svart bonde · c7 svart bonde · e7 svart bonde · f7 svart bonde · g7 svart bonde · h7 svart bonde · c4 svart bonde · d4 vit bonde · a2 vit bonde · b2 vit bonde · e2 vit bonde · f2 vit bonde · g2 vit bonde · h2 vit bonde · a1 vit torn · b1 vit springare · c1 vit löpare · d1 vit drottning · e1 vit kung · f1 vit löpare · g1 vit springare · h1 vit torn | a8 svart torn · b8 svart springare · c8 svart löpare · d8 svart drottning · e8 svart kung · f8 svart löpare · g8 svart springare · h8 svart torn · a7 svart bonde · b7 svart bonde · c7 svart bonde · e7 svart bonde · f7 svart bonde · g7 svart bonde · h7 svart bonde · c4 svart bonde · d4 vit bonde · a2 vit bonde · b2 vit bonde · e2 vit bonde · f2 vit bonde · g2 vit bonde · h2 vit bonde · a1 vit torn · b1 vit springare · c1 vit löpare · d1 vit drottning · e1 vit kung · f1 vit löpare · g1 vit springare · h1 vit torn | a8 svart torn · b8 svart springare · c8 svart löpare · d8 svart drottning · e8 svart kung · f8 svart löpare · g8 svart springare · h8 svart torn · a7 svart bonde · b7 svart bonde · c7 svart bonde · e7 svart bonde · f7 svart bonde · g7 svart bonde · h7 svart bonde · c4 svart bonde · d4 vit bonde · a2 vit bonde · b2 vit bonde · e2 vit bonde · f2 vit bonde · g2 vit bonde · h2 vit bonde · a1 vit torn · b1 vit springare · c1 vit löpare · d1 vit drottning · e1 vit kung · f1 vit löpare · g1 vit springare · h1 vit torn | a8 svart torn · b8 svart springare · c8 svart löpare · d8 svart drottning · e8 svart kung · f8 svart löpare · g8 svart springare · h8 svart torn · a7 svart bonde · b7 svart bonde · c7 svart bonde · e7 svart bonde · f7 svart bonde · g7 svart bonde · h7 svart bonde · c4 svart bonde · d4 vit bonde · a2 vit bonde · b2 vit bonde · e2 vit bonde · f2 vit bonde · g2 vit bonde · h2 vit bonde · a1 vit torn · b1 vit springare · c1 vit löpare · d1 vit drottning · e1 vit kung · f1 vit löpare · g1 vit springare · h1 vit torn | a8 svart torn · b8 svart springare · c8 svart löpare · d8 svart drottning · e8 svart kung · f8 svart löpare · g8 svart springare · h8 svart torn · a7 svart bonde · b7 svart bonde · c7 svart bonde · e7 svart bonde · f7 svart bonde · g7 svart bonde · h7 svart bonde · c4 svart bonde · d4 vit bonde · a2 vit bonde · b2 vit bonde · e2 vit bonde · f2 vit bonde · g2 vit bonde · h2 vit bonde · a1 vit torn · b1 vit springare · c1 vit löpare · d1 vit drottning · e1 vit kung · f1 vit löpare · g1 vit springare · h1 vit torn | 3 |
| 2 | a8 svart torn · b8 svart springare · c8 svart löpare · d8 svart drottning · e8 svart kung · f8 svart löpare · g8 svart springare · h8 svart torn · a7 svart bonde · b7 svart bonde · c7 svart bonde · e7 svart bonde · f7 svart bonde · g7 svart bonde · h7 svart bonde · c4 svart bonde · d4 vit bonde · a2 vit bonde · b2 vit bonde · e2 vit bonde · f2 vit bonde · g2 vit bonde · h2 vit bonde · a1 vit torn · b1 vit springare · c1 vit löpare · d1 vit drottning · e1 vit kung · f1 vit löpare · g1 vit springare · h1 vit torn | a8 svart torn · b8 svart springare · c8 svart löpare · d8 svart drottning · e8 svart kung · f8 svart löpare · g8 svart springare · h8 svart torn · a7 svart bonde · b7 svart bonde · c7 svart bonde · e7 svart bonde · f7 svart bonde · g7 svart bonde · h7 svart bonde · c4 svart bonde · d4 vit bonde · a2 vit bonde · b2 vit bonde · e2 vit bonde · f2 vit bonde · g2 vit bonde · h2 vit bonde · a1 vit torn · b1 vit springare · c1 vit löpare · d1 vit drottning · e1 vit kung · f1 vit löpare · g1 vit springare · h1 vit torn | a8 svart torn · b8 svart springare · c8 svart löpare · d8 svart drottning · e8 svart kung · f8 svart löpare · g8 svart springare · h8 svart torn · a7 svart bonde · b7 svart bonde · c7 svart bonde · e7 svart bonde · f7 svart bonde · g7 svart bonde · h7 svart bonde · c4 svart bonde · d4 vit bonde · a2 vit bonde · b2 vit bonde · e2 vit bonde · f2 vit bonde · g2 vit bonde · h2 vit bonde · a1 vit torn · b1 vit springare · c1 vit löpare · d1 vit drottning · e1 vit kung · f1 vit löpare · g1 vit springare · h1 vit torn | a8 svart torn · b8 svart springare · c8 svart löpare · d8 svart drottning · e8 svart kung · f8 svart löpare · g8 svart springare · h8 svart torn · a7 svart bonde · b7 svart bonde · c7 svart bonde · e7 svart bonde · f7 svart bonde · g7 svart bonde · h7 svart bonde · c4 svart bonde · d4 vit bonde · a2 vit bonde · b2 vit bonde · e2 vit bonde · f2 vit bonde · g2 vit bonde · h2 vit bonde · a1 vit torn · b1 vit springare · c1 vit löpare · d1 vit drottning · e1 vit kung · f1 vit löpare · g1 vit springare · h1 vit torn | a8 svart torn · b8 svart springare · c8 svart löpare · d8 svart drottning · e8 svart kung · f8 svart löpare · g8 svart springare · h8 svart torn · a7 svart bonde · b7 svart bonde · c7 svart bonde · e7 svart bonde · f7 svart bonde · g7 svart bonde · h7 svart bonde · c4 svart bonde · d4 vit bonde · a2 vit bonde · b2 vit bonde · e2 vit bonde · f2 vit bonde · g2 vit bonde · h2 vit bonde · a1 vit torn · b1 vit springare · c1 vit löpare · d1 vit drottning · e1 vit kung · f1 vit löpare · g1 vit springare · h1 vit torn | a8 svart torn · b8 svart springare · c8 svart löpare · d8 svart drottning · e8 svart kung · f8 svart löpare · g8 svart springare · h8 svart torn · a7 svart bonde · b7 svart bonde · c7 svart bonde · e7 svart bonde · f7 svart bonde · g7 svart bonde · h7 svart bonde · c4 svart bonde · d4 vit bonde · a2 vit bonde · b2 vit bonde · e2 vit bonde · f2 vit bonde · g2 vit bonde · h2 vit bonde · a1 vit torn · b1 vit springare · c1 vit löpare · d1 vit drottning · e1 vit kung · f1 vit löpare · g1 vit springare · h1 vit torn | a8 svart torn · b8 svart springare · c8 svart löpare · d8 svart drottning · e8 svart kung · f8 svart löpare · g8 svart springare · h8 svart torn · a7 svart bonde · b7 svart bonde · c7 svart bonde · e7 svart bonde · f7 svart bonde · g7 svart bonde · h7 svart bonde · c4 svart bonde · d4 vit bonde · a2 vit bonde · b2 vit bonde · e2 vit bonde · f2 vit bonde · g2 vit bonde · h2 vit bonde · a1 vit torn · b1 vit springare · c1 vit löpare · d1 vit drottning · e1 vit kung · f1 vit löpare · g1 vit springare · h1 vit torn | a8 svart torn · b8 svart springare · c8 svart löpare · d8 svart drottning · e8 svart kung · f8 svart löpare · g8 svart springare · h8 svart torn · a7 svart bonde · b7 svart bonde · c7 svart bonde · e7 svart bonde · f7 svart bonde · g7 svart bonde · h7 svart bonde · c4 svart bonde · d4 vit bonde · a2 vit bonde · b2 vit bonde · e2 vit bonde · f2 vit bonde · g2 vit bonde · h2 vit bonde · a1 vit torn · b1 vit springare · c1 vit löpare · d1 vit drottning · e1 vit kung · f1 vit löpare · g1 vit springare · h1 vit torn | 2 |
| 1 | a8 svart torn · b8 svart springare · c8 svart löpare · d8 svart drottning · e8 svart kung · f8 svart löpare · g8 svart springare · h8 svart torn · a7 svart bonde · b7 svart bonde · c7 svart bonde · e7 svart bonde · f7 svart bonde · g7 svart bonde · h7 svart bonde · c4 svart bonde · d4 vit bonde · a2 vit bonde · b2 vit bonde · e2 vit bonde · f2 vit bonde · g2 vit bonde · h2 vit bonde · a1 vit torn · b1 vit springare · c1 vit löpare · d1 vit drottning · e1 vit kung · f1 vit löpare · g1 vit springare · h1 vit torn | a8 svart torn · b8 svart springare · c8 svart löpare · d8 svart drottning · e8 svart kung · f8 svart löpare · g8 svart springare · h8 svart torn · a7 svart bonde · b7 svart bonde · c7 svart bonde · e7 svart bonde · f7 svart bonde · g7 svart bonde · h7 svart bonde · c4 svart bonde · d4 vit bonde · a2 vit bonde · b2 vit bonde · e2 vit bonde · f2 vit bonde · g2 vit bonde · h2 vit bonde · a1 vit torn · b1 vit springare · c1 vit löpare · d1 vit drottning · e1 vit kung · f1 vit löpare · g1 vit springare · h1 vit torn | a8 svart torn · b8 svart springare · c8 svart löpare · d8 svart drottning · e8 svart kung · f8 svart löpare · g8 svart springare · h8 svart torn · a7 svart bonde · b7 svart bonde · c7 svart bonde · e7 svart bonde · f7 svart bonde · g7 svart bonde · h7 svart bonde · c4 svart bonde · d4 vit bonde · a2 vit bonde · b2 vit bonde · e2 vit bonde · f2 vit bonde · g2 vit bonde · h2 vit bonde · a1 vit torn · b1 vit springare · c1 vit löpare · d1 vit drottning · e1 vit kung · f1 vit löpare · g1 vit springare · h1 vit torn | a8 svart torn · b8 svart springare · c8 svart löpare · d8 svart drottning · e8 svart kung · f8 svart löpare · g8 svart springare · h8 svart torn · a7 svart bonde · b7 svart bonde · c7 svart bonde · e7 svart bonde · f7 svart bonde · g7 svart bonde · h7 svart bonde · c4 svart bonde · d4 vit bonde · a2 vit bonde · b2 vit bonde · e2 vit bonde · f2 vit bonde · g2 vit bonde · h2 vit bonde · a1 vit torn · b1 vit springare · c1 vit löpare · d1 vit drottning · e1 vit kung · f1 vit löpare · g1 vit springare · h1 vit torn | a8 svart torn · b8 svart springare · c8 svart löpare · d8 svart drottning · e8 svart kung · f8 svart löpare · g8 svart springare · h8 svart torn · a7 svart bonde · b7 svart bonde · c7 svart bonde · e7 svart bonde · f7 svart bonde · g7 svart bonde · h7 svart bonde · c4 svart bonde · d4 vit bonde · a2 vit bonde · b2 vit bonde · e2 vit bonde · f2 vit bonde · g2 vit bonde · h2 vit bonde · a1 vit torn · b1 vit springare · c1 vit löpare · d1 vit drottning · e1 vit kung · f1 vit löpare · g1 vit springare · h1 vit torn | a8 svart torn · b8 svart springare · c8 svart löpare · d8 svart drottning · e8 svart kung · f8 svart löpare · g8 svart springare · h8 svart torn · a7 svart bonde · b7 svart bonde · c7 svart bonde · e7 svart bonde · f7 svart bonde · g7 svart bonde · h7 svart bonde · c4 svart bonde · d4 vit bonde · a2 vit bonde · b2 vit bonde · e2 vit bonde · f2 vit bonde · g2 vit bonde · h2 vit bonde · a1 vit torn · b1 vit springare · c1 vit löpare · d1 vit drottning · e1 vit kung · f1 vit löpare · g1 vit springare · h1 vit torn | a8 svart torn · b8 svart springare · c8 svart löpare · d8 svart drottning · e8 svart kung · f8 svart löpare · g8 svart springare · h8 svart torn · a7 svart bonde · b7 svart bonde · c7 svart bonde · e7 svart bonde · f7 svart bonde · g7 svart bonde · h7 svart bonde · c4 svart bonde · d4 vit bonde · a2 vit bonde · b2 vit bonde · e2 vit bonde · f2 vit bonde · g2 vit bonde · h2 vit bonde · a1 vit torn · b1 vit springare · c1 vit löpare · d1 vit drottning · e1 vit kung · f1 vit löpare · g1 vit springare · h1 vit torn | a8 svart torn · b8 svart springare · c8 svart löpare · d8 svart drottning · e8 svart kung · f8 svart löpare · g8 svart springare · h8 svart torn · a7 svart bonde · b7 svart bonde · c7 svart bonde · e7 svart bonde · f7 svart bonde · g7 svart bonde · h7 svart bonde · c4 svart bonde · d4 vit bonde · a2 vit bonde · b2 vit bonde · e2 vit bonde · f2 vit bonde · g2 vit bonde · h2 vit bonde · a1 vit torn · b1 vit springare · c1 vit löpare · d1 vit drottning · e1 vit kung · f1 vit löpare · g1 vit springare · h1 vit torn | 1 |
|   | a | b | c | d | e | f | g | h |   |

|   | a | b | c | d | e | f | g | h |   |
| 8 | a8 svart torn · b8 svart springare · c8 svart löpare · d8 svart drottning · e8 svart kung · f8 svart löpare · g8 svart springare · h8 svart torn · a7 svart bonde · b7 svart bonde · e7 svart bonde · f7 svart bonde · g7 svart bonde · h7 svart bonde · c6 svart bonde · d5 svart bonde · c4 vit bonde · d4 vit bonde · a2 vit bonde · b2 vit bonde · e2 vit bonde · f2 vit bonde · g2 vit bonde · h2 vit bonde · a1 vit torn · b1 vit springare · c1 vit löpare · d1 vit drottning · e1 vit kung · f1 vit löpare · g1 vit springare · h1 vit torn | a8 svart torn · b8 svart springare · c8 svart löpare · d8 svart drottning · e8 svart kung · f8 svart löpare · g8 svart springare · h8 svart torn · a7 svart bonde · b7 svart bonde · e7 svart bonde · f7 svart bonde · g7 svart bonde · h7 svart bonde · c6 svart bonde · d5 svart bonde · c4 vit bonde · d4 vit bonde · a2 vit bonde · b2 vit bonde · e2 vit bonde · f2 vit bonde · g2 vit bonde · h2 vit bonde · a1 vit torn · b1 vit springare · c1 vit löpare · d1 vit drottning · e1 vit kung · f1 vit löpare · g1 vit springare · h1 vit torn | a8 svart torn · b8 svart springare · c8 svart löpare · d8 svart drottning · e8 svart kung · f8 svart löpare · g8 svart springare · h8 svart torn · a7 svart bonde · b7 svart bonde · e7 svart bonde · f7 svart bonde · g7 svart bonde · h7 svart bonde · c6 svart bonde · d5 svart bonde · c4 vit bonde · d4 vit bonde · a2 vit bonde · b2 vit bonde · e2 vit bonde · f2 vit bonde · g2 vit bonde · h2 vit bonde · a1 vit torn · b1 vit springare · c1 vit löpare · d1 vit drottning · e1 vit kung · f1 vit löpare · g1 vit springare · h1 vit torn | a8 svart torn · b8 svart springare · c8 svart löpare · d8 svart drottning · e8 svart kung · f8 svart löpare · g8 svart springare · h8 svart torn · a7 svart bonde · b7 svart bonde · e7 svart bonde · f7 svart bonde · g7 svart bonde · h7 svart bonde · c6 svart bonde · d5 svart bonde · c4 vit bonde · d4 vit bonde · a2 vit bonde · b2 vit bonde · e2 vit bonde · f2 vit bonde · g2 vit bonde · h2 vit bonde · a1 vit torn · b1 vit springare · c1 vit löpare · d1 vit drottning · e1 vit kung · f1 vit löpare · g1 vit springare · h1 vit torn | a8 svart torn · b8 svart springare · c8 svart löpare · d8 svart drottning · e8 svart kung · f8 svart löpare · g8 svart springare · h8 svart torn · a7 svart bonde · b7 svart bonde · e7 svart bonde · f7 svart bonde · g7 svart bonde · h7 svart bonde · c6 svart bonde · d5 svart bonde · c4 vit bonde · d4 vit bonde · a2 vit bonde · b2 vit bonde · e2 vit bonde · f2 vit bonde · g2 vit bonde · h2 vit bonde · a1 vit torn · b1 vit springare · c1 vit löpare · d1 vit drottning · e1 vit kung · f1 vit löpare · g1 vit springare · h1 vit torn | a8 svart torn · b8 svart springare · c8 svart löpare · d8 svart drottning · e8 svart kung · f8 svart löpare · g8 svart springare · h8 svart torn · a7 svart bonde · b7 svart bonde · e7 svart bonde · f7 svart bonde · g7 svart bonde · h7 svart bonde · c6 svart bonde · d5 svart bonde · c4 vit bonde · d4 vit bonde · a2 vit bonde · b2 vit bonde · e2 vit bonde · f2 vit bonde · g2 vit bonde · h2 vit bonde · a1 vit torn · b1 vit springare · c1 vit löpare · d1 vit drottning · e1 vit kung · f1 vit löpare · g1 vit springare · h1 vit torn | a8 svart torn · b8 svart springare · c8 svart löpare · d8 svart drottning · e8 svart kung · f8 svart löpare · g8 svart springare · h8 svart torn · a7 svart bonde · b7 svart bonde · e7 svart bonde · f7 svart bonde · g7 svart bonde · h7 svart bonde · c6 svart bonde · d5 svart bonde · c4 vit bonde · d4 vit bonde · a2 vit bonde · b2 vit bonde · e2 vit bonde · f2 vit bonde · g2 vit bonde · h2 vit bonde · a1 vit torn · b1 vit springare · c1 vit löpare · d1 vit drottning · e1 vit kung · f1 vit löpare · g1 vit springare · h1 vit torn | a8 svart torn · b8 svart springare · c8 svart löpare · d8 svart drottning · e8 svart kung · f8 svart löpare · g8 svart springare · h8 svart torn · a7 svart bonde · b7 svart bonde · e7 svart bonde · f7 svart bonde · g7 svart bonde · h7 svart bonde · c6 svart bonde · d5 svart bonde · c4 vit bonde · d4 vit bonde · a2 vit bonde · b2 vit bonde · e2 vit bonde · f2 vit bonde · g2 vit bonde · h2 vit bonde · a1 vit torn · b1 vit springare · c1 vit löpare · d1 vit drottning · e1 vit kung · f1 vit löpare · g1 vit springare · h1 vit torn | 8 |
| 7 | a8 svart torn · b8 svart springare · c8 svart löpare · d8 svart drottning · e8 svart kung · f8 svart löpare · g8 svart springare · h8 svart torn · a7 svart bonde · b7 svart bonde · e7 svart bonde · f7 svart bonde · g7 svart bonde · h7 svart bonde · c6 svart bonde · d5 svart bonde · c4 vit bonde · d4 vit bonde · a2 vit bonde · b2 vit bonde · e2 vit bonde · f2 vit bonde · g2 vit bonde · h2 vit bonde · a1 vit torn · b1 vit springare · c1 vit löpare · d1 vit drottning · e1 vit kung · f1 vit löpare · g1 vit springare · h1 vit torn | a8 svart torn · b8 svart springare · c8 svart löpare · d8 svart drottning · e8 svart kung · f8 svart löpare · g8 svart springare · h8 svart torn · a7 svart bonde · b7 svart bonde · e7 svart bonde · f7 svart bonde · g7 svart bonde · h7 svart bonde · c6 svart bonde · d5 svart bonde · c4 vit bonde · d4 vit bonde · a2 vit bonde · b2 vit bonde · e2 vit bonde · f2 vit bonde · g2 vit bonde · h2 vit bonde · a1 vit torn · b1 vit springare · c1 vit löpare · d1 vit drottning · e1 vit kung · f1 vit löpare · g1 vit springare · h1 vit torn | a8 svart torn · b8 svart springare · c8 svart löpare · d8 svart drottning · e8 svart kung · f8 svart löpare · g8 svart springare · h8 svart torn · a7 svart bonde · b7 svart bonde · e7 svart bonde · f7 svart bonde · g7 svart bonde · h7 svart bonde · c6 svart bonde · d5 svart bonde · c4 vit bonde · d4 vit bonde · a2 vit bonde · b2 vit bonde · e2 vit bonde · f2 vit bonde · g2 vit bonde · h2 vit bonde · a1 vit torn · b1 vit springare · c1 vit löpare · d1 vit drottning · e1 vit kung · f1 vit löpare · g1 vit springare · h1 vit torn | a8 svart torn · b8 svart springare · c8 svart löpare · d8 svart drottning · e8 svart kung · f8 svart löpare · g8 svart springare · h8 svart torn · a7 svart bonde · b7 svart bonde · e7 svart bonde · f7 svart bonde · g7 svart bonde · h7 svart bonde · c6 svart bonde · d5 svart bonde · c4 vit bonde · d4 vit bonde · a2 vit bonde · b2 vit bonde · e2 vit bonde · f2 vit bonde · g2 vit bonde · h2 vit bonde · a1 vit torn · b1 vit springare · c1 vit löpare · d1 vit drottning · e1 vit kung · f1 vit löpare · g1 vit springare · h1 vit torn | a8 svart torn · b8 svart springare · c8 svart löpare · d8 svart drottning · e8 svart kung · f8 svart löpare · g8 svart springare · h8 svart torn · a7 svart bonde · b7 svart bonde · e7 svart bonde · f7 svart bonde · g7 svart bonde · h7 svart bonde · c6 svart bonde · d5 svart bonde · c4 vit bonde · d4 vit bonde · a2 vit bonde · b2 vit bonde · e2 vit bonde · f2 vit bonde · g2 vit bonde · h2 vit bonde · a1 vit torn · b1 vit springare · c1 vit löpare · d1 vit drottning · e1 vit kung · f1 vit löpare · g1 vit springare · h1 vit torn | a8 svart torn · b8 svart springare · c8 svart löpare · d8 svart drottning · e8 svart kung · f8 svart löpare · g8 svart springare · h8 svart torn · a7 svart bonde · b7 svart bonde · e7 svart bonde · f7 svart bonde · g7 svart bonde · h7 svart bonde · c6 svart bonde · d5 svart bonde · c4 vit bonde · d4 vit bonde · a2 vit bonde · b2 vit bonde · e2 vit bonde · f2 vit bonde · g2 vit bonde · h2 vit bonde · a1 vit torn · b1 vit springare · c1 vit löpare · d1 vit drottning · e1 vit kung · f1 vit löpare · g1 vit springare · h1 vit torn | a8 svart torn · b8 svart springare · c8 svart löpare · d8 svart drottning · e8 svart kung · f8 svart löpare · g8 svart springare · h8 svart torn · a7 svart bonde · b7 svart bonde · e7 svart bonde · f7 svart bonde · g7 svart bonde · h7 svart bonde · c6 svart bonde · d5 svart bonde · c4 vit bonde · d4 vit bonde · a2 vit bonde · b2 vit bonde · e2 vit bonde · f2 vit bonde · g2 vit bonde · h2 vit bonde · a1 vit torn · b1 vit springare · c1 vit löpare · d1 vit drottning · e1 vit kung · f1 vit löpare · g1 vit springare · h1 vit torn | a8 svart torn · b8 svart springare · c8 svart löpare · d8 svart drottning · e8 svart kung · f8 svart löpare · g8 svart springare · h8 svart torn · a7 svart bonde · b7 svart bonde · e7 svart bonde · f7 svart bonde · g7 svart bonde · h7 svart bonde · c6 svart bonde · d5 svart bonde · c4 vit bonde · d4 vit bonde · a2 vit bonde · b2 vit bonde · e2 vit bonde · f2 vit bonde · g2 vit bonde · h2 vit bonde · a1 vit torn · b1 vit springare · c1 vit löpare · d1 vit drottning · e1 vit kung · f1 vit löpare · g1 vit springare · h1 vit torn | 7 |
| 6 | a8 svart torn · b8 svart springare · c8 svart löpare · d8 svart drottning · e8 svart kung · f8 svart löpare · g8 svart springare · h8 svart torn · a7 svart bonde · b7 svart bonde · e7 svart bonde · f7 svart bonde · g7 svart bonde · h7 svart bonde · c6 svart bonde · d5 svart bonde · c4 vit bonde · d4 vit bonde · a2 vit bonde · b2 vit bonde · e2 vit bonde · f2 vit bonde · g2 vit bonde · h2 vit bonde · a1 vit torn · b1 vit springare · c1 vit löpare · d1 vit drottning · e1 vit kung · f1 vit löpare · g1 vit springare · h1 vit torn | a8 svart torn · b8 svart springare · c8 svart löpare · d8 svart drottning · e8 svart kung · f8 svart löpare · g8 svart springare · h8 svart torn · a7 svart bonde · b7 svart bonde · e7 svart bonde · f7 svart bonde · g7 svart bonde · h7 svart bonde · c6 svart bonde · d5 svart bonde · c4 vit bonde · d4 vit bonde · a2 vit bonde · b2 vit bonde · e2 vit bonde · f2 vit bonde · g2 vit bonde · h2 vit bonde · a1 vit torn · b1 vit springare · c1 vit löpare · d1 vit drottning · e1 vit kung · f1 vit löpare · g1 vit springare · h1 vit torn | a8 svart torn · b8 svart springare · c8 svart löpare · d8 svart drottning · e8 svart kung · f8 svart löpare · g8 svart springare · h8 svart torn · a7 svart bonde · b7 svart bonde · e7 svart bonde · f7 svart bonde · g7 svart bonde · h7 svart bonde · c6 svart bonde · d5 svart bonde · c4 vit bonde · d4 vit bonde · a2 vit bonde · b2 vit bonde · e2 vit bonde · f2 vit bonde · g2 vit bonde · h2 vit bonde · a1 vit torn · b1 vit springare · c1 vit löpare · d1 vit drottning · e1 vit kung · f1 vit löpare · g1 vit springare · h1 vit torn | a8 svart torn · b8 svart springare · c8 svart löpare · d8 svart drottning · e8 svart kung · f8 svart löpare · g8 svart springare · h8 svart torn · a7 svart bonde · b7 svart bonde · e7 svart bonde · f7 svart bonde · g7 svart bonde · h7 svart bonde · c6 svart bonde · d5 svart bonde · c4 vit bonde · d4 vit bonde · a2 vit bonde · b2 vit bonde · e2 vit bonde · f2 vit bonde · g2 vit bonde · h2 vit bonde · a1 vit torn · b1 vit springare · c1 vit löpare · d1 vit drottning · e1 vit kung · f1 vit löpare · g1 vit springare · h1 vit torn | a8 svart torn · b8 svart springare · c8 svart löpare · d8 svart drottning · e8 svart kung · f8 svart löpare · g8 svart springare · h8 svart torn · a7 svart bonde · b7 svart bonde · e7 svart bonde · f7 svart bonde · g7 svart bonde · h7 svart bonde · c6 svart bonde · d5 svart bonde · c4 vit bonde · d4 vit bonde · a2 vit bonde · b2 vit bonde · e2 vit bonde · f2 vit bonde · g2 vit bonde · h2 vit bonde · a1 vit torn · b1 vit springare · c1 vit löpare · d1 vit drottning · e1 vit kung · f1 vit löpare · g1 vit springare · h1 vit torn | a8 svart torn · b8 svart springare · c8 svart löpare · d8 svart drottning · e8 svart kung · f8 svart löpare · g8 svart springare · h8 svart torn · a7 svart bonde · b7 svart bonde · e7 svart bonde · f7 svart bonde · g7 svart bonde · h7 svart bonde · c6 svart bonde · d5 svart bonde · c4 vit bonde · d4 vit bonde · a2 vit bonde · b2 vit bonde · e2 vit bonde · f2 vit bonde · g2 vit bonde · h2 vit bonde · a1 vit torn · b1 vit springare · c1 vit löpare · d1 vit drottning · e1 vit kung · f1 vit löpare · g1 vit springare · h1 vit torn | a8 svart torn · b8 svart springare · c8 svart löpare · d8 svart drottning · e8 svart kung · f8 svart löpare · g8 svart springare · h8 svart torn · a7 svart bonde · b7 svart bonde · e7 svart bonde · f7 svart bonde · g7 svart bonde · h7 svart bonde · c6 svart bonde · d5 svart bonde · c4 vit bonde · d4 vit bonde · a2 vit bonde · b2 vit bonde · e2 vit bonde · f2 vit bonde · g2 vit bonde · h2 vit bonde · a1 vit torn · b1 vit springare · c1 vit löpare · d1 vit drottning · e1 vit kung · f1 vit löpare · g1 vit springare · h1 vit torn | a8 svart torn · b8 svart springare · c8 svart löpare · d8 svart drottning · e8 svart kung · f8 svart löpare · g8 svart springare · h8 svart torn · a7 svart bonde · b7 svart bonde · e7 svart bonde · f7 svart bonde · g7 svart bonde · h7 svart bonde · c6 svart bonde · d5 svart bonde · c4 vit bonde · d4 vit bonde · a2 vit bonde · b2 vit bonde · e2 vit bonde · f2 vit bonde · g2 vit bonde · h2 vit bonde · a1 vit torn · b1 vit springare · c1 vit löpare · d1 vit drottning · e1 vit kung · f1 vit löpare · g1 vit springare · h1 vit torn | 6 |
| 5 | a8 svart torn · b8 svart springare · c8 svart löpare · d8 svart drottning · e8 svart kung · f8 svart löpare · g8 svart springare · h8 svart torn · a7 svart bonde · b7 svart bonde · e7 svart bonde · f7 svart bonde · g7 svart bonde · h7 svart bonde · c6 svart bonde · d5 svart bonde · c4 vit bonde · d4 vit bonde · a2 vit bonde · b2 vit bonde · e2 vit bonde · f2 vit bonde · g2 vit bonde · h2 vit bonde · a1 vit torn · b1 vit springare · c1 vit löpare · d1 vit drottning · e1 vit kung · f1 vit löpare · g1 vit springare · h1 vit torn | a8 svart torn · b8 svart springare · c8 svart löpare · d8 svart drottning · e8 svart kung · f8 svart löpare · g8 svart springare · h8 svart torn · a7 svart bonde · b7 svart bonde · e7 svart bonde · f7 svart bonde · g7 svart bonde · h7 svart bonde · c6 svart bonde · d5 svart bonde · c4 vit bonde · d4 vit bonde · a2 vit bonde · b2 vit bonde · e2 vit bonde · f2 vit bonde · g2 vit bonde · h2 vit bonde · a1 vit torn · b1 vit springare · c1 vit löpare · d1 vit drottning · e1 vit kung · f1 vit löpare · g1 vit springare · h1 vit torn | a8 svart torn · b8 svart springare · c8 svart löpare · d8 svart drottning · e8 svart kung · f8 svart löpare · g8 svart springare · h8 svart torn · a7 svart bonde · b7 svart bonde · e7 svart bonde · f7 svart bonde · g7 svart bonde · h7 svart bonde · c6 svart bonde · d5 svart bonde · c4 vit bonde · d4 vit bonde · a2 vit bonde · b2 vit bonde · e2 vit bonde · f2 vit bonde · g2 vit bonde · h2 vit bonde · a1 vit torn · b1 vit springare · c1 vit löpare · d1 vit drottning · e1 vit kung · f1 vit löpare · g1 vit springare · h1 vit torn | a8 svart torn · b8 svart springare · c8 svart löpare · d8 svart drottning · e8 svart kung · f8 svart löpare · g8 svart springare · h8 svart torn · a7 svart bonde · b7 svart bonde · e7 svart bonde · f7 svart bonde · g7 svart bonde · h7 svart bonde · c6 svart bonde · d5 svart bonde · c4 vit bonde · d4 vit bonde · a2 vit bonde · b2 vit bonde · e2 vit bonde · f2 vit bonde · g2 vit bonde · h2 vit bonde · a1 vit torn · b1 vit springare · c1 vit löpare · d1 vit drottning · e1 vit kung · f1 vit löpare · g1 vit springare · h1 vit torn | a8 svart torn · b8 svart springare · c8 svart löpare · d8 svart drottning · e8 svart kung · f8 svart löpare · g8 svart springare · h8 svart torn · a7 svart bonde · b7 svart bonde · e7 svart bonde · f7 svart bonde · g7 svart bonde · h7 svart bonde · c6 svart bonde · d5 svart bonde · c4 vit bonde · d4 vit bonde · a2 vit bonde · b2 vit bonde · e2 vit bonde · f2 vit bonde · g2 vit bonde · h2 vit bonde · a1 vit torn · b1 vit springare · c1 vit löpare · d1 vit drottning · e1 vit kung · f1 vit löpare · g1 vit springare · h1 vit torn | a8 svart torn · b8 svart springare · c8 svart löpare · d8 svart drottning · e8 svart kung · f8 svart löpare · g8 svart springare · h8 svart torn · a7 svart bonde · b7 svart bonde · e7 svart bonde · f7 svart bonde · g7 svart bonde · h7 svart bonde · c6 svart bonde · d5 svart bonde · c4 vit bonde · d4 vit bonde · a2 vit bonde · b2 vit bonde · e2 vit bonde · f2 vit bonde · g2 vit bonde · h2 vit bonde · a1 vit torn · b1 vit springare · c1 vit löpare · d1 vit drottning · e1 vit kung · f1 vit löpare · g1 vit springare · h1 vit torn | a8 svart torn · b8 svart springare · c8 svart löpare · d8 svart drottning · e8 svart kung · f8 svart löpare · g8 svart springare · h8 svart torn · a7 svart bonde · b7 svart bonde · e7 svart bonde · f7 svart bonde · g7 svart bonde · h7 svart bonde · c6 svart bonde · d5 svart bonde · c4 vit bonde · d4 vit bonde · a2 vit bonde · b2 vit bonde · e2 vit bonde · f2 vit bonde · g2 vit bonde · h2 vit bonde · a1 vit torn · b1 vit springare · c1 vit löpare · d1 vit drottning · e1 vit kung · f1 vit löpare · g1 vit springare · h1 vit torn | a8 svart torn · b8 svart springare · c8 svart löpare · d8 svart drottning · e8 svart kung · f8 svart löpare · g8 svart springare · h8 svart torn · a7 svart bonde · b7 svart bonde · e7 svart bonde · f7 svart bonde · g7 svart bonde · h7 svart bonde · c6 svart bonde · d5 svart bonde · c4 vit bonde · d4 vit bonde · a2 vit bonde · b2 vit bonde · e2 vit bonde · f2 vit bonde · g2 vit bonde · h2 vit bonde · a1 vit torn · b1 vit springare · c1 vit löpare · d1 vit drottning · e1 vit kung · f1 vit löpare · g1 vit springare · h1 vit torn | 5 |
| 4 | a8 svart torn · b8 svart springare · c8 svart löpare · d8 svart drottning · e8 svart kung · f8 svart löpare · g8 svart springare · h8 svart torn · a7 svart bonde · b7 svart bonde · e7 svart bonde · f7 svart bonde · g7 svart bonde · h7 svart bonde · c6 svart bonde · d5 svart bonde · c4 vit bonde · d4 vit bonde · a2 vit bonde · b2 vit bonde · e2 vit bonde · f2 vit bonde · g2 vit bonde · h2 vit bonde · a1 vit torn · b1 vit springare · c1 vit löpare · d1 vit drottning · e1 vit kung · f1 vit löpare · g1 vit springare · h1 vit torn | a8 svart torn · b8 svart springare · c8 svart löpare · d8 svart drottning · e8 svart kung · f8 svart löpare · g8 svart springare · h8 svart torn · a7 svart bonde · b7 svart bonde · e7 svart bonde · f7 svart bonde · g7 svart bonde · h7 svart bonde · c6 svart bonde · d5 svart bonde · c4 vit bonde · d4 vit bonde · a2 vit bonde · b2 vit bonde · e2 vit bonde · f2 vit bonde · g2 vit bonde · h2 vit bonde · a1 vit torn · b1 vit springare · c1 vit löpare · d1 vit drottning · e1 vit kung · f1 vit löpare · g1 vit springare · h1 vit torn | a8 svart torn · b8 svart springare · c8 svart löpare · d8 svart drottning · e8 svart kung · f8 svart löpare · g8 svart springare · h8 svart torn · a7 svart bonde · b7 svart bonde · e7 svart bonde · f7 svart bonde · g7 svart bonde · h7 svart bonde · c6 svart bonde · d5 svart bonde · c4 vit bonde · d4 vit bonde · a2 vit bonde · b2 vit bonde · e2 vit bonde · f2 vit bonde · g2 vit bonde · h2 vit bonde · a1 vit torn · b1 vit springare · c1 vit löpare · d1 vit drottning · e1 vit kung · f1 vit löpare · g1 vit springare · h1 vit torn | a8 svart torn · b8 svart springare · c8 svart löpare · d8 svart drottning · e8 svart kung · f8 svart löpare · g8 svart springare · h8 svart torn · a7 svart bonde · b7 svart bonde · e7 svart bonde · f7 svart bonde · g7 svart bonde · h7 svart bonde · c6 svart bonde · d5 svart bonde · c4 vit bonde · d4 vit bonde · a2 vit bonde · b2 vit bonde · e2 vit bonde · f2 vit bonde · g2 vit bonde · h2 vit bonde · a1 vit torn · b1 vit springare · c1 vit löpare · d1 vit drottning · e1 vit kung · f1 vit löpare · g1 vit springare · h1 vit torn | a8 svart torn · b8 svart springare · c8 svart löpare · d8 svart drottning · e8 svart kung · f8 svart löpare · g8 svart springare · h8 svart torn · a7 svart bonde · b7 svart bonde · e7 svart bonde · f7 svart bonde · g7 svart bonde · h7 svart bonde · c6 svart bonde · d5 svart bonde · c4 vit bonde · d4 vit bonde · a2 vit bonde · b2 vit bonde · e2 vit bonde · f2 vit bonde · g2 vit bonde · h2 vit bonde · a1 vit torn · b1 vit springare · c1 vit löpare · d1 vit drottning · e1 vit kung · f1 vit löpare · g1 vit springare · h1 vit torn | a8 svart torn · b8 svart springare · c8 svart löpare · d8 svart drottning · e8 svart kung · f8 svart löpare · g8 svart springare · h8 svart torn · a7 svart bonde · b7 svart bonde · e7 svart bonde · f7 svart bonde · g7 svart bonde · h7 svart bonde · c6 svart bonde · d5 svart bonde · c4 vit bonde · d4 vit bonde · a2 vit bonde · b2 vit bonde · e2 vit bonde · f2 vit bonde · g2 vit bonde · h2 vit bonde · a1 vit torn · b1 vit springare · c1 vit löpare · d1 vit drottning · e1 vit kung · f1 vit löpare · g1 vit springare · h1 vit torn | a8 svart torn · b8 svart springare · c8 svart löpare · d8 svart drottning · e8 svart kung · f8 svart löpare · g8 svart springare · h8 svart torn · a7 svart bonde · b7 svart bonde · e7 svart bonde · f7 svart bonde · g7 svart bonde · h7 svart bonde · c6 svart bonde · d5 svart bonde · c4 vit bonde · d4 vit bonde · a2 vit bonde · b2 vit bonde · e2 vit bonde · f2 vit bonde · g2 vit bonde · h2 vit bonde · a1 vit torn · b1 vit springare · c1 vit löpare · d1 vit drottning · e1 vit kung · f1 vit löpare · g1 vit springare · h1 vit torn | a8 svart torn · b8 svart springare · c8 svart löpare · d8 svart drottning · e8 svart kung · f8 svart löpare · g8 svart springare · h8 svart torn · a7 svart bonde · b7 svart bonde · e7 svart bonde · f7 svart bonde · g7 svart bonde · h7 svart bonde · c6 svart bonde · d5 svart bonde · c4 vit bonde · d4 vit bonde · a2 vit bonde · b2 vit bonde · e2 vit bonde · f2 vit bonde · g2 vit bonde · h2 vit bonde · a1 vit torn · b1 vit springare · c1 vit löpare · d1 vit drottning · e1 vit kung · f1 vit löpare · g1 vit springare · h1 vit torn | 4 |
| 3 | a8 svart torn · b8 svart springare · c8 svart löpare · d8 svart drottning · e8 svart kung · f8 svart löpare · g8 svart springare · h8 svart torn · a7 svart bonde · b7 svart bonde · e7 svart bonde · f7 svart bonde · g7 svart bonde · h7 svart bonde · c6 svart bonde · d5 svart bonde · c4 vit bonde · d4 vit bonde · a2 vit bonde · b2 vit bonde · e2 vit bonde · f2 vit bonde · g2 vit bonde · h2 vit bonde · a1 vit torn · b1 vit springare · c1 vit löpare · d1 vit drottning · e1 vit kung · f1 vit löpare · g1 vit springare · h1 vit torn | a8 svart torn · b8 svart springare · c8 svart löpare · d8 svart drottning · e8 svart kung · f8 svart löpare · g8 svart springare · h8 svart torn · a7 svart bonde · b7 svart bonde · e7 svart bonde · f7 svart bonde · g7 svart bonde · h7 svart bonde · c6 svart bonde · d5 svart bonde · c4 vit bonde · d4 vit bonde · a2 vit bonde · b2 vit bonde · e2 vit bonde · f2 vit bonde · g2 vit bonde · h2 vit bonde · a1 vit torn · b1 vit springare · c1 vit löpare · d1 vit drottning · e1 vit kung · f1 vit löpare · g1 vit springare · h1 vit torn | a8 svart torn · b8 svart springare · c8 svart löpare · d8 svart drottning · e8 svart kung · f8 svart löpare · g8 svart springare · h8 svart torn · a7 svart bonde · b7 svart bonde · e7 svart bonde · f7 svart bonde · g7 svart bonde · h7 svart bonde · c6 svart bonde · d5 svart bonde · c4 vit bonde · d4 vit bonde · a2 vit bonde · b2 vit bonde · e2 vit bonde · f2 vit bonde · g2 vit bonde · h2 vit bonde · a1 vit torn · b1 vit springare · c1 vit löpare · d1 vit drottning · e1 vit kung · f1 vit löpare · g1 vit springare · h1 vit torn | a8 svart torn · b8 svart springare · c8 svart löpare · d8 svart drottning · e8 svart kung · f8 svart löpare · g8 svart springare · h8 svart torn · a7 svart bonde · b7 svart bonde · e7 svart bonde · f7 svart bonde · g7 svart bonde · h7 svart bonde · c6 svart bonde · d5 svart bonde · c4 vit bonde · d4 vit bonde · a2 vit bonde · b2 vit bonde · e2 vit bonde · f2 vit bonde · g2 vit bonde · h2 vit bonde · a1 vit torn · b1 vit springare · c1 vit löpare · d1 vit drottning · e1 vit kung · f1 vit löpare · g1 vit springare · h1 vit torn | a8 svart torn · b8 svart springare · c8 svart löpare · d8 svart drottning · e8 svart kung · f8 svart löpare · g8 svart springare · h8 svart torn · a7 svart bonde · b7 svart bonde · e7 svart bonde · f7 svart bonde · g7 svart bonde · h7 svart bonde · c6 svart bonde · d5 svart bonde · c4 vit bonde · d4 vit bonde · a2 vit bonde · b2 vit bonde · e2 vit bonde · f2 vit bonde · g2 vit bonde · h2 vit bonde · a1 vit torn · b1 vit springare · c1 vit löpare · d1 vit drottning · e1 vit kung · f1 vit löpare · g1 vit springare · h1 vit torn | a8 svart torn · b8 svart springare · c8 svart löpare · d8 svart drottning · e8 svart kung · f8 svart löpare · g8 svart springare · h8 svart torn · a7 svart bonde · b7 svart bonde · e7 svart bonde · f7 svart bonde · g7 svart bonde · h7 svart bonde · c6 svart bonde · d5 svart bonde · c4 vit bonde · d4 vit bonde · a2 vit bonde · b2 vit bonde · e2 vit bonde · f2 vit bonde · g2 vit bonde · h2 vit bonde · a1 vit torn · b1 vit springare · c1 vit löpare · d1 vit drottning · e1 vit kung · f1 vit löpare · g1 vit springare · h1 vit torn | a8 svart torn · b8 svart springare · c8 svart löpare · d8 svart drottning · e8 svart kung · f8 svart löpare · g8 svart springare · h8 svart torn · a7 svart bonde · b7 svart bonde · e7 svart bonde · f7 svart bonde · g7 svart bonde · h7 svart bonde · c6 svart bonde · d5 svart bonde · c4 vit bonde · d4 vit bonde · a2 vit bonde · b2 vit bonde · e2 vit bonde · f2 vit bonde · g2 vit bonde · h2 vit bonde · a1 vit torn · b1 vit springare · c1 vit löpare · d1 vit drottning · e1 vit kung · f1 vit löpare · g1 vit springare · h1 vit torn | a8 svart torn · b8 svart springare · c8 svart löpare · d8 svart drottning · e8 svart kung · f8 svart löpare · g8 svart springare · h8 svart torn · a7 svart bonde · b7 svart bonde · e7 svart bonde · f7 svart bonde · g7 svart bonde · h7 svart bonde · c6 svart bonde · d5 svart bonde · c4 vit bonde · d4 vit bonde · a2 vit bonde · b2 vit bonde · e2 vit bonde · f2 vit bonde · g2 vit bonde · h2 vit bonde · a1 vit torn · b1 vit springare · c1 vit löpare · d1 vit drottning · e1 vit kung · f1 vit löpare · g1 vit springare · h1 vit torn | 3 |
| 2 | a8 svart torn · b8 svart springare · c8 svart löpare · d8 svart drottning · e8 svart kung · f8 svart löpare · g8 svart springare · h8 svart torn · a7 svart bonde · b7 svart bonde · e7 svart bonde · f7 svart bonde · g7 svart bonde · h7 svart bonde · c6 svart bonde · d5 svart bonde · c4 vit bonde · d4 vit bonde · a2 vit bonde · b2 vit bonde · e2 vit bonde · f2 vit bonde · g2 vit bonde · h2 vit bonde · a1 vit torn · b1 vit springare · c1 vit löpare · d1 vit drottning · e1 vit kung · f1 vit löpare · g1 vit springare · h1 vit torn | a8 svart torn · b8 svart springare · c8 svart löpare · d8 svart drottning · e8 svart kung · f8 svart löpare · g8 svart springare · h8 svart torn · a7 svart bonde · b7 svart bonde · e7 svart bonde · f7 svart bonde · g7 svart bonde · h7 svart bonde · c6 svart bonde · d5 svart bonde · c4 vit bonde · d4 vit bonde · a2 vit bonde · b2 vit bonde · e2 vit bonde · f2 vit bonde · g2 vit bonde · h2 vit bonde · a1 vit torn · b1 vit springare · c1 vit löpare · d1 vit drottning · e1 vit kung · f1 vit löpare · g1 vit springare · h1 vit torn | a8 svart torn · b8 svart springare · c8 svart löpare · d8 svart drottning · e8 svart kung · f8 svart löpare · g8 svart springare · h8 svart torn · a7 svart bonde · b7 svart bonde · e7 svart bonde · f7 svart bonde · g7 svart bonde · h7 svart bonde · c6 svart bonde · d5 svart bonde · c4 vit bonde · d4 vit bonde · a2 vit bonde · b2 vit bonde · e2 vit bonde · f2 vit bonde · g2 vit bonde · h2 vit bonde · a1 vit torn · b1 vit springare · c1 vit löpare · d1 vit drottning · e1 vit kung · f1 vit löpare · g1 vit springare · h1 vit torn | a8 svart torn · b8 svart springare · c8 svart löpare · d8 svart drottning · e8 svart kung · f8 svart löpare · g8 svart springare · h8 svart torn · a7 svart bonde · b7 svart bonde · e7 svart bonde · f7 svart bonde · g7 svart bonde · h7 svart bonde · c6 svart bonde · d5 svart bonde · c4 vit bonde · d4 vit bonde · a2 vit bonde · b2 vit bonde · e2 vit bonde · f2 vit bonde · g2 vit bonde · h2 vit bonde · a1 vit torn · b1 vit springare · c1 vit löpare · d1 vit drottning · e1 vit kung · f1 vit löpare · g1 vit springare · h1 vit torn | a8 svart torn · b8 svart springare · c8 svart löpare · d8 svart drottning · e8 svart kung · f8 svart löpare · g8 svart springare · h8 svart torn · a7 svart bonde · b7 svart bonde · e7 svart bonde · f7 svart bonde · g7 svart bonde · h7 svart bonde · c6 svart bonde · d5 svart bonde · c4 vit bonde · d4 vit bonde · a2 vit bonde · b2 vit bonde · e2 vit bonde · f2 vit bonde · g2 vit bonde · h2 vit bonde · a1 vit torn · b1 vit springare · c1 vit löpare · d1 vit drottning · e1 vit kung · f1 vit löpare · g1 vit springare · h1 vit torn | a8 svart torn · b8 svart springare · c8 svart löpare · d8 svart drottning · e8 svart kung · f8 svart löpare · g8 svart springare · h8 svart torn · a7 svart bonde · b7 svart bonde · e7 svart bonde · f7 svart bonde · g7 svart bonde · h7 svart bonde · c6 svart bonde · d5 svart bonde · c4 vit bonde · d4 vit bonde · a2 vit bonde · b2 vit bonde · e2 vit bonde · f2 vit bonde · g2 vit bonde · h2 vit bonde · a1 vit torn · b1 vit springare · c1 vit löpare · d1 vit drottning · e1 vit kung · f1 vit löpare · g1 vit springare · h1 vit torn | a8 svart torn · b8 svart springare · c8 svart löpare · d8 svart drottning · e8 svart kung · f8 svart löpare · g8 svart springare · h8 svart torn · a7 svart bonde · b7 svart bonde · e7 svart bonde · f7 svart bonde · g7 svart bonde · h7 svart bonde · c6 svart bonde · d5 svart bonde · c4 vit bonde · d4 vit bonde · a2 vit bonde · b2 vit bonde · e2 vit bonde · f2 vit bonde · g2 vit bonde · h2 vit bonde · a1 vit torn · b1 vit springare · c1 vit löpare · d1 vit drottning · e1 vit kung · f1 vit löpare · g1 vit springare · h1 vit torn | a8 svart torn · b8 svart springare · c8 svart löpare · d8 svart drottning · e8 svart kung · f8 svart löpare · g8 svart springare · h8 svart torn · a7 svart bonde · b7 svart bonde · e7 svart bonde · f7 svart bonde · g7 svart bonde · h7 svart bonde · c6 svart bonde · d5 svart bonde · c4 vit bonde · d4 vit bonde · a2 vit bonde · b2 vit bonde · e2 vit bonde · f2 vit bonde · g2 vit bonde · h2 vit bonde · a1 vit torn · b1 vit springare · c1 vit löpare · d1 vit drottning · e1 vit kung · f1 vit löpare · g1 vit springare · h1 vit torn | 2 |
| 1 | a8 svart torn · b8 svart springare · c8 svart löpare · d8 svart drottning · e8 svart kung · f8 svart löpare · g8 svart springare · h8 svart torn · a7 svart bonde · b7 svart bonde · e7 svart bonde · f7 svart bonde · g7 svart bonde · h7 svart bonde · c6 svart bonde · d5 svart bonde · c4 vit bonde · d4 vit bonde · a2 vit bonde · b2 vit bonde · e2 vit bonde · f2 vit bonde · g2 vit bonde · h2 vit bonde · a1 vit torn · b1 vit springare · c1 vit löpare · d1 vit drottning · e1 vit kung · f1 vit löpare · g1 vit springare · h1 vit torn | a8 svart torn · b8 svart springare · c8 svart löpare · d8 svart drottning · e8 svart kung · f8 svart löpare · g8 svart springare · h8 svart torn · a7 svart bonde · b7 svart bonde · e7 svart bonde · f7 svart bonde · g7 svart bonde · h7 svart bonde · c6 svart bonde · d5 svart bonde · c4 vit bonde · d4 vit bonde · a2 vit bonde · b2 vit bonde · e2 vit bonde · f2 vit bonde · g2 vit bonde · h2 vit bonde · a1 vit torn · b1 vit springare · c1 vit löpare · d1 vit drottning · e1 vit kung · f1 vit löpare · g1 vit springare · h1 vit torn | a8 svart torn · b8 svart springare · c8 svart löpare · d8 svart drottning · e8 svart kung · f8 svart löpare · g8 svart springare · h8 svart torn · a7 svart bonde · b7 svart bonde · e7 svart bonde · f7 svart bonde · g7 svart bonde · h7 svart bonde · c6 svart bonde · d5 svart bonde · c4 vit bonde · d4 vit bonde · a2 vit bonde · b2 vit bonde · e2 vit bonde · f2 vit bonde · g2 vit bonde · h2 vit bonde · a1 vit torn · b1 vit springare · c1 vit löpare · d1 vit drottning · e1 vit kung · f1 vit löpare · g1 vit springare · h1 vit torn | a8 svart torn · b8 svart springare · c8 svart löpare · d8 svart drottning · e8 svart kung · f8 svart löpare · g8 svart springare · h8 svart torn · a7 svart bonde · b7 svart bonde · e7 svart bonde · f7 svart bonde · g7 svart bonde · h7 svart bonde · c6 svart bonde · d5 svart bonde · c4 vit bonde · d4 vit bonde · a2 vit bonde · b2 vit bonde · e2 vit bonde · f2 vit bonde · g2 vit bonde · h2 vit bonde · a1 vit torn · b1 vit springare · c1 vit löpare · d1 vit drottning · e1 vit kung · f1 vit löpare · g1 vit springare · h1 vit torn | a8 svart torn · b8 svart springare · c8 svart löpare · d8 svart drottning · e8 svart kung · f8 svart löpare · g8 svart springare · h8 svart torn · a7 svart bonde · b7 svart bonde · e7 svart bonde · f7 svart bonde · g7 svart bonde · h7 svart bonde · c6 svart bonde · d5 svart bonde · c4 vit bonde · d4 vit bonde · a2 vit bonde · b2 vit bonde · e2 vit bonde · f2 vit bonde · g2 vit bonde · h2 vit bonde · a1 vit torn · b1 vit springare · c1 vit löpare · d1 vit drottning · e1 vit kung · f1 vit löpare · g1 vit springare · h1 vit torn | a8 svart torn · b8 svart springare · c8 svart löpare · d8 svart drottning · e8 svart kung · f8 svart löpare · g8 svart springare · h8 svart torn · a7 svart bonde · b7 svart bonde · e7 svart bonde · f7 svart bonde · g7 svart bonde · h7 svart bonde · c6 svart bonde · d5 svart bonde · c4 vit bonde · d4 vit bonde · a2 vit bonde · b2 vit bonde · e2 vit bonde · f2 vit bonde · g2 vit bonde · h2 vit bonde · a1 vit torn · b1 vit springare · c1 vit löpare · d1 vit drottning · e1 vit kung · f1 vit löpare · g1 vit springare · h1 vit torn | a8 svart torn · b8 svart springare · c8 svart löpare · d8 svart drottning · e8 svart kung · f8 svart löpare · g8 svart springare · h8 svart torn · a7 svart bonde · b7 svart bonde · e7 svart bonde · f7 svart bonde · g7 svart bonde · h7 svart bonde · c6 svart bonde · d5 svart bonde · c4 vit bonde · d4 vit bonde · a2 vit bonde · b2 vit bonde · e2 vit bonde · f2 vit bonde · g2 vit bonde · h2 vit bonde · a1 vit torn · b1 vit springare · c1 vit löpare · d1 vit drottning · e1 vit kung · f1 vit löpare · g1 vit springare · h1 vit torn | a8 svart torn · b8 svart springare · c8 svart löpare · d8 svart drottning · e8 svart kung · f8 svart löpare · g8 svart springare · h8 svart torn · a7 svart bonde · b7 svart bonde · e7 svart bonde · f7 svart bonde · g7 svart bonde · h7 svart bonde · c6 svart bonde · d5 svart bonde · c4 vit bonde · d4 vit bonde · a2 vit bonde · b2 vit bonde · e2 vit bonde · f2 vit bonde · g2 vit bonde · h2 vit bonde · a1 vit torn · b1 vit springare · c1 vit löpare · d1 vit drottning · e1 vit kung · f1 vit löpare · g1 vit springare · h1 vit torn | 1 |
|   | a | b | c | d | e | f | g | h |   |

|   | a | b | c | d | e | f | g | h |   |
| 8 | a8 svart torn · b8 svart springare · c8 svart löpare · d8 svart drottning · e8 svart kung · f8 svart löpare · h8 svart torn · a7 svart bonde · b7 svart bonde · f7 svart bonde · g7 svart bonde · h7 svart bonde · c6 svart bonde · e6 svart bonde · f6 svart springare · d5 svart bonde · c4 vit bonde · d4 vit bonde · c3 vit springare · f3 vit springare · a2 vit bonde · b2 vit bonde · e2 vit bonde · f2 vit bonde · g2 vit bonde · h2 vit bonde · a1 vit torn · c1 vit löpare · d1 vit drottning · e1 vit kung · f1 vit löpare · h1 vit torn | a8 svart torn · b8 svart springare · c8 svart löpare · d8 svart drottning · e8 svart kung · f8 svart löpare · h8 svart torn · a7 svart bonde · b7 svart bonde · f7 svart bonde · g7 svart bonde · h7 svart bonde · c6 svart bonde · e6 svart bonde · f6 svart springare · d5 svart bonde · c4 vit bonde · d4 vit bonde · c3 vit springare · f3 vit springare · a2 vit bonde · b2 vit bonde · e2 vit bonde · f2 vit bonde · g2 vit bonde · h2 vit bonde · a1 vit torn · c1 vit löpare · d1 vit drottning · e1 vit kung · f1 vit löpare · h1 vit torn | a8 svart torn · b8 svart springare · c8 svart löpare · d8 svart drottning · e8 svart kung · f8 svart löpare · h8 svart torn · a7 svart bonde · b7 svart bonde · f7 svart bonde · g7 svart bonde · h7 svart bonde · c6 svart bonde · e6 svart bonde · f6 svart springare · d5 svart bonde · c4 vit bonde · d4 vit bonde · c3 vit springare · f3 vit springare · a2 vit bonde · b2 vit bonde · e2 vit bonde · f2 vit bonde · g2 vit bonde · h2 vit bonde · a1 vit torn · c1 vit löpare · d1 vit drottning · e1 vit kung · f1 vit löpare · h1 vit torn | a8 svart torn · b8 svart springare · c8 svart löpare · d8 svart drottning · e8 svart kung · f8 svart löpare · h8 svart torn · a7 svart bonde · b7 svart bonde · f7 svart bonde · g7 svart bonde · h7 svart bonde · c6 svart bonde · e6 svart bonde · f6 svart springare · d5 svart bonde · c4 vit bonde · d4 vit bonde · c3 vit springare · f3 vit springare · a2 vit bonde · b2 vit bonde · e2 vit bonde · f2 vit bonde · g2 vit bonde · h2 vit bonde · a1 vit torn · c1 vit löpare · d1 vit drottning · e1 vit kung · f1 vit löpare · h1 vit torn | a8 svart torn · b8 svart springare · c8 svart löpare · d8 svart drottning · e8 svart kung · f8 svart löpare · h8 svart torn · a7 svart bonde · b7 svart bonde · f7 svart bonde · g7 svart bonde · h7 svart bonde · c6 svart bonde · e6 svart bonde · f6 svart springare · d5 svart bonde · c4 vit bonde · d4 vit bonde · c3 vit springare · f3 vit springare · a2 vit bonde · b2 vit bonde · e2 vit bonde · f2 vit bonde · g2 vit bonde · h2 vit bonde · a1 vit torn · c1 vit löpare · d1 vit drottning · e1 vit kung · f1 vit löpare · h1 vit torn | a8 svart torn · b8 svart springare · c8 svart löpare · d8 svart drottning · e8 svart kung · f8 svart löpare · h8 svart torn · a7 svart bonde · b7 svart bonde · f7 svart bonde · g7 svart bonde · h7 svart bonde · c6 svart bonde · e6 svart bonde · f6 svart springare · d5 svart bonde · c4 vit bonde · d4 vit bonde · c3 vit springare · f3 vit springare · a2 vit bonde · b2 vit bonde · e2 vit bonde · f2 vit bonde · g2 vit bonde · h2 vit bonde · a1 vit torn · c1 vit löpare · d1 vit drottning · e1 vit kung · f1 vit löpare · h1 vit torn | a8 svart torn · b8 svart springare · c8 svart löpare · d8 svart drottning · e8 svart kung · f8 svart löpare · h8 svart torn · a7 svart bonde · b7 svart bonde · f7 svart bonde · g7 svart bonde · h7 svart bonde · c6 svart bonde · e6 svart bonde · f6 svart springare · d5 svart bonde · c4 vit bonde · d4 vit bonde · c3 vit springare · f3 vit springare · a2 vit bonde · b2 vit bonde · e2 vit bonde · f2 vit bonde · g2 vit bonde · h2 vit bonde · a1 vit torn · c1 vit löpare · d1 vit drottning · e1 vit kung · f1 vit löpare · h1 vit torn | a8 svart torn · b8 svart springare · c8 svart löpare · d8 svart drottning · e8 svart kung · f8 svart löpare · h8 svart torn · a7 svart bonde · b7 svart bonde · f7 svart bonde · g7 svart bonde · h7 svart bonde · c6 svart bonde · e6 svart bonde · f6 svart springare · d5 svart bonde · c4 vit bonde · d4 vit bonde · c3 vit springare · f3 vit springare · a2 vit bonde · b2 vit bonde · e2 vit bonde · f2 vit bonde · g2 vit bonde · h2 vit bonde · a1 vit torn · c1 vit löpare · d1 vit drottning · e1 vit kung · f1 vit löpare · h1 vit torn | 8 |
| 7 | a8 svart torn · b8 svart springare · c8 svart löpare · d8 svart drottning · e8 svart kung · f8 svart löpare · h8 svart torn · a7 svart bonde · b7 svart bonde · f7 svart bonde · g7 svart bonde · h7 svart bonde · c6 svart bonde · e6 svart bonde · f6 svart springare · d5 svart bonde · c4 vit bonde · d4 vit bonde · c3 vit springare · f3 vit springare · a2 vit bonde · b2 vit bonde · e2 vit bonde · f2 vit bonde · g2 vit bonde · h2 vit bonde · a1 vit torn · c1 vit löpare · d1 vit drottning · e1 vit kung · f1 vit löpare · h1 vit torn | a8 svart torn · b8 svart springare · c8 svart löpare · d8 svart drottning · e8 svart kung · f8 svart löpare · h8 svart torn · a7 svart bonde · b7 svart bonde · f7 svart bonde · g7 svart bonde · h7 svart bonde · c6 svart bonde · e6 svart bonde · f6 svart springare · d5 svart bonde · c4 vit bonde · d4 vit bonde · c3 vit springare · f3 vit springare · a2 vit bonde · b2 vit bonde · e2 vit bonde · f2 vit bonde · g2 vit bonde · h2 vit bonde · a1 vit torn · c1 vit löpare · d1 vit drottning · e1 vit kung · f1 vit löpare · h1 vit torn | a8 svart torn · b8 svart springare · c8 svart löpare · d8 svart drottning · e8 svart kung · f8 svart löpare · h8 svart torn · a7 svart bonde · b7 svart bonde · f7 svart bonde · g7 svart bonde · h7 svart bonde · c6 svart bonde · e6 svart bonde · f6 svart springare · d5 svart bonde · c4 vit bonde · d4 vit bonde · c3 vit springare · f3 vit springare · a2 vit bonde · b2 vit bonde · e2 vit bonde · f2 vit bonde · g2 vit bonde · h2 vit bonde · a1 vit torn · c1 vit löpare · d1 vit drottning · e1 vit kung · f1 vit löpare · h1 vit torn | a8 svart torn · b8 svart springare · c8 svart löpare · d8 svart drottning · e8 svart kung · f8 svart löpare · h8 svart torn · a7 svart bonde · b7 svart bonde · f7 svart bonde · g7 svart bonde · h7 svart bonde · c6 svart bonde · e6 svart bonde · f6 svart springare · d5 svart bonde · c4 vit bonde · d4 vit bonde · c3 vit springare · f3 vit springare · a2 vit bonde · b2 vit bonde · e2 vit bonde · f2 vit bonde · g2 vit bonde · h2 vit bonde · a1 vit torn · c1 vit löpare · d1 vit drottning · e1 vit kung · f1 vit löpare · h1 vit torn | a8 svart torn · b8 svart springare · c8 svart löpare · d8 svart drottning · e8 svart kung · f8 svart löpare · h8 svart torn · a7 svart bonde · b7 svart bonde · f7 svart bonde · g7 svart bonde · h7 svart bonde · c6 svart bonde · e6 svart bonde · f6 svart springare · d5 svart bonde · c4 vit bonde · d4 vit bonde · c3 vit springare · f3 vit springare · a2 vit bonde · b2 vit bonde · e2 vit bonde · f2 vit bonde · g2 vit bonde · h2 vit bonde · a1 vit torn · c1 vit löpare · d1 vit drottning · e1 vit kung · f1 vit löpare · h1 vit torn | a8 svart torn · b8 svart springare · c8 svart löpare · d8 svart drottning · e8 svart kung · f8 svart löpare · h8 svart torn · a7 svart bonde · b7 svart bonde · f7 svart bonde · g7 svart bonde · h7 svart bonde · c6 svart bonde · e6 svart bonde · f6 svart springare · d5 svart bonde · c4 vit bonde · d4 vit bonde · c3 vit springare · f3 vit springare · a2 vit bonde · b2 vit bonde · e2 vit bonde · f2 vit bonde · g2 vit bonde · h2 vit bonde · a1 vit torn · c1 vit löpare · d1 vit drottning · e1 vit kung · f1 vit löpare · h1 vit torn | a8 svart torn · b8 svart springare · c8 svart löpare · d8 svart drottning · e8 svart kung · f8 svart löpare · h8 svart torn · a7 svart bonde · b7 svart bonde · f7 svart bonde · g7 svart bonde · h7 svart bonde · c6 svart bonde · e6 svart bonde · f6 svart springare · d5 svart bonde · c4 vit bonde · d4 vit bonde · c3 vit springare · f3 vit springare · a2 vit bonde · b2 vit bonde · e2 vit bonde · f2 vit bonde · g2 vit bonde · h2 vit bonde · a1 vit torn · c1 vit löpare · d1 vit drottning · e1 vit kung · f1 vit löpare · h1 vit torn | a8 svart torn · b8 svart springare · c8 svart löpare · d8 svart drottning · e8 svart kung · f8 svart löpare · h8 svart torn · a7 svart bonde · b7 svart bonde · f7 svart bonde · g7 svart bonde · h7 svart bonde · c6 svart bonde · e6 svart bonde · f6 svart springare · d5 svart bonde · c4 vit bonde · d4 vit bonde · c3 vit springare · f3 vit springare · a2 vit bonde · b2 vit bonde · e2 vit bonde · f2 vit bonde · g2 vit bonde · h2 vit bonde · a1 vit torn · c1 vit löpare · d1 vit drottning · e1 vit kung · f1 vit löpare · h1 vit torn | 7 |
| 6 | a8 svart torn · b8 svart springare · c8 svart löpare · d8 svart drottning · e8 svart kung · f8 svart löpare · h8 svart torn · a7 svart bonde · b7 svart bonde · f7 svart bonde · g7 svart bonde · h7 svart bonde · c6 svart bonde · e6 svart bonde · f6 svart springare · d5 svart bonde · c4 vit bonde · d4 vit bonde · c3 vit springare · f3 vit springare · a2 vit bonde · b2 vit bonde · e2 vit bonde · f2 vit bonde · g2 vit bonde · h2 vit bonde · a1 vit torn · c1 vit löpare · d1 vit drottning · e1 vit kung · f1 vit löpare · h1 vit torn | a8 svart torn · b8 svart springare · c8 svart löpare · d8 svart drottning · e8 svart kung · f8 svart löpare · h8 svart torn · a7 svart bonde · b7 svart bonde · f7 svart bonde · g7 svart bonde · h7 svart bonde · c6 svart bonde · e6 svart bonde · f6 svart springare · d5 svart bonde · c4 vit bonde · d4 vit bonde · c3 vit springare · f3 vit springare · a2 vit bonde · b2 vit bonde · e2 vit bonde · f2 vit bonde · g2 vit bonde · h2 vit bonde · a1 vit torn · c1 vit löpare · d1 vit drottning · e1 vit kung · f1 vit löpare · h1 vit torn | a8 svart torn · b8 svart springare · c8 svart löpare · d8 svart drottning · e8 svart kung · f8 svart löpare · h8 svart torn · a7 svart bonde · b7 svart bonde · f7 svart bonde · g7 svart bonde · h7 svart bonde · c6 svart bonde · e6 svart bonde · f6 svart springare · d5 svart bonde · c4 vit bonde · d4 vit bonde · c3 vit springare · f3 vit springare · a2 vit bonde · b2 vit bonde · e2 vit bonde · f2 vit bonde · g2 vit bonde · h2 vit bonde · a1 vit torn · c1 vit löpare · d1 vit drottning · e1 vit kung · f1 vit löpare · h1 vit torn | a8 svart torn · b8 svart springare · c8 svart löpare · d8 svart drottning · e8 svart kung · f8 svart löpare · h8 svart torn · a7 svart bonde · b7 svart bonde · f7 svart bonde · g7 svart bonde · h7 svart bonde · c6 svart bonde · e6 svart bonde · f6 svart springare · d5 svart bonde · c4 vit bonde · d4 vit bonde · c3 vit springare · f3 vit springare · a2 vit bonde · b2 vit bonde · e2 vit bonde · f2 vit bonde · g2 vit bonde · h2 vit bonde · a1 vit torn · c1 vit löpare · d1 vit drottning · e1 vit kung · f1 vit löpare · h1 vit torn | a8 svart torn · b8 svart springare · c8 svart löpare · d8 svart drottning · e8 svart kung · f8 svart löpare · h8 svart torn · a7 svart bonde · b7 svart bonde · f7 svart bonde · g7 svart bonde · h7 svart bonde · c6 svart bonde · e6 svart bonde · f6 svart springare · d5 svart bonde · c4 vit bonde · d4 vit bonde · c3 vit springare · f3 vit springare · a2 vit bonde · b2 vit bonde · e2 vit bonde · f2 vit bonde · g2 vit bonde · h2 vit bonde · a1 vit torn · c1 vit löpare · d1 vit drottning · e1 vit kung · f1 vit löpare · h1 vit torn | a8 svart torn · b8 svart springare · c8 svart löpare · d8 svart drottning · e8 svart kung · f8 svart löpare · h8 svart torn · a7 svart bonde · b7 svart bonde · f7 svart bonde · g7 svart bonde · h7 svart bonde · c6 svart bonde · e6 svart bonde · f6 svart springare · d5 svart bonde · c4 vit bonde · d4 vit bonde · c3 vit springare · f3 vit springare · a2 vit bonde · b2 vit bonde · e2 vit bonde · f2 vit bonde · g2 vit bonde · h2 vit bonde · a1 vit torn · c1 vit löpare · d1 vit drottning · e1 vit kung · f1 vit löpare · h1 vit torn | a8 svart torn · b8 svart springare · c8 svart löpare · d8 svart drottning · e8 svart kung · f8 svart löpare · h8 svart torn · a7 svart bonde · b7 svart bonde · f7 svart bonde · g7 svart bonde · h7 svart bonde · c6 svart bonde · e6 svart bonde · f6 svart springare · d5 svart bonde · c4 vit bonde · d4 vit bonde · c3 vit springare · f3 vit springare · a2 vit bonde · b2 vit bonde · e2 vit bonde · f2 vit bonde · g2 vit bonde · h2 vit bonde · a1 vit torn · c1 vit löpare · d1 vit drottning · e1 vit kung · f1 vit löpare · h1 vit torn | a8 svart torn · b8 svart springare · c8 svart löpare · d8 svart drottning · e8 svart kung · f8 svart löpare · h8 svart torn · a7 svart bonde · b7 svart bonde · f7 svart bonde · g7 svart bonde · h7 svart bonde · c6 svart bonde · e6 svart bonde · f6 svart springare · d5 svart bonde · c4 vit bonde · d4 vit bonde · c3 vit springare · f3 vit springare · a2 vit bonde · b2 vit bonde · e2 vit bonde · f2 vit bonde · g2 vit bonde · h2 vit bonde · a1 vit torn · c1 vit löpare · d1 vit drottning · e1 vit kung · f1 vit löpare · h1 vit torn | 6 |
| 5 | a8 svart torn · b8 svart springare · c8 svart löpare · d8 svart drottning · e8 svart kung · f8 svart löpare · h8 svart torn · a7 svart bonde · b7 svart bonde · f7 svart bonde · g7 svart bonde · h7 svart bonde · c6 svart bonde · e6 svart bonde · f6 svart springare · d5 svart bonde · c4 vit bonde · d4 vit bonde · c3 vit springare · f3 vit springare · a2 vit bonde · b2 vit bonde · e2 vit bonde · f2 vit bonde · g2 vit bonde · h2 vit bonde · a1 vit torn · c1 vit löpare · d1 vit drottning · e1 vit kung · f1 vit löpare · h1 vit torn | a8 svart torn · b8 svart springare · c8 svart löpare · d8 svart drottning · e8 svart kung · f8 svart löpare · h8 svart torn · a7 svart bonde · b7 svart bonde · f7 svart bonde · g7 svart bonde · h7 svart bonde · c6 svart bonde · e6 svart bonde · f6 svart springare · d5 svart bonde · c4 vit bonde · d4 vit bonde · c3 vit springare · f3 vit springare · a2 vit bonde · b2 vit bonde · e2 vit bonde · f2 vit bonde · g2 vit bonde · h2 vit bonde · a1 vit torn · c1 vit löpare · d1 vit drottning · e1 vit kung · f1 vit löpare · h1 vit torn | a8 svart torn · b8 svart springare · c8 svart löpare · d8 svart drottning · e8 svart kung · f8 svart löpare · h8 svart torn · a7 svart bonde · b7 svart bonde · f7 svart bonde · g7 svart bonde · h7 svart bonde · c6 svart bonde · e6 svart bonde · f6 svart springare · d5 svart bonde · c4 vit bonde · d4 vit bonde · c3 vit springare · f3 vit springare · a2 vit bonde · b2 vit bonde · e2 vit bonde · f2 vit bonde · g2 vit bonde · h2 vit bonde · a1 vit torn · c1 vit löpare · d1 vit drottning · e1 vit kung · f1 vit löpare · h1 vit torn | a8 svart torn · b8 svart springare · c8 svart löpare · d8 svart drottning · e8 svart kung · f8 svart löpare · h8 svart torn · a7 svart bonde · b7 svart bonde · f7 svart bonde · g7 svart bonde · h7 svart bonde · c6 svart bonde · e6 svart bonde · f6 svart springare · d5 svart bonde · c4 vit bonde · d4 vit bonde · c3 vit springare · f3 vit springare · a2 vit bonde · b2 vit bonde · e2 vit bonde · f2 vit bonde · g2 vit bonde · h2 vit bonde · a1 vit torn · c1 vit löpare · d1 vit drottning · e1 vit kung · f1 vit löpare · h1 vit torn | a8 svart torn · b8 svart springare · c8 svart löpare · d8 svart drottning · e8 svart kung · f8 svart löpare · h8 svart torn · a7 svart bonde · b7 svart bonde · f7 svart bonde · g7 svart bonde · h7 svart bonde · c6 svart bonde · e6 svart bonde · f6 svart springare · d5 svart bonde · c4 vit bonde · d4 vit bonde · c3 vit springare · f3 vit springare · a2 vit bonde · b2 vit bonde · e2 vit bonde · f2 vit bonde · g2 vit bonde · h2 vit bonde · a1 vit torn · c1 vit löpare · d1 vit drottning · e1 vit kung · f1 vit löpare · h1 vit torn | a8 svart torn · b8 svart springare · c8 svart löpare · d8 svart drottning · e8 svart kung · f8 svart löpare · h8 svart torn · a7 svart bonde · b7 svart bonde · f7 svart bonde · g7 svart bonde · h7 svart bonde · c6 svart bonde · e6 svart bonde · f6 svart springare · d5 svart bonde · c4 vit bonde · d4 vit bonde · c3 vit springare · f3 vit springare · a2 vit bonde · b2 vit bonde · e2 vit bonde · f2 vit bonde · g2 vit bonde · h2 vit bonde · a1 vit torn · c1 vit löpare · d1 vit drottning · e1 vit kung · f1 vit löpare · h1 vit torn | a8 svart torn · b8 svart springare · c8 svart löpare · d8 svart drottning · e8 svart kung · f8 svart löpare · h8 svart torn · a7 svart bonde · b7 svart bonde · f7 svart bonde · g7 svart bonde · h7 svart bonde · c6 svart bonde · e6 svart bonde · f6 svart springare · d5 svart bonde · c4 vit bonde · d4 vit bonde · c3 vit springare · f3 vit springare · a2 vit bonde · b2 vit bonde · e2 vit bonde · f2 vit bonde · g2 vit bonde · h2 vit bonde · a1 vit torn · c1 vit löpare · d1 vit drottning · e1 vit kung · f1 vit löpare · h1 vit torn | a8 svart torn · b8 svart springare · c8 svart löpare · d8 svart drottning · e8 svart kung · f8 svart löpare · h8 svart torn · a7 svart bonde · b7 svart bonde · f7 svart bonde · g7 svart bonde · h7 svart bonde · c6 svart bonde · e6 svart bonde · f6 svart springare · d5 svart bonde · c4 vit bonde · d4 vit bonde · c3 vit springare · f3 vit springare · a2 vit bonde · b2 vit bonde · e2 vit bonde · f2 vit bonde · g2 vit bonde · h2 vit bonde · a1 vit torn · c1 vit löpare · d1 vit drottning · e1 vit kung · f1 vit löpare · h1 vit torn | 5 |
| 4 | a8 svart torn · b8 svart springare · c8 svart löpare · d8 svart drottning · e8 svart kung · f8 svart löpare · h8 svart torn · a7 svart bonde · b7 svart bonde · f7 svart bonde · g7 svart bonde · h7 svart bonde · c6 svart bonde · e6 svart bonde · f6 svart springare · d5 svart bonde · c4 vit bonde · d4 vit bonde · c3 vit springare · f3 vit springare · a2 vit bonde · b2 vit bonde · e2 vit bonde · f2 vit bonde · g2 vit bonde · h2 vit bonde · a1 vit torn · c1 vit löpare · d1 vit drottning · e1 vit kung · f1 vit löpare · h1 vit torn | a8 svart torn · b8 svart springare · c8 svart löpare · d8 svart drottning · e8 svart kung · f8 svart löpare · h8 svart torn · a7 svart bonde · b7 svart bonde · f7 svart bonde · g7 svart bonde · h7 svart bonde · c6 svart bonde · e6 svart bonde · f6 svart springare · d5 svart bonde · c4 vit bonde · d4 vit bonde · c3 vit springare · f3 vit springare · a2 vit bonde · b2 vit bonde · e2 vit bonde · f2 vit bonde · g2 vit bonde · h2 vit bonde · a1 vit torn · c1 vit löpare · d1 vit drottning · e1 vit kung · f1 vit löpare · h1 vit torn | a8 svart torn · b8 svart springare · c8 svart löpare · d8 svart drottning · e8 svart kung · f8 svart löpare · h8 svart torn · a7 svart bonde · b7 svart bonde · f7 svart bonde · g7 svart bonde · h7 svart bonde · c6 svart bonde · e6 svart bonde · f6 svart springare · d5 svart bonde · c4 vit bonde · d4 vit bonde · c3 vit springare · f3 vit springare · a2 vit bonde · b2 vit bonde · e2 vit bonde · f2 vit bonde · g2 vit bonde · h2 vit bonde · a1 vit torn · c1 vit löpare · d1 vit drottning · e1 vit kung · f1 vit löpare · h1 vit torn | a8 svart torn · b8 svart springare · c8 svart löpare · d8 svart drottning · e8 svart kung · f8 svart löpare · h8 svart torn · a7 svart bonde · b7 svart bonde · f7 svart bonde · g7 svart bonde · h7 svart bonde · c6 svart bonde · e6 svart bonde · f6 svart springare · d5 svart bonde · c4 vit bonde · d4 vit bonde · c3 vit springare · f3 vit springare · a2 vit bonde · b2 vit bonde · e2 vit bonde · f2 vit bonde · g2 vit bonde · h2 vit bonde · a1 vit torn · c1 vit löpare · d1 vit drottning · e1 vit kung · f1 vit löpare · h1 vit torn | a8 svart torn · b8 svart springare · c8 svart löpare · d8 svart drottning · e8 svart kung · f8 svart löpare · h8 svart torn · a7 svart bonde · b7 svart bonde · f7 svart bonde · g7 svart bonde · h7 svart bonde · c6 svart bonde · e6 svart bonde · f6 svart springare · d5 svart bonde · c4 vit bonde · d4 vit bonde · c3 vit springare · f3 vit springare · a2 vit bonde · b2 vit bonde · e2 vit bonde · f2 vit bonde · g2 vit bonde · h2 vit bonde · a1 vit torn · c1 vit löpare · d1 vit drottning · e1 vit kung · f1 vit löpare · h1 vit torn | a8 svart torn · b8 svart springare · c8 svart löpare · d8 svart drottning · e8 svart kung · f8 svart löpare · h8 svart torn · a7 svart bonde · b7 svart bonde · f7 svart bonde · g7 svart bonde · h7 svart bonde · c6 svart bonde · e6 svart bonde · f6 svart springare · d5 svart bonde · c4 vit bonde · d4 vit bonde · c3 vit springare · f3 vit springare · a2 vit bonde · b2 vit bonde · e2 vit bonde · f2 vit bonde · g2 vit bonde · h2 vit bonde · a1 vit torn · c1 vit löpare · d1 vit drottning · e1 vit kung · f1 vit löpare · h1 vit torn | a8 svart torn · b8 svart springare · c8 svart löpare · d8 svart drottning · e8 svart kung · f8 svart löpare · h8 svart torn · a7 svart bonde · b7 svart bonde · f7 svart bonde · g7 svart bonde · h7 svart bonde · c6 svart bonde · e6 svart bonde · f6 svart springare · d5 svart bonde · c4 vit bonde · d4 vit bonde · c3 vit springare · f3 vit springare · a2 vit bonde · b2 vit bonde · e2 vit bonde · f2 vit bonde · g2 vit bonde · h2 vit bonde · a1 vit torn · c1 vit löpare · d1 vit drottning · e1 vit kung · f1 vit löpare · h1 vit torn | a8 svart torn · b8 svart springare · c8 svart löpare · d8 svart drottning · e8 svart kung · f8 svart löpare · h8 svart torn · a7 svart bonde · b7 svart bonde · f7 svart bonde · g7 svart bonde · h7 svart bonde · c6 svart bonde · e6 svart bonde · f6 svart springare · d5 svart bonde · c4 vit bonde · d4 vit bonde · c3 vit springare · f3 vit springare · a2 vit bonde · b2 vit bonde · e2 vit bonde · f2 vit bonde · g2 vit bonde · h2 vit bonde · a1 vit torn · c1 vit löpare · d1 vit drottning · e1 vit kung · f1 vit löpare · h1 vit torn | 4 |
| 3 | a8 svart torn · b8 svart springare · c8 svart löpare · d8 svart drottning · e8 svart kung · f8 svart löpare · h8 svart torn · a7 svart bonde · b7 svart bonde · f7 svart bonde · g7 svart bonde · h7 svart bonde · c6 svart bonde · e6 svart bonde · f6 svart springare · d5 svart bonde · c4 vit bonde · d4 vit bonde · c3 vit springare · f3 vit springare · a2 vit bonde · b2 vit bonde · e2 vit bonde · f2 vit bonde · g2 vit bonde · h2 vit bonde · a1 vit torn · c1 vit löpare · d1 vit drottning · e1 vit kung · f1 vit löpare · h1 vit torn | a8 svart torn · b8 svart springare · c8 svart löpare · d8 svart drottning · e8 svart kung · f8 svart löpare · h8 svart torn · a7 svart bonde · b7 svart bonde · f7 svart bonde · g7 svart bonde · h7 svart bonde · c6 svart bonde · e6 svart bonde · f6 svart springare · d5 svart bonde · c4 vit bonde · d4 vit bonde · c3 vit springare · f3 vit springare · a2 vit bonde · b2 vit bonde · e2 vit bonde · f2 vit bonde · g2 vit bonde · h2 vit bonde · a1 vit torn · c1 vit löpare · d1 vit drottning · e1 vit kung · f1 vit löpare · h1 vit torn | a8 svart torn · b8 svart springare · c8 svart löpare · d8 svart drottning · e8 svart kung · f8 svart löpare · h8 svart torn · a7 svart bonde · b7 svart bonde · f7 svart bonde · g7 svart bonde · h7 svart bonde · c6 svart bonde · e6 svart bonde · f6 svart springare · d5 svart bonde · c4 vit bonde · d4 vit bonde · c3 vit springare · f3 vit springare · a2 vit bonde · b2 vit bonde · e2 vit bonde · f2 vit bonde · g2 vit bonde · h2 vit bonde · a1 vit torn · c1 vit löpare · d1 vit drottning · e1 vit kung · f1 vit löpare · h1 vit torn | a8 svart torn · b8 svart springare · c8 svart löpare · d8 svart drottning · e8 svart kung · f8 svart löpare · h8 svart torn · a7 svart bonde · b7 svart bonde · f7 svart bonde · g7 svart bonde · h7 svart bonde · c6 svart bonde · e6 svart bonde · f6 svart springare · d5 svart bonde · c4 vit bonde · d4 vit bonde · c3 vit springare · f3 vit springare · a2 vit bonde · b2 vit bonde · e2 vit bonde · f2 vit bonde · g2 vit bonde · h2 vit bonde · a1 vit torn · c1 vit löpare · d1 vit drottning · e1 vit kung · f1 vit löpare · h1 vit torn | a8 svart torn · b8 svart springare · c8 svart löpare · d8 svart drottning · e8 svart kung · f8 svart löpare · h8 svart torn · a7 svart bonde · b7 svart bonde · f7 svart bonde · g7 svart bonde · h7 svart bonde · c6 svart bonde · e6 svart bonde · f6 svart springare · d5 svart bonde · c4 vit bonde · d4 vit bonde · c3 vit springare · f3 vit springare · a2 vit bonde · b2 vit bonde · e2 vit bonde · f2 vit bonde · g2 vit bonde · h2 vit bonde · a1 vit torn · c1 vit löpare · d1 vit drottning · e1 vit kung · f1 vit löpare · h1 vit torn | a8 svart torn · b8 svart springare · c8 svart löpare · d8 svart drottning · e8 svart kung · f8 svart löpare · h8 svart torn · a7 svart bonde · b7 svart bonde · f7 svart bonde · g7 svart bonde · h7 svart bonde · c6 svart bonde · e6 svart bonde · f6 svart springare · d5 svart bonde · c4 vit bonde · d4 vit bonde · c3 vit springare · f3 vit springare · a2 vit bonde · b2 vit bonde · e2 vit bonde · f2 vit bonde · g2 vit bonde · h2 vit bonde · a1 vit torn · c1 vit löpare · d1 vit drottning · e1 vit kung · f1 vit löpare · h1 vit torn | a8 svart torn · b8 svart springare · c8 svart löpare · d8 svart drottning · e8 svart kung · f8 svart löpare · h8 svart torn · a7 svart bonde · b7 svart bonde · f7 svart bonde · g7 svart bonde · h7 svart bonde · c6 svart bonde · e6 svart bonde · f6 svart springare · d5 svart bonde · c4 vit bonde · d4 vit bonde · c3 vit springare · f3 vit springare · a2 vit bonde · b2 vit bonde · e2 vit bonde · f2 vit bonde · g2 vit bonde · h2 vit bonde · a1 vit torn · c1 vit löpare · d1 vit drottning · e1 vit kung · f1 vit löpare · h1 vit torn | a8 svart torn · b8 svart springare · c8 svart löpare · d8 svart drottning · e8 svart kung · f8 svart löpare · h8 svart torn · a7 svart bonde · b7 svart bonde · f7 svart bonde · g7 svart bonde · h7 svart bonde · c6 svart bonde · e6 svart bonde · f6 svart springare · d5 svart bonde · c4 vit bonde · d4 vit bonde · c3 vit springare · f3 vit springare · a2 vit bonde · b2 vit bonde · e2 vit bonde · f2 vit bonde · g2 vit bonde · h2 vit bonde · a1 vit torn · c1 vit löpare · d1 vit drottning · e1 vit kung · f1 vit löpare · h1 vit torn | 3 |
| 2 | a8 svart torn · b8 svart springare · c8 svart löpare · d8 svart drottning · e8 svart kung · f8 svart löpare · h8 svart torn · a7 svart bonde · b7 svart bonde · f7 svart bonde · g7 svart bonde · h7 svart bonde · c6 svart bonde · e6 svart bonde · f6 svart springare · d5 svart bonde · c4 vit bonde · d4 vit bonde · c3 vit springare · f3 vit springare · a2 vit bonde · b2 vit bonde · e2 vit bonde · f2 vit bonde · g2 vit bonde · h2 vit bonde · a1 vit torn · c1 vit löpare · d1 vit drottning · e1 vit kung · f1 vit löpare · h1 vit torn | a8 svart torn · b8 svart springare · c8 svart löpare · d8 svart drottning · e8 svart kung · f8 svart löpare · h8 svart torn · a7 svart bonde · b7 svart bonde · f7 svart bonde · g7 svart bonde · h7 svart bonde · c6 svart bonde · e6 svart bonde · f6 svart springare · d5 svart bonde · c4 vit bonde · d4 vit bonde · c3 vit springare · f3 vit springare · a2 vit bonde · b2 vit bonde · e2 vit bonde · f2 vit bonde · g2 vit bonde · h2 vit bonde · a1 vit torn · c1 vit löpare · d1 vit drottning · e1 vit kung · f1 vit löpare · h1 vit torn | a8 svart torn · b8 svart springare · c8 svart löpare · d8 svart drottning · e8 svart kung · f8 svart löpare · h8 svart torn · a7 svart bonde · b7 svart bonde · f7 svart bonde · g7 svart bonde · h7 svart bonde · c6 svart bonde · e6 svart bonde · f6 svart springare · d5 svart bonde · c4 vit bonde · d4 vit bonde · c3 vit springare · f3 vit springare · a2 vit bonde · b2 vit bonde · e2 vit bonde · f2 vit bonde · g2 vit bonde · h2 vit bonde · a1 vit torn · c1 vit löpare · d1 vit drottning · e1 vit kung · f1 vit löpare · h1 vit torn | a8 svart torn · b8 svart springare · c8 svart löpare · d8 svart drottning · e8 svart kung · f8 svart löpare · h8 svart torn · a7 svart bonde · b7 svart bonde · f7 svart bonde · g7 svart bonde · h7 svart bonde · c6 svart bonde · e6 svart bonde · f6 svart springare · d5 svart bonde · c4 vit bonde · d4 vit bonde · c3 vit springare · f3 vit springare · a2 vit bonde · b2 vit bonde · e2 vit bonde · f2 vit bonde · g2 vit bonde · h2 vit bonde · a1 vit torn · c1 vit löpare · d1 vit drottning · e1 vit kung · f1 vit löpare · h1 vit torn | a8 svart torn · b8 svart springare · c8 svart löpare · d8 svart drottning · e8 svart kung · f8 svart löpare · h8 svart torn · a7 svart bonde · b7 svart bonde · f7 svart bonde · g7 svart bonde · h7 svart bonde · c6 svart bonde · e6 svart bonde · f6 svart springare · d5 svart bonde · c4 vit bonde · d4 vit bonde · c3 vit springare · f3 vit springare · a2 vit bonde · b2 vit bonde · e2 vit bonde · f2 vit bonde · g2 vit bonde · h2 vit bonde · a1 vit torn · c1 vit löpare · d1 vit drottning · e1 vit kung · f1 vit löpare · h1 vit torn | a8 svart torn · b8 svart springare · c8 svart löpare · d8 svart drottning · e8 svart kung · f8 svart löpare · h8 svart torn · a7 svart bonde · b7 svart bonde · f7 svart bonde · g7 svart bonde · h7 svart bonde · c6 svart bonde · e6 svart bonde · f6 svart springare · d5 svart bonde · c4 vit bonde · d4 vit bonde · c3 vit springare · f3 vit springare · a2 vit bonde · b2 vit bonde · e2 vit bonde · f2 vit bonde · g2 vit bonde · h2 vit bonde · a1 vit torn · c1 vit löpare · d1 vit drottning · e1 vit kung · f1 vit löpare · h1 vit torn | a8 svart torn · b8 svart springare · c8 svart löpare · d8 svart drottning · e8 svart kung · f8 svart löpare · h8 svart torn · a7 svart bonde · b7 svart bonde · f7 svart bonde · g7 svart bonde · h7 svart bonde · c6 svart bonde · e6 svart bonde · f6 svart springare · d5 svart bonde · c4 vit bonde · d4 vit bonde · c3 vit springare · f3 vit springare · a2 vit bonde · b2 vit bonde · e2 vit bonde · f2 vit bonde · g2 vit bonde · h2 vit bonde · a1 vit torn · c1 vit löpare · d1 vit drottning · e1 vit kung · f1 vit löpare · h1 vit torn | a8 svart torn · b8 svart springare · c8 svart löpare · d8 svart drottning · e8 svart kung · f8 svart löpare · h8 svart torn · a7 svart bonde · b7 svart bonde · f7 svart bonde · g7 svart bonde · h7 svart bonde · c6 svart bonde · e6 svart bonde · f6 svart springare · d5 svart bonde · c4 vit bonde · d4 vit bonde · c3 vit springare · f3 vit springare · a2 vit bonde · b2 vit bonde · e2 vit bonde · f2 vit bonde · g2 vit bonde · h2 vit bonde · a1 vit torn · c1 vit löpare · d1 vit drottning · e1 vit kung · f1 vit löpare · h1 vit torn | 2 |
| 1 | a8 svart torn · b8 svart springare · c8 svart löpare · d8 svart drottning · e8 svart kung · f8 svart löpare · h8 svart torn · a7 svart bonde · b7 svart bonde · f7 svart bonde · g7 svart bonde · h7 svart bonde · c6 svart bonde · e6 svart bonde · f6 svart springare · d5 svart bonde · c4 vit bonde · d4 vit bonde · c3 vit springare · f3 vit springare · a2 vit bonde · b2 vit bonde · e2 vit bonde · f2 vit bonde · g2 vit bonde · h2 vit bonde · a1 vit torn · c1 vit löpare · d1 vit drottning · e1 vit kung · f1 vit löpare · h1 vit torn | a8 svart torn · b8 svart springare · c8 svart löpare · d8 svart drottning · e8 svart kung · f8 svart löpare · h8 svart torn · a7 svart bonde · b7 svart bonde · f7 svart bonde · g7 svart bonde · h7 svart bonde · c6 svart bonde · e6 svart bonde · f6 svart springare · d5 svart bonde · c4 vit bonde · d4 vit bonde · c3 vit springare · f3 vit springare · a2 vit bonde · b2 vit bonde · e2 vit bonde · f2 vit bonde · g2 vit bonde · h2 vit bonde · a1 vit torn · c1 vit löpare · d1 vit drottning · e1 vit kung · f1 vit löpare · h1 vit torn | a8 svart torn · b8 svart springare · c8 svart löpare · d8 svart drottning · e8 svart kung · f8 svart löpare · h8 svart torn · a7 svart bonde · b7 svart bonde · f7 svart bonde · g7 svart bonde · h7 svart bonde · c6 svart bonde · e6 svart bonde · f6 svart springare · d5 svart bonde · c4 vit bonde · d4 vit bonde · c3 vit springare · f3 vit springare · a2 vit bonde · b2 vit bonde · e2 vit bonde · f2 vit bonde · g2 vit bonde · h2 vit bonde · a1 vit torn · c1 vit löpare · d1 vit drottning · e1 vit kung · f1 vit löpare · h1 vit torn | a8 svart torn · b8 svart springare · c8 svart löpare · d8 svart drottning · e8 svart kung · f8 svart löpare · h8 svart torn · a7 svart bonde · b7 svart bonde · f7 svart bonde · g7 svart bonde · h7 svart bonde · c6 svart bonde · e6 svart bonde · f6 svart springare · d5 svart bonde · c4 vit bonde · d4 vit bonde · c3 vit springare · f3 vit springare · a2 vit bonde · b2 vit bonde · e2 vit bonde · f2 vit bonde · g2 vit bonde · h2 vit bonde · a1 vit torn · c1 vit löpare · d1 vit drottning · e1 vit kung · f1 vit löpare · h1 vit torn | a8 svart torn · b8 svart springare · c8 svart löpare · d8 svart drottning · e8 svart kung · f8 svart löpare · h8 svart torn · a7 svart bonde · b7 svart bonde · f7 svart bonde · g7 svart bonde · h7 svart bonde · c6 svart bonde · e6 svart bonde · f6 svart springare · d5 svart bonde · c4 vit bonde · d4 vit bonde · c3 vit springare · f3 vit springare · a2 vit bonde · b2 vit bonde · e2 vit bonde · f2 vit bonde · g2 vit bonde · h2 vit bonde · a1 vit torn · c1 vit löpare · d1 vit drottning · e1 vit kung · f1 vit löpare · h1 vit torn | a8 svart torn · b8 svart springare · c8 svart löpare · d8 svart drottning · e8 svart kung · f8 svart löpare · h8 svart torn · a7 svart bonde · b7 svart bonde · f7 svart bonde · g7 svart bonde · h7 svart bonde · c6 svart bonde · e6 svart bonde · f6 svart springare · d5 svart bonde · c4 vit bonde · d4 vit bonde · c3 vit springare · f3 vit springare · a2 vit bonde · b2 vit bonde · e2 vit bonde · f2 vit bonde · g2 vit bonde · h2 vit bonde · a1 vit torn · c1 vit löpare · d1 vit drottning · e1 vit kung · f1 vit löpare · h1 vit torn | a8 svart torn · b8 svart springare · c8 svart löpare · d8 svart drottning · e8 svart kung · f8 svart löpare · h8 svart torn · a7 svart bonde · b7 svart bonde · f7 svart bonde · g7 svart bonde · h7 svart bonde · c6 svart bonde · e6 svart bonde · f6 svart springare · d5 svart bonde · c4 vit bonde · d4 vit bonde · c3 vit springare · f3 vit springare · a2 vit bonde · b2 vit bonde · e2 vit bonde · f2 vit bonde · g2 vit bonde · h2 vit bonde · a1 vit torn · c1 vit löpare · d1 vit drottning · e1 vit kung · f1 vit löpare · h1 vit torn | a8 svart torn · b8 svart springare · c8 svart löpare · d8 svart drottning · e8 svart kung · f8 svart löpare · h8 svart torn · a7 svart bonde · b7 svart bonde · f7 svart bonde · g7 svart bonde · h7 svart bonde · c6 svart bonde · e6 svart bonde · f6 svart springare · d5 svart bonde · c4 vit bonde · d4 vit bonde · c3 vit springare · f3 vit springare · a2 vit bonde · b2 vit bonde · e2 vit bonde · f2 vit bonde · g2 vit bonde · h2 vit bonde · a1 vit torn · c1 vit löpare · d1 vit drottning · e1 vit kung · f1 vit löpare · h1 vit torn | 1 |
|   | a | b | c | d | e | f | g | h |   |

|   | a | b | c | d | e | f | g | h |   |
| 8 | a8 svart torn · c8 svart löpare · d8 svart drottning · e8 svart kung · f8 svart löpare · g8 svart springare · h8 svart torn · a7 svart bonde · b7 svart bonde · c7 svart bonde · e7 svart bonde · f7 svart bonde · g7 svart bonde · h7 svart bonde · c6 svart springare · d5 svart bonde · c4 vit bonde · d4 vit bonde · a2 vit bonde · b2 vit bonde · e2 vit bonde · f2 vit bonde · g2 vit bonde · h2 vit bonde · a1 vit torn · b1 vit springare · c1 vit löpare · d1 vit drottning · e1 vit kung · f1 vit löpare · g1 vit springare · h1 vit torn | a8 svart torn · c8 svart löpare · d8 svart drottning · e8 svart kung · f8 svart löpare · g8 svart springare · h8 svart torn · a7 svart bonde · b7 svart bonde · c7 svart bonde · e7 svart bonde · f7 svart bonde · g7 svart bonde · h7 svart bonde · c6 svart springare · d5 svart bonde · c4 vit bonde · d4 vit bonde · a2 vit bonde · b2 vit bonde · e2 vit bonde · f2 vit bonde · g2 vit bonde · h2 vit bonde · a1 vit torn · b1 vit springare · c1 vit löpare · d1 vit drottning · e1 vit kung · f1 vit löpare · g1 vit springare · h1 vit torn | a8 svart torn · c8 svart löpare · d8 svart drottning · e8 svart kung · f8 svart löpare · g8 svart springare · h8 svart torn · a7 svart bonde · b7 svart bonde · c7 svart bonde · e7 svart bonde · f7 svart bonde · g7 svart bonde · h7 svart bonde · c6 svart springare · d5 svart bonde · c4 vit bonde · d4 vit bonde · a2 vit bonde · b2 vit bonde · e2 vit bonde · f2 vit bonde · g2 vit bonde · h2 vit bonde · a1 vit torn · b1 vit springare · c1 vit löpare · d1 vit drottning · e1 vit kung · f1 vit löpare · g1 vit springare · h1 vit torn | a8 svart torn · c8 svart löpare · d8 svart drottning · e8 svart kung · f8 svart löpare · g8 svart springare · h8 svart torn · a7 svart bonde · b7 svart bonde · c7 svart bonde · e7 svart bonde · f7 svart bonde · g7 svart bonde · h7 svart bonde · c6 svart springare · d5 svart bonde · c4 vit bonde · d4 vit bonde · a2 vit bonde · b2 vit bonde · e2 vit bonde · f2 vit bonde · g2 vit bonde · h2 vit bonde · a1 vit torn · b1 vit springare · c1 vit löpare · d1 vit drottning · e1 vit kung · f1 vit löpare · g1 vit springare · h1 vit torn | a8 svart torn · c8 svart löpare · d8 svart drottning · e8 svart kung · f8 svart löpare · g8 svart springare · h8 svart torn · a7 svart bonde · b7 svart bonde · c7 svart bonde · e7 svart bonde · f7 svart bonde · g7 svart bonde · h7 svart bonde · c6 svart springare · d5 svart bonde · c4 vit bonde · d4 vit bonde · a2 vit bonde · b2 vit bonde · e2 vit bonde · f2 vit bonde · g2 vit bonde · h2 vit bonde · a1 vit torn · b1 vit springare · c1 vit löpare · d1 vit drottning · e1 vit kung · f1 vit löpare · g1 vit springare · h1 vit torn | a8 svart torn · c8 svart löpare · d8 svart drottning · e8 svart kung · f8 svart löpare · g8 svart springare · h8 svart torn · a7 svart bonde · b7 svart bonde · c7 svart bonde · e7 svart bonde · f7 svart bonde · g7 svart bonde · h7 svart bonde · c6 svart springare · d5 svart bonde · c4 vit bonde · d4 vit bonde · a2 vit bonde · b2 vit bonde · e2 vit bonde · f2 vit bonde · g2 vit bonde · h2 vit bonde · a1 vit torn · b1 vit springare · c1 vit löpare · d1 vit drottning · e1 vit kung · f1 vit löpare · g1 vit springare · h1 vit torn | a8 svart torn · c8 svart löpare · d8 svart drottning · e8 svart kung · f8 svart löpare · g8 svart springare · h8 svart torn · a7 svart bonde · b7 svart bonde · c7 svart bonde · e7 svart bonde · f7 svart bonde · g7 svart bonde · h7 svart bonde · c6 svart springare · d5 svart bonde · c4 vit bonde · d4 vit bonde · a2 vit bonde · b2 vit bonde · e2 vit bonde · f2 vit bonde · g2 vit bonde · h2 vit bonde · a1 vit torn · b1 vit springare · c1 vit löpare · d1 vit drottning · e1 vit kung · f1 vit löpare · g1 vit springare · h1 vit torn | a8 svart torn · c8 svart löpare · d8 svart drottning · e8 svart kung · f8 svart löpare · g8 svart springare · h8 svart torn · a7 svart bonde · b7 svart bonde · c7 svart bonde · e7 svart bonde · f7 svart bonde · g7 svart bonde · h7 svart bonde · c6 svart springare · d5 svart bonde · c4 vit bonde · d4 vit bonde · a2 vit bonde · b2 vit bonde · e2 vit bonde · f2 vit bonde · g2 vit bonde · h2 vit bonde · a1 vit torn · b1 vit springare · c1 vit löpare · d1 vit drottning · e1 vit kung · f1 vit löpare · g1 vit springare · h1 vit torn | 8 |
| 7 | a8 svart torn · c8 svart löpare · d8 svart drottning · e8 svart kung · f8 svart löpare · g8 svart springare · h8 svart torn · a7 svart bonde · b7 svart bonde · c7 svart bonde · e7 svart bonde · f7 svart bonde · g7 svart bonde · h7 svart bonde · c6 svart springare · d5 svart bonde · c4 vit bonde · d4 vit bonde · a2 vit bonde · b2 vit bonde · e2 vit bonde · f2 vit bonde · g2 vit bonde · h2 vit bonde · a1 vit torn · b1 vit springare · c1 vit löpare · d1 vit drottning · e1 vit kung · f1 vit löpare · g1 vit springare · h1 vit torn | a8 svart torn · c8 svart löpare · d8 svart drottning · e8 svart kung · f8 svart löpare · g8 svart springare · h8 svart torn · a7 svart bonde · b7 svart bonde · c7 svart bonde · e7 svart bonde · f7 svart bonde · g7 svart bonde · h7 svart bonde · c6 svart springare · d5 svart bonde · c4 vit bonde · d4 vit bonde · a2 vit bonde · b2 vit bonde · e2 vit bonde · f2 vit bonde · g2 vit bonde · h2 vit bonde · a1 vit torn · b1 vit springare · c1 vit löpare · d1 vit drottning · e1 vit kung · f1 vit löpare · g1 vit springare · h1 vit torn | a8 svart torn · c8 svart löpare · d8 svart drottning · e8 svart kung · f8 svart löpare · g8 svart springare · h8 svart torn · a7 svart bonde · b7 svart bonde · c7 svart bonde · e7 svart bonde · f7 svart bonde · g7 svart bonde · h7 svart bonde · c6 svart springare · d5 svart bonde · c4 vit bonde · d4 vit bonde · a2 vit bonde · b2 vit bonde · e2 vit bonde · f2 vit bonde · g2 vit bonde · h2 vit bonde · a1 vit torn · b1 vit springare · c1 vit löpare · d1 vit drottning · e1 vit kung · f1 vit löpare · g1 vit springare · h1 vit torn | a8 svart torn · c8 svart löpare · d8 svart drottning · e8 svart kung · f8 svart löpare · g8 svart springare · h8 svart torn · a7 svart bonde · b7 svart bonde · c7 svart bonde · e7 svart bonde · f7 svart bonde · g7 svart bonde · h7 svart bonde · c6 svart springare · d5 svart bonde · c4 vit bonde · d4 vit bonde · a2 vit bonde · b2 vit bonde · e2 vit bonde · f2 vit bonde · g2 vit bonde · h2 vit bonde · a1 vit torn · b1 vit springare · c1 vit löpare · d1 vit drottning · e1 vit kung · f1 vit löpare · g1 vit springare · h1 vit torn | a8 svart torn · c8 svart löpare · d8 svart drottning · e8 svart kung · f8 svart löpare · g8 svart springare · h8 svart torn · a7 svart bonde · b7 svart bonde · c7 svart bonde · e7 svart bonde · f7 svart bonde · g7 svart bonde · h7 svart bonde · c6 svart springare · d5 svart bonde · c4 vit bonde · d4 vit bonde · a2 vit bonde · b2 vit bonde · e2 vit bonde · f2 vit bonde · g2 vit bonde · h2 vit bonde · a1 vit torn · b1 vit springare · c1 vit löpare · d1 vit drottning · e1 vit kung · f1 vit löpare · g1 vit springare · h1 vit torn | a8 svart torn · c8 svart löpare · d8 svart drottning · e8 svart kung · f8 svart löpare · g8 svart springare · h8 svart torn · a7 svart bonde · b7 svart bonde · c7 svart bonde · e7 svart bonde · f7 svart bonde · g7 svart bonde · h7 svart bonde · c6 svart springare · d5 svart bonde · c4 vit bonde · d4 vit bonde · a2 vit bonde · b2 vit bonde · e2 vit bonde · f2 vit bonde · g2 vit bonde · h2 vit bonde · a1 vit torn · b1 vit springare · c1 vit löpare · d1 vit drottning · e1 vit kung · f1 vit löpare · g1 vit springare · h1 vit torn | a8 svart torn · c8 svart löpare · d8 svart drottning · e8 svart kung · f8 svart löpare · g8 svart springare · h8 svart torn · a7 svart bonde · b7 svart bonde · c7 svart bonde · e7 svart bonde · f7 svart bonde · g7 svart bonde · h7 svart bonde · c6 svart springare · d5 svart bonde · c4 vit bonde · d4 vit bonde · a2 vit bonde · b2 vit bonde · e2 vit bonde · f2 vit bonde · g2 vit bonde · h2 vit bonde · a1 vit torn · b1 vit springare · c1 vit löpare · d1 vit drottning · e1 vit kung · f1 vit löpare · g1 vit springare · h1 vit torn | a8 svart torn · c8 svart löpare · d8 svart drottning · e8 svart kung · f8 svart löpare · g8 svart springare · h8 svart torn · a7 svart bonde · b7 svart bonde · c7 svart bonde · e7 svart bonde · f7 svart bonde · g7 svart bonde · h7 svart bonde · c6 svart springare · d5 svart bonde · c4 vit bonde · d4 vit bonde · a2 vit bonde · b2 vit bonde · e2 vit bonde · f2 vit bonde · g2 vit bonde · h2 vit bonde · a1 vit torn · b1 vit springare · c1 vit löpare · d1 vit drottning · e1 vit kung · f1 vit löpare · g1 vit springare · h1 vit torn | 7 |
| 6 | a8 svart torn · c8 svart löpare · d8 svart drottning · e8 svart kung · f8 svart löpare · g8 svart springare · h8 svart torn · a7 svart bonde · b7 svart bonde · c7 svart bonde · e7 svart bonde · f7 svart bonde · g7 svart bonde · h7 svart bonde · c6 svart springare · d5 svart bonde · c4 vit bonde · d4 vit bonde · a2 vit bonde · b2 vit bonde · e2 vit bonde · f2 vit bonde · g2 vit bonde · h2 vit bonde · a1 vit torn · b1 vit springare · c1 vit löpare · d1 vit drottning · e1 vit kung · f1 vit löpare · g1 vit springare · h1 vit torn | a8 svart torn · c8 svart löpare · d8 svart drottning · e8 svart kung · f8 svart löpare · g8 svart springare · h8 svart torn · a7 svart bonde · b7 svart bonde · c7 svart bonde · e7 svart bonde · f7 svart bonde · g7 svart bonde · h7 svart bonde · c6 svart springare · d5 svart bonde · c4 vit bonde · d4 vit bonde · a2 vit bonde · b2 vit bonde · e2 vit bonde · f2 vit bonde · g2 vit bonde · h2 vit bonde · a1 vit torn · b1 vit springare · c1 vit löpare · d1 vit drottning · e1 vit kung · f1 vit löpare · g1 vit springare · h1 vit torn | a8 svart torn · c8 svart löpare · d8 svart drottning · e8 svart kung · f8 svart löpare · g8 svart springare · h8 svart torn · a7 svart bonde · b7 svart bonde · c7 svart bonde · e7 svart bonde · f7 svart bonde · g7 svart bonde · h7 svart bonde · c6 svart springare · d5 svart bonde · c4 vit bonde · d4 vit bonde · a2 vit bonde · b2 vit bonde · e2 vit bonde · f2 vit bonde · g2 vit bonde · h2 vit bonde · a1 vit torn · b1 vit springare · c1 vit löpare · d1 vit drottning · e1 vit kung · f1 vit löpare · g1 vit springare · h1 vit torn | a8 svart torn · c8 svart löpare · d8 svart drottning · e8 svart kung · f8 svart löpare · g8 svart springare · h8 svart torn · a7 svart bonde · b7 svart bonde · c7 svart bonde · e7 svart bonde · f7 svart bonde · g7 svart bonde · h7 svart bonde · c6 svart springare · d5 svart bonde · c4 vit bonde · d4 vit bonde · a2 vit bonde · b2 vit bonde · e2 vit bonde · f2 vit bonde · g2 vit bonde · h2 vit bonde · a1 vit torn · b1 vit springare · c1 vit löpare · d1 vit drottning · e1 vit kung · f1 vit löpare · g1 vit springare · h1 vit torn | a8 svart torn · c8 svart löpare · d8 svart drottning · e8 svart kung · f8 svart löpare · g8 svart springare · h8 svart torn · a7 svart bonde · b7 svart bonde · c7 svart bonde · e7 svart bonde · f7 svart bonde · g7 svart bonde · h7 svart bonde · c6 svart springare · d5 svart bonde · c4 vit bonde · d4 vit bonde · a2 vit bonde · b2 vit bonde · e2 vit bonde · f2 vit bonde · g2 vit bonde · h2 vit bonde · a1 vit torn · b1 vit springare · c1 vit löpare · d1 vit drottning · e1 vit kung · f1 vit löpare · g1 vit springare · h1 vit torn | a8 svart torn · c8 svart löpare · d8 svart drottning · e8 svart kung · f8 svart löpare · g8 svart springare · h8 svart torn · a7 svart bonde · b7 svart bonde · c7 svart bonde · e7 svart bonde · f7 svart bonde · g7 svart bonde · h7 svart bonde · c6 svart springare · d5 svart bonde · c4 vit bonde · d4 vit bonde · a2 vit bonde · b2 vit bonde · e2 vit bonde · f2 vit bonde · g2 vit bonde · h2 vit bonde · a1 vit torn · b1 vit springare · c1 vit löpare · d1 vit drottning · e1 vit kung · f1 vit löpare · g1 vit springare · h1 vit torn | a8 svart torn · c8 svart löpare · d8 svart drottning · e8 svart kung · f8 svart löpare · g8 svart springare · h8 svart torn · a7 svart bonde · b7 svart bonde · c7 svart bonde · e7 svart bonde · f7 svart bonde · g7 svart bonde · h7 svart bonde · c6 svart springare · d5 svart bonde · c4 vit bonde · d4 vit bonde · a2 vit bonde · b2 vit bonde · e2 vit bonde · f2 vit bonde · g2 vit bonde · h2 vit bonde · a1 vit torn · b1 vit springare · c1 vit löpare · d1 vit drottning · e1 vit kung · f1 vit löpare · g1 vit springare · h1 vit torn | a8 svart torn · c8 svart löpare · d8 svart drottning · e8 svart kung · f8 svart löpare · g8 svart springare · h8 svart torn · a7 svart bonde · b7 svart bonde · c7 svart bonde · e7 svart bonde · f7 svart bonde · g7 svart bonde · h7 svart bonde · c6 svart springare · d5 svart bonde · c4 vit bonde · d4 vit bonde · a2 vit bonde · b2 vit bonde · e2 vit bonde · f2 vit bonde · g2 vit bonde · h2 vit bonde · a1 vit torn · b1 vit springare · c1 vit löpare · d1 vit drottning · e1 vit kung · f1 vit löpare · g1 vit springare · h1 vit torn | 6 |
| 5 | a8 svart torn · c8 svart löpare · d8 svart drottning · e8 svart kung · f8 svart löpare · g8 svart springare · h8 svart torn · a7 svart bonde · b7 svart bonde · c7 svart bonde · e7 svart bonde · f7 svart bonde · g7 svart bonde · h7 svart bonde · c6 svart springare · d5 svart bonde · c4 vit bonde · d4 vit bonde · a2 vit bonde · b2 vit bonde · e2 vit bonde · f2 vit bonde · g2 vit bonde · h2 vit bonde · a1 vit torn · b1 vit springare · c1 vit löpare · d1 vit drottning · e1 vit kung · f1 vit löpare · g1 vit springare · h1 vit torn | a8 svart torn · c8 svart löpare · d8 svart drottning · e8 svart kung · f8 svart löpare · g8 svart springare · h8 svart torn · a7 svart bonde · b7 svart bonde · c7 svart bonde · e7 svart bonde · f7 svart bonde · g7 svart bonde · h7 svart bonde · c6 svart springare · d5 svart bonde · c4 vit bonde · d4 vit bonde · a2 vit bonde · b2 vit bonde · e2 vit bonde · f2 vit bonde · g2 vit bonde · h2 vit bonde · a1 vit torn · b1 vit springare · c1 vit löpare · d1 vit drottning · e1 vit kung · f1 vit löpare · g1 vit springare · h1 vit torn | a8 svart torn · c8 svart löpare · d8 svart drottning · e8 svart kung · f8 svart löpare · g8 svart springare · h8 svart torn · a7 svart bonde · b7 svart bonde · c7 svart bonde · e7 svart bonde · f7 svart bonde · g7 svart bonde · h7 svart bonde · c6 svart springare · d5 svart bonde · c4 vit bonde · d4 vit bonde · a2 vit bonde · b2 vit bonde · e2 vit bonde · f2 vit bonde · g2 vit bonde · h2 vit bonde · a1 vit torn · b1 vit springare · c1 vit löpare · d1 vit drottning · e1 vit kung · f1 vit löpare · g1 vit springare · h1 vit torn | a8 svart torn · c8 svart löpare · d8 svart drottning · e8 svart kung · f8 svart löpare · g8 svart springare · h8 svart torn · a7 svart bonde · b7 svart bonde · c7 svart bonde · e7 svart bonde · f7 svart bonde · g7 svart bonde · h7 svart bonde · c6 svart springare · d5 svart bonde · c4 vit bonde · d4 vit bonde · a2 vit bonde · b2 vit bonde · e2 vit bonde · f2 vit bonde · g2 vit bonde · h2 vit bonde · a1 vit torn · b1 vit springare · c1 vit löpare · d1 vit drottning · e1 vit kung · f1 vit löpare · g1 vit springare · h1 vit torn | a8 svart torn · c8 svart löpare · d8 svart drottning · e8 svart kung · f8 svart löpare · g8 svart springare · h8 svart torn · a7 svart bonde · b7 svart bonde · c7 svart bonde · e7 svart bonde · f7 svart bonde · g7 svart bonde · h7 svart bonde · c6 svart springare · d5 svart bonde · c4 vit bonde · d4 vit bonde · a2 vit bonde · b2 vit bonde · e2 vit bonde · f2 vit bonde · g2 vit bonde · h2 vit bonde · a1 vit torn · b1 vit springare · c1 vit löpare · d1 vit drottning · e1 vit kung · f1 vit löpare · g1 vit springare · h1 vit torn | a8 svart torn · c8 svart löpare · d8 svart drottning · e8 svart kung · f8 svart löpare · g8 svart springare · h8 svart torn · a7 svart bonde · b7 svart bonde · c7 svart bonde · e7 svart bonde · f7 svart bonde · g7 svart bonde · h7 svart bonde · c6 svart springare · d5 svart bonde · c4 vit bonde · d4 vit bonde · a2 vit bonde · b2 vit bonde · e2 vit bonde · f2 vit bonde · g2 vit bonde · h2 vit bonde · a1 vit torn · b1 vit springare · c1 vit löpare · d1 vit drottning · e1 vit kung · f1 vit löpare · g1 vit springare · h1 vit torn | a8 svart torn · c8 svart löpare · d8 svart drottning · e8 svart kung · f8 svart löpare · g8 svart springare · h8 svart torn · a7 svart bonde · b7 svart bonde · c7 svart bonde · e7 svart bonde · f7 svart bonde · g7 svart bonde · h7 svart bonde · c6 svart springare · d5 svart bonde · c4 vit bonde · d4 vit bonde · a2 vit bonde · b2 vit bonde · e2 vit bonde · f2 vit bonde · g2 vit bonde · h2 vit bonde · a1 vit torn · b1 vit springare · c1 vit löpare · d1 vit drottning · e1 vit kung · f1 vit löpare · g1 vit springare · h1 vit torn | a8 svart torn · c8 svart löpare · d8 svart drottning · e8 svart kung · f8 svart löpare · g8 svart springare · h8 svart torn · a7 svart bonde · b7 svart bonde · c7 svart bonde · e7 svart bonde · f7 svart bonde · g7 svart bonde · h7 svart bonde · c6 svart springare · d5 svart bonde · c4 vit bonde · d4 vit bonde · a2 vit bonde · b2 vit bonde · e2 vit bonde · f2 vit bonde · g2 vit bonde · h2 vit bonde · a1 vit torn · b1 vit springare · c1 vit löpare · d1 vit drottning · e1 vit kung · f1 vit löpare · g1 vit springare · h1 vit torn | 5 |
| 4 | a8 svart torn · c8 svart löpare · d8 svart drottning · e8 svart kung · f8 svart löpare · g8 svart springare · h8 svart torn · a7 svart bonde · b7 svart bonde · c7 svart bonde · e7 svart bonde · f7 svart bonde · g7 svart bonde · h7 svart bonde · c6 svart springare · d5 svart bonde · c4 vit bonde · d4 vit bonde · a2 vit bonde · b2 vit bonde · e2 vit bonde · f2 vit bonde · g2 vit bonde · h2 vit bonde · a1 vit torn · b1 vit springare · c1 vit löpare · d1 vit drottning · e1 vit kung · f1 vit löpare · g1 vit springare · h1 vit torn | a8 svart torn · c8 svart löpare · d8 svart drottning · e8 svart kung · f8 svart löpare · g8 svart springare · h8 svart torn · a7 svart bonde · b7 svart bonde · c7 svart bonde · e7 svart bonde · f7 svart bonde · g7 svart bonde · h7 svart bonde · c6 svart springare · d5 svart bonde · c4 vit bonde · d4 vit bonde · a2 vit bonde · b2 vit bonde · e2 vit bonde · f2 vit bonde · g2 vit bonde · h2 vit bonde · a1 vit torn · b1 vit springare · c1 vit löpare · d1 vit drottning · e1 vit kung · f1 vit löpare · g1 vit springare · h1 vit torn | a8 svart torn · c8 svart löpare · d8 svart drottning · e8 svart kung · f8 svart löpare · g8 svart springare · h8 svart torn · a7 svart bonde · b7 svart bonde · c7 svart bonde · e7 svart bonde · f7 svart bonde · g7 svart bonde · h7 svart bonde · c6 svart springare · d5 svart bonde · c4 vit bonde · d4 vit bonde · a2 vit bonde · b2 vit bonde · e2 vit bonde · f2 vit bonde · g2 vit bonde · h2 vit bonde · a1 vit torn · b1 vit springare · c1 vit löpare · d1 vit drottning · e1 vit kung · f1 vit löpare · g1 vit springare · h1 vit torn | a8 svart torn · c8 svart löpare · d8 svart drottning · e8 svart kung · f8 svart löpare · g8 svart springare · h8 svart torn · a7 svart bonde · b7 svart bonde · c7 svart bonde · e7 svart bonde · f7 svart bonde · g7 svart bonde · h7 svart bonde · c6 svart springare · d5 svart bonde · c4 vit bonde · d4 vit bonde · a2 vit bonde · b2 vit bonde · e2 vit bonde · f2 vit bonde · g2 vit bonde · h2 vit bonde · a1 vit torn · b1 vit springare · c1 vit löpare · d1 vit drottning · e1 vit kung · f1 vit löpare · g1 vit springare · h1 vit torn | a8 svart torn · c8 svart löpare · d8 svart drottning · e8 svart kung · f8 svart löpare · g8 svart springare · h8 svart torn · a7 svart bonde · b7 svart bonde · c7 svart bonde · e7 svart bonde · f7 svart bonde · g7 svart bonde · h7 svart bonde · c6 svart springare · d5 svart bonde · c4 vit bonde · d4 vit bonde · a2 vit bonde · b2 vit bonde · e2 vit bonde · f2 vit bonde · g2 vit bonde · h2 vit bonde · a1 vit torn · b1 vit springare · c1 vit löpare · d1 vit drottning · e1 vit kung · f1 vit löpare · g1 vit springare · h1 vit torn | a8 svart torn · c8 svart löpare · d8 svart drottning · e8 svart kung · f8 svart löpare · g8 svart springare · h8 svart torn · a7 svart bonde · b7 svart bonde · c7 svart bonde · e7 svart bonde · f7 svart bonde · g7 svart bonde · h7 svart bonde · c6 svart springare · d5 svart bonde · c4 vit bonde · d4 vit bonde · a2 vit bonde · b2 vit bonde · e2 vit bonde · f2 vit bonde · g2 vit bonde · h2 vit bonde · a1 vit torn · b1 vit springare · c1 vit löpare · d1 vit drottning · e1 vit kung · f1 vit löpare · g1 vit springare · h1 vit torn | a8 svart torn · c8 svart löpare · d8 svart drottning · e8 svart kung · f8 svart löpare · g8 svart springare · h8 svart torn · a7 svart bonde · b7 svart bonde · c7 svart bonde · e7 svart bonde · f7 svart bonde · g7 svart bonde · h7 svart bonde · c6 svart springare · d5 svart bonde · c4 vit bonde · d4 vit bonde · a2 vit bonde · b2 vit bonde · e2 vit bonde · f2 vit bonde · g2 vit bonde · h2 vit bonde · a1 vit torn · b1 vit springare · c1 vit löpare · d1 vit drottning · e1 vit kung · f1 vit löpare · g1 vit springare · h1 vit torn | a8 svart torn · c8 svart löpare · d8 svart drottning · e8 svart kung · f8 svart löpare · g8 svart springare · h8 svart torn · a7 svart bonde · b7 svart bonde · c7 svart bonde · e7 svart bonde · f7 svart bonde · g7 svart bonde · h7 svart bonde · c6 svart springare · d5 svart bonde · c4 vit bonde · d4 vit bonde · a2 vit bonde · b2 vit bonde · e2 vit bonde · f2 vit bonde · g2 vit bonde · h2 vit bonde · a1 vit torn · b1 vit springare · c1 vit löpare · d1 vit drottning · e1 vit kung · f1 vit löpare · g1 vit springare · h1 vit torn | 4 |
| 3 | a8 svart torn · c8 svart löpare · d8 svart drottning · e8 svart kung · f8 svart löpare · g8 svart springare · h8 svart torn · a7 svart bonde · b7 svart bonde · c7 svart bonde · e7 svart bonde · f7 svart bonde · g7 svart bonde · h7 svart bonde · c6 svart springare · d5 svart bonde · c4 vit bonde · d4 vit bonde · a2 vit bonde · b2 vit bonde · e2 vit bonde · f2 vit bonde · g2 vit bonde · h2 vit bonde · a1 vit torn · b1 vit springare · c1 vit löpare · d1 vit drottning · e1 vit kung · f1 vit löpare · g1 vit springare · h1 vit torn | a8 svart torn · c8 svart löpare · d8 svart drottning · e8 svart kung · f8 svart löpare · g8 svart springare · h8 svart torn · a7 svart bonde · b7 svart bonde · c7 svart bonde · e7 svart bonde · f7 svart bonde · g7 svart bonde · h7 svart bonde · c6 svart springare · d5 svart bonde · c4 vit bonde · d4 vit bonde · a2 vit bonde · b2 vit bonde · e2 vit bonde · f2 vit bonde · g2 vit bonde · h2 vit bonde · a1 vit torn · b1 vit springare · c1 vit löpare · d1 vit drottning · e1 vit kung · f1 vit löpare · g1 vit springare · h1 vit torn | a8 svart torn · c8 svart löpare · d8 svart drottning · e8 svart kung · f8 svart löpare · g8 svart springare · h8 svart torn · a7 svart bonde · b7 svart bonde · c7 svart bonde · e7 svart bonde · f7 svart bonde · g7 svart bonde · h7 svart bonde · c6 svart springare · d5 svart bonde · c4 vit bonde · d4 vit bonde · a2 vit bonde · b2 vit bonde · e2 vit bonde · f2 vit bonde · g2 vit bonde · h2 vit bonde · a1 vit torn · b1 vit springare · c1 vit löpare · d1 vit drottning · e1 vit kung · f1 vit löpare · g1 vit springare · h1 vit torn | a8 svart torn · c8 svart löpare · d8 svart drottning · e8 svart kung · f8 svart löpare · g8 svart springare · h8 svart torn · a7 svart bonde · b7 svart bonde · c7 svart bonde · e7 svart bonde · f7 svart bonde · g7 svart bonde · h7 svart bonde · c6 svart springare · d5 svart bonde · c4 vit bonde · d4 vit bonde · a2 vit bonde · b2 vit bonde · e2 vit bonde · f2 vit bonde · g2 vit bonde · h2 vit bonde · a1 vit torn · b1 vit springare · c1 vit löpare · d1 vit drottning · e1 vit kung · f1 vit löpare · g1 vit springare · h1 vit torn | a8 svart torn · c8 svart löpare · d8 svart drottning · e8 svart kung · f8 svart löpare · g8 svart springare · h8 svart torn · a7 svart bonde · b7 svart bonde · c7 svart bonde · e7 svart bonde · f7 svart bonde · g7 svart bonde · h7 svart bonde · c6 svart springare · d5 svart bonde · c4 vit bonde · d4 vit bonde · a2 vit bonde · b2 vit bonde · e2 vit bonde · f2 vit bonde · g2 vit bonde · h2 vit bonde · a1 vit torn · b1 vit springare · c1 vit löpare · d1 vit drottning · e1 vit kung · f1 vit löpare · g1 vit springare · h1 vit torn | a8 svart torn · c8 svart löpare · d8 svart drottning · e8 svart kung · f8 svart löpare · g8 svart springare · h8 svart torn · a7 svart bonde · b7 svart bonde · c7 svart bonde · e7 svart bonde · f7 svart bonde · g7 svart bonde · h7 svart bonde · c6 svart springare · d5 svart bonde · c4 vit bonde · d4 vit bonde · a2 vit bonde · b2 vit bonde · e2 vit bonde · f2 vit bonde · g2 vit bonde · h2 vit bonde · a1 vit torn · b1 vit springare · c1 vit löpare · d1 vit drottning · e1 vit kung · f1 vit löpare · g1 vit springare · h1 vit torn | a8 svart torn · c8 svart löpare · d8 svart drottning · e8 svart kung · f8 svart löpare · g8 svart springare · h8 svart torn · a7 svart bonde · b7 svart bonde · c7 svart bonde · e7 svart bonde · f7 svart bonde · g7 svart bonde · h7 svart bonde · c6 svart springare · d5 svart bonde · c4 vit bonde · d4 vit bonde · a2 vit bonde · b2 vit bonde · e2 vit bonde · f2 vit bonde · g2 vit bonde · h2 vit bonde · a1 vit torn · b1 vit springare · c1 vit löpare · d1 vit drottning · e1 vit kung · f1 vit löpare · g1 vit springare · h1 vit torn | a8 svart torn · c8 svart löpare · d8 svart drottning · e8 svart kung · f8 svart löpare · g8 svart springare · h8 svart torn · a7 svart bonde · b7 svart bonde · c7 svart bonde · e7 svart bonde · f7 svart bonde · g7 svart bonde · h7 svart bonde · c6 svart springare · d5 svart bonde · c4 vit bonde · d4 vit bonde · a2 vit bonde · b2 vit bonde · e2 vit bonde · f2 vit bonde · g2 vit bonde · h2 vit bonde · a1 vit torn · b1 vit springare · c1 vit löpare · d1 vit drottning · e1 vit kung · f1 vit löpare · g1 vit springare · h1 vit torn | 3 |
| 2 | a8 svart torn · c8 svart löpare · d8 svart drottning · e8 svart kung · f8 svart löpare · g8 svart springare · h8 svart torn · a7 svart bonde · b7 svart bonde · c7 svart bonde · e7 svart bonde · f7 svart bonde · g7 svart bonde · h7 svart bonde · c6 svart springare · d5 svart bonde · c4 vit bonde · d4 vit bonde · a2 vit bonde · b2 vit bonde · e2 vit bonde · f2 vit bonde · g2 vit bonde · h2 vit bonde · a1 vit torn · b1 vit springare · c1 vit löpare · d1 vit drottning · e1 vit kung · f1 vit löpare · g1 vit springare · h1 vit torn | a8 svart torn · c8 svart löpare · d8 svart drottning · e8 svart kung · f8 svart löpare · g8 svart springare · h8 svart torn · a7 svart bonde · b7 svart bonde · c7 svart bonde · e7 svart bonde · f7 svart bonde · g7 svart bonde · h7 svart bonde · c6 svart springare · d5 svart bonde · c4 vit bonde · d4 vit bonde · a2 vit bonde · b2 vit bonde · e2 vit bonde · f2 vit bonde · g2 vit bonde · h2 vit bonde · a1 vit torn · b1 vit springare · c1 vit löpare · d1 vit drottning · e1 vit kung · f1 vit löpare · g1 vit springare · h1 vit torn | a8 svart torn · c8 svart löpare · d8 svart drottning · e8 svart kung · f8 svart löpare · g8 svart springare · h8 svart torn · a7 svart bonde · b7 svart bonde · c7 svart bonde · e7 svart bonde · f7 svart bonde · g7 svart bonde · h7 svart bonde · c6 svart springare · d5 svart bonde · c4 vit bonde · d4 vit bonde · a2 vit bonde · b2 vit bonde · e2 vit bonde · f2 vit bonde · g2 vit bonde · h2 vit bonde · a1 vit torn · b1 vit springare · c1 vit löpare · d1 vit drottning · e1 vit kung · f1 vit löpare · g1 vit springare · h1 vit torn | a8 svart torn · c8 svart löpare · d8 svart drottning · e8 svart kung · f8 svart löpare · g8 svart springare · h8 svart torn · a7 svart bonde · b7 svart bonde · c7 svart bonde · e7 svart bonde · f7 svart bonde · g7 svart bonde · h7 svart bonde · c6 svart springare · d5 svart bonde · c4 vit bonde · d4 vit bonde · a2 vit bonde · b2 vit bonde · e2 vit bonde · f2 vit bonde · g2 vit bonde · h2 vit bonde · a1 vit torn · b1 vit springare · c1 vit löpare · d1 vit drottning · e1 vit kung · f1 vit löpare · g1 vit springare · h1 vit torn | a8 svart torn · c8 svart löpare · d8 svart drottning · e8 svart kung · f8 svart löpare · g8 svart springare · h8 svart torn · a7 svart bonde · b7 svart bonde · c7 svart bonde · e7 svart bonde · f7 svart bonde · g7 svart bonde · h7 svart bonde · c6 svart springare · d5 svart bonde · c4 vit bonde · d4 vit bonde · a2 vit bonde · b2 vit bonde · e2 vit bonde · f2 vit bonde · g2 vit bonde · h2 vit bonde · a1 vit torn · b1 vit springare · c1 vit löpare · d1 vit drottning · e1 vit kung · f1 vit löpare · g1 vit springare · h1 vit torn | a8 svart torn · c8 svart löpare · d8 svart drottning · e8 svart kung · f8 svart löpare · g8 svart springare · h8 svart torn · a7 svart bonde · b7 svart bonde · c7 svart bonde · e7 svart bonde · f7 svart bonde · g7 svart bonde · h7 svart bonde · c6 svart springare · d5 svart bonde · c4 vit bonde · d4 vit bonde · a2 vit bonde · b2 vit bonde · e2 vit bonde · f2 vit bonde · g2 vit bonde · h2 vit bonde · a1 vit torn · b1 vit springare · c1 vit löpare · d1 vit drottning · e1 vit kung · f1 vit löpare · g1 vit springare · h1 vit torn | a8 svart torn · c8 svart löpare · d8 svart drottning · e8 svart kung · f8 svart löpare · g8 svart springare · h8 svart torn · a7 svart bonde · b7 svart bonde · c7 svart bonde · e7 svart bonde · f7 svart bonde · g7 svart bonde · h7 svart bonde · c6 svart springare · d5 svart bonde · c4 vit bonde · d4 vit bonde · a2 vit bonde · b2 vit bonde · e2 vit bonde · f2 vit bonde · g2 vit bonde · h2 vit bonde · a1 vit torn · b1 vit springare · c1 vit löpare · d1 vit drottning · e1 vit kung · f1 vit löpare · g1 vit springare · h1 vit torn | a8 svart torn · c8 svart löpare · d8 svart drottning · e8 svart kung · f8 svart löpare · g8 svart springare · h8 svart torn · a7 svart bonde · b7 svart bonde · c7 svart bonde · e7 svart bonde · f7 svart bonde · g7 svart bonde · h7 svart bonde · c6 svart springare · d5 svart bonde · c4 vit bonde · d4 vit bonde · a2 vit bonde · b2 vit bonde · e2 vit bonde · f2 vit bonde · g2 vit bonde · h2 vit bonde · a1 vit torn · b1 vit springare · c1 vit löpare · d1 vit drottning · e1 vit kung · f1 vit löpare · g1 vit springare · h1 vit torn | 2 |
| 1 | a8 svart torn · c8 svart löpare · d8 svart drottning · e8 svart kung · f8 svart löpare · g8 svart springare · h8 svart torn · a7 svart bonde · b7 svart bonde · c7 svart bonde · e7 svart bonde · f7 svart bonde · g7 svart bonde · h7 svart bonde · c6 svart springare · d5 svart bonde · c4 vit bonde · d4 vit bonde · a2 vit bonde · b2 vit bonde · e2 vit bonde · f2 vit bonde · g2 vit bonde · h2 vit bonde · a1 vit torn · b1 vit springare · c1 vit löpare · d1 vit drottning · e1 vit kung · f1 vit löpare · g1 vit springare · h1 vit torn | a8 svart torn · c8 svart löpare · d8 svart drottning · e8 svart kung · f8 svart löpare · g8 svart springare · h8 svart torn · a7 svart bonde · b7 svart bonde · c7 svart bonde · e7 svart bonde · f7 svart bonde · g7 svart bonde · h7 svart bonde · c6 svart springare · d5 svart bonde · c4 vit bonde · d4 vit bonde · a2 vit bonde · b2 vit bonde · e2 vit bonde · f2 vit bonde · g2 vit bonde · h2 vit bonde · a1 vit torn · b1 vit springare · c1 vit löpare · d1 vit drottning · e1 vit kung · f1 vit löpare · g1 vit springare · h1 vit torn | a8 svart torn · c8 svart löpare · d8 svart drottning · e8 svart kung · f8 svart löpare · g8 svart springare · h8 svart torn · a7 svart bonde · b7 svart bonde · c7 svart bonde · e7 svart bonde · f7 svart bonde · g7 svart bonde · h7 svart bonde · c6 svart springare · d5 svart bonde · c4 vit bonde · d4 vit bonde · a2 vit bonde · b2 vit bonde · e2 vit bonde · f2 vit bonde · g2 vit bonde · h2 vit bonde · a1 vit torn · b1 vit springare · c1 vit löpare · d1 vit drottning · e1 vit kung · f1 vit löpare · g1 vit springare · h1 vit torn | a8 svart torn · c8 svart löpare · d8 svart drottning · e8 svart kung · f8 svart löpare · g8 svart springare · h8 svart torn · a7 svart bonde · b7 svart bonde · c7 svart bonde · e7 svart bonde · f7 svart bonde · g7 svart bonde · h7 svart bonde · c6 svart springare · d5 svart bonde · c4 vit bonde · d4 vit bonde · a2 vit bonde · b2 vit bonde · e2 vit bonde · f2 vit bonde · g2 vit bonde · h2 vit bonde · a1 vit torn · b1 vit springare · c1 vit löpare · d1 vit drottning · e1 vit kung · f1 vit löpare · g1 vit springare · h1 vit torn | a8 svart torn · c8 svart löpare · d8 svart drottning · e8 svart kung · f8 svart löpare · g8 svart springare · h8 svart torn · a7 svart bonde · b7 svart bonde · c7 svart bonde · e7 svart bonde · f7 svart bonde · g7 svart bonde · h7 svart bonde · c6 svart springare · d5 svart bonde · c4 vit bonde · d4 vit bonde · a2 vit bonde · b2 vit bonde · e2 vit bonde · f2 vit bonde · g2 vit bonde · h2 vit bonde · a1 vit torn · b1 vit springare · c1 vit löpare · d1 vit drottning · e1 vit kung · f1 vit löpare · g1 vit springare · h1 vit torn | a8 svart torn · c8 svart löpare · d8 svart drottning · e8 svart kung · f8 svart löpare · g8 svart springare · h8 svart torn · a7 svart bonde · b7 svart bonde · c7 svart bonde · e7 svart bonde · f7 svart bonde · g7 svart bonde · h7 svart bonde · c6 svart springare · d5 svart bonde · c4 vit bonde · d4 vit bonde · a2 vit bonde · b2 vit bonde · e2 vit bonde · f2 vit bonde · g2 vit bonde · h2 vit bonde · a1 vit torn · b1 vit springare · c1 vit löpare · d1 vit drottning · e1 vit kung · f1 vit löpare · g1 vit springare · h1 vit torn | a8 svart torn · c8 svart löpare · d8 svart drottning · e8 svart kung · f8 svart löpare · g8 svart springare · h8 svart torn · a7 svart bonde · b7 svart bonde · c7 svart bonde · e7 svart bonde · f7 svart bonde · g7 svart bonde · h7 svart bonde · c6 svart springare · d5 svart bonde · c4 vit bonde · d4 vit bonde · a2 vit bonde · b2 vit bonde · e2 vit bonde · f2 vit bonde · g2 vit bonde · h2 vit bonde · a1 vit torn · b1 vit springare · c1 vit löpare · d1 vit drottning · e1 vit kung · f1 vit löpare · g1 vit springare · h1 vit torn | a8 svart torn · c8 svart löpare · d8 svart drottning · e8 svart kung · f8 svart löpare · g8 svart springare · h8 svart torn · a7 svart bonde · b7 svart bonde · c7 svart bonde · e7 svart bonde · f7 svart bonde · g7 svart bonde · h7 svart bonde · c6 svart springare · d5 svart bonde · c4 vit bonde · d4 vit bonde · a2 vit bonde · b2 vit bonde · e2 vit bonde · f2 vit bonde · g2 vit bonde · h2 vit bonde · a1 vit torn · b1 vit springare · c1 vit löpare · d1 vit drottning · e1 vit kung · f1 vit löpare · g1 vit springare · h1 vit torn | 1 |
|   | a | b | c | d | e | f | g | h |   |

|   | a | b | c | d | e | f | g | h |   |
| 8 | a8 svart torn · b8 svart springare · c8 svart löpare · d8 svart drottning · e8 svart kung · f8 svart löpare · g8 svart springare · h8 svart torn · a7 svart bonde · b7 svart bonde · c7 svart bonde · f7 svart bonde · g7 svart bonde · h7 svart bonde · d5 svart bonde · e5 svart bonde · c4 vit bonde · d4 vit bonde · a2 vit bonde · b2 vit bonde · e2 vit bonde · f2 vit bonde · g2 vit bonde · h2 vit bonde · a1 vit torn · b1 vit springare · c1 vit löpare · d1 vit drottning · e1 vit kung · f1 vit löpare · g1 vit springare · h1 vit torn | a8 svart torn · b8 svart springare · c8 svart löpare · d8 svart drottning · e8 svart kung · f8 svart löpare · g8 svart springare · h8 svart torn · a7 svart bonde · b7 svart bonde · c7 svart bonde · f7 svart bonde · g7 svart bonde · h7 svart bonde · d5 svart bonde · e5 svart bonde · c4 vit bonde · d4 vit bonde · a2 vit bonde · b2 vit bonde · e2 vit bonde · f2 vit bonde · g2 vit bonde · h2 vit bonde · a1 vit torn · b1 vit springare · c1 vit löpare · d1 vit drottning · e1 vit kung · f1 vit löpare · g1 vit springare · h1 vit torn | a8 svart torn · b8 svart springare · c8 svart löpare · d8 svart drottning · e8 svart kung · f8 svart löpare · g8 svart springare · h8 svart torn · a7 svart bonde · b7 svart bonde · c7 svart bonde · f7 svart bonde · g7 svart bonde · h7 svart bonde · d5 svart bonde · e5 svart bonde · c4 vit bonde · d4 vit bonde · a2 vit bonde · b2 vit bonde · e2 vit bonde · f2 vit bonde · g2 vit bonde · h2 vit bonde · a1 vit torn · b1 vit springare · c1 vit löpare · d1 vit drottning · e1 vit kung · f1 vit löpare · g1 vit springare · h1 vit torn | a8 svart torn · b8 svart springare · c8 svart löpare · d8 svart drottning · e8 svart kung · f8 svart löpare · g8 svart springare · h8 svart torn · a7 svart bonde · b7 svart bonde · c7 svart bonde · f7 svart bonde · g7 svart bonde · h7 svart bonde · d5 svart bonde · e5 svart bonde · c4 vit bonde · d4 vit bonde · a2 vit bonde · b2 vit bonde · e2 vit bonde · f2 vit bonde · g2 vit bonde · h2 vit bonde · a1 vit torn · b1 vit springare · c1 vit löpare · d1 vit drottning · e1 vit kung · f1 vit löpare · g1 vit springare · h1 vit torn | a8 svart torn · b8 svart springare · c8 svart löpare · d8 svart drottning · e8 svart kung · f8 svart löpare · g8 svart springare · h8 svart torn · a7 svart bonde · b7 svart bonde · c7 svart bonde · f7 svart bonde · g7 svart bonde · h7 svart bonde · d5 svart bonde · e5 svart bonde · c4 vit bonde · d4 vit bonde · a2 vit bonde · b2 vit bonde · e2 vit bonde · f2 vit bonde · g2 vit bonde · h2 vit bonde · a1 vit torn · b1 vit springare · c1 vit löpare · d1 vit drottning · e1 vit kung · f1 vit löpare · g1 vit springare · h1 vit torn | a8 svart torn · b8 svart springare · c8 svart löpare · d8 svart drottning · e8 svart kung · f8 svart löpare · g8 svart springare · h8 svart torn · a7 svart bonde · b7 svart bonde · c7 svart bonde · f7 svart bonde · g7 svart bonde · h7 svart bonde · d5 svart bonde · e5 svart bonde · c4 vit bonde · d4 vit bonde · a2 vit bonde · b2 vit bonde · e2 vit bonde · f2 vit bonde · g2 vit bonde · h2 vit bonde · a1 vit torn · b1 vit springare · c1 vit löpare · d1 vit drottning · e1 vit kung · f1 vit löpare · g1 vit springare · h1 vit torn | a8 svart torn · b8 svart springare · c8 svart löpare · d8 svart drottning · e8 svart kung · f8 svart löpare · g8 svart springare · h8 svart torn · a7 svart bonde · b7 svart bonde · c7 svart bonde · f7 svart bonde · g7 svart bonde · h7 svart bonde · d5 svart bonde · e5 svart bonde · c4 vit bonde · d4 vit bonde · a2 vit bonde · b2 vit bonde · e2 vit bonde · f2 vit bonde · g2 vit bonde · h2 vit bonde · a1 vit torn · b1 vit springare · c1 vit löpare · d1 vit drottning · e1 vit kung · f1 vit löpare · g1 vit springare · h1 vit torn | a8 svart torn · b8 svart springare · c8 svart löpare · d8 svart drottning · e8 svart kung · f8 svart löpare · g8 svart springare · h8 svart torn · a7 svart bonde · b7 svart bonde · c7 svart bonde · f7 svart bonde · g7 svart bonde · h7 svart bonde · d5 svart bonde · e5 svart bonde · c4 vit bonde · d4 vit bonde · a2 vit bonde · b2 vit bonde · e2 vit bonde · f2 vit bonde · g2 vit bonde · h2 vit bonde · a1 vit torn · b1 vit springare · c1 vit löpare · d1 vit drottning · e1 vit kung · f1 vit löpare · g1 vit springare · h1 vit torn | 8 |
| 7 | a8 svart torn · b8 svart springare · c8 svart löpare · d8 svart drottning · e8 svart kung · f8 svart löpare · g8 svart springare · h8 svart torn · a7 svart bonde · b7 svart bonde · c7 svart bonde · f7 svart bonde · g7 svart bonde · h7 svart bonde · d5 svart bonde · e5 svart bonde · c4 vit bonde · d4 vit bonde · a2 vit bonde · b2 vit bonde · e2 vit bonde · f2 vit bonde · g2 vit bonde · h2 vit bonde · a1 vit torn · b1 vit springare · c1 vit löpare · d1 vit drottning · e1 vit kung · f1 vit löpare · g1 vit springare · h1 vit torn | a8 svart torn · b8 svart springare · c8 svart löpare · d8 svart drottning · e8 svart kung · f8 svart löpare · g8 svart springare · h8 svart torn · a7 svart bonde · b7 svart bonde · c7 svart bonde · f7 svart bonde · g7 svart bonde · h7 svart bonde · d5 svart bonde · e5 svart bonde · c4 vit bonde · d4 vit bonde · a2 vit bonde · b2 vit bonde · e2 vit bonde · f2 vit bonde · g2 vit bonde · h2 vit bonde · a1 vit torn · b1 vit springare · c1 vit löpare · d1 vit drottning · e1 vit kung · f1 vit löpare · g1 vit springare · h1 vit torn | a8 svart torn · b8 svart springare · c8 svart löpare · d8 svart drottning · e8 svart kung · f8 svart löpare · g8 svart springare · h8 svart torn · a7 svart bonde · b7 svart bonde · c7 svart bonde · f7 svart bonde · g7 svart bonde · h7 svart bonde · d5 svart bonde · e5 svart bonde · c4 vit bonde · d4 vit bonde · a2 vit bonde · b2 vit bonde · e2 vit bonde · f2 vit bonde · g2 vit bonde · h2 vit bonde · a1 vit torn · b1 vit springare · c1 vit löpare · d1 vit drottning · e1 vit kung · f1 vit löpare · g1 vit springare · h1 vit torn | a8 svart torn · b8 svart springare · c8 svart löpare · d8 svart drottning · e8 svart kung · f8 svart löpare · g8 svart springare · h8 svart torn · a7 svart bonde · b7 svart bonde · c7 svart bonde · f7 svart bonde · g7 svart bonde · h7 svart bonde · d5 svart bonde · e5 svart bonde · c4 vit bonde · d4 vit bonde · a2 vit bonde · b2 vit bonde · e2 vit bonde · f2 vit bonde · g2 vit bonde · h2 vit bonde · a1 vit torn · b1 vit springare · c1 vit löpare · d1 vit drottning · e1 vit kung · f1 vit löpare · g1 vit springare · h1 vit torn | a8 svart torn · b8 svart springare · c8 svart löpare · d8 svart drottning · e8 svart kung · f8 svart löpare · g8 svart springare · h8 svart torn · a7 svart bonde · b7 svart bonde · c7 svart bonde · f7 svart bonde · g7 svart bonde · h7 svart bonde · d5 svart bonde · e5 svart bonde · c4 vit bonde · d4 vit bonde · a2 vit bonde · b2 vit bonde · e2 vit bonde · f2 vit bonde · g2 vit bonde · h2 vit bonde · a1 vit torn · b1 vit springare · c1 vit löpare · d1 vit drottning · e1 vit kung · f1 vit löpare · g1 vit springare · h1 vit torn | a8 svart torn · b8 svart springare · c8 svart löpare · d8 svart drottning · e8 svart kung · f8 svart löpare · g8 svart springare · h8 svart torn · a7 svart bonde · b7 svart bonde · c7 svart bonde · f7 svart bonde · g7 svart bonde · h7 svart bonde · d5 svart bonde · e5 svart bonde · c4 vit bonde · d4 vit bonde · a2 vit bonde · b2 vit bonde · e2 vit bonde · f2 vit bonde · g2 vit bonde · h2 vit bonde · a1 vit torn · b1 vit springare · c1 vit löpare · d1 vit drottning · e1 vit kung · f1 vit löpare · g1 vit springare · h1 vit torn | a8 svart torn · b8 svart springare · c8 svart löpare · d8 svart drottning · e8 svart kung · f8 svart löpare · g8 svart springare · h8 svart torn · a7 svart bonde · b7 svart bonde · c7 svart bonde · f7 svart bonde · g7 svart bonde · h7 svart bonde · d5 svart bonde · e5 svart bonde · c4 vit bonde · d4 vit bonde · a2 vit bonde · b2 vit bonde · e2 vit bonde · f2 vit bonde · g2 vit bonde · h2 vit bonde · a1 vit torn · b1 vit springare · c1 vit löpare · d1 vit drottning · e1 vit kung · f1 vit löpare · g1 vit springare · h1 vit torn | a8 svart torn · b8 svart springare · c8 svart löpare · d8 svart drottning · e8 svart kung · f8 svart löpare · g8 svart springare · h8 svart torn · a7 svart bonde · b7 svart bonde · c7 svart bonde · f7 svart bonde · g7 svart bonde · h7 svart bonde · d5 svart bonde · e5 svart bonde · c4 vit bonde · d4 vit bonde · a2 vit bonde · b2 vit bonde · e2 vit bonde · f2 vit bonde · g2 vit bonde · h2 vit bonde · a1 vit torn · b1 vit springare · c1 vit löpare · d1 vit drottning · e1 vit kung · f1 vit löpare · g1 vit springare · h1 vit torn | 7 |
| 6 | a8 svart torn · b8 svart springare · c8 svart löpare · d8 svart drottning · e8 svart kung · f8 svart löpare · g8 svart springare · h8 svart torn · a7 svart bonde · b7 svart bonde · c7 svart bonde · f7 svart bonde · g7 svart bonde · h7 svart bonde · d5 svart bonde · e5 svart bonde · c4 vit bonde · d4 vit bonde · a2 vit bonde · b2 vit bonde · e2 vit bonde · f2 vit bonde · g2 vit bonde · h2 vit bonde · a1 vit torn · b1 vit springare · c1 vit löpare · d1 vit drottning · e1 vit kung · f1 vit löpare · g1 vit springare · h1 vit torn | a8 svart torn · b8 svart springare · c8 svart löpare · d8 svart drottning · e8 svart kung · f8 svart löpare · g8 svart springare · h8 svart torn · a7 svart bonde · b7 svart bonde · c7 svart bonde · f7 svart bonde · g7 svart bonde · h7 svart bonde · d5 svart bonde · e5 svart bonde · c4 vit bonde · d4 vit bonde · a2 vit bonde · b2 vit bonde · e2 vit bonde · f2 vit bonde · g2 vit bonde · h2 vit bonde · a1 vit torn · b1 vit springare · c1 vit löpare · d1 vit drottning · e1 vit kung · f1 vit löpare · g1 vit springare · h1 vit torn | a8 svart torn · b8 svart springare · c8 svart löpare · d8 svart drottning · e8 svart kung · f8 svart löpare · g8 svart springare · h8 svart torn · a7 svart bonde · b7 svart bonde · c7 svart bonde · f7 svart bonde · g7 svart bonde · h7 svart bonde · d5 svart bonde · e5 svart bonde · c4 vit bonde · d4 vit bonde · a2 vit bonde · b2 vit bonde · e2 vit bonde · f2 vit bonde · g2 vit bonde · h2 vit bonde · a1 vit torn · b1 vit springare · c1 vit löpare · d1 vit drottning · e1 vit kung · f1 vit löpare · g1 vit springare · h1 vit torn | a8 svart torn · b8 svart springare · c8 svart löpare · d8 svart drottning · e8 svart kung · f8 svart löpare · g8 svart springare · h8 svart torn · a7 svart bonde · b7 svart bonde · c7 svart bonde · f7 svart bonde · g7 svart bonde · h7 svart bonde · d5 svart bonde · e5 svart bonde · c4 vit bonde · d4 vit bonde · a2 vit bonde · b2 vit bonde · e2 vit bonde · f2 vit bonde · g2 vit bonde · h2 vit bonde · a1 vit torn · b1 vit springare · c1 vit löpare · d1 vit drottning · e1 vit kung · f1 vit löpare · g1 vit springare · h1 vit torn | a8 svart torn · b8 svart springare · c8 svart löpare · d8 svart drottning · e8 svart kung · f8 svart löpare · g8 svart springare · h8 svart torn · a7 svart bonde · b7 svart bonde · c7 svart bonde · f7 svart bonde · g7 svart bonde · h7 svart bonde · d5 svart bonde · e5 svart bonde · c4 vit bonde · d4 vit bonde · a2 vit bonde · b2 vit bonde · e2 vit bonde · f2 vit bonde · g2 vit bonde · h2 vit bonde · a1 vit torn · b1 vit springare · c1 vit löpare · d1 vit drottning · e1 vit kung · f1 vit löpare · g1 vit springare · h1 vit torn | a8 svart torn · b8 svart springare · c8 svart löpare · d8 svart drottning · e8 svart kung · f8 svart löpare · g8 svart springare · h8 svart torn · a7 svart bonde · b7 svart bonde · c7 svart bonde · f7 svart bonde · g7 svart bonde · h7 svart bonde · d5 svart bonde · e5 svart bonde · c4 vit bonde · d4 vit bonde · a2 vit bonde · b2 vit bonde · e2 vit bonde · f2 vit bonde · g2 vit bonde · h2 vit bonde · a1 vit torn · b1 vit springare · c1 vit löpare · d1 vit drottning · e1 vit kung · f1 vit löpare · g1 vit springare · h1 vit torn | a8 svart torn · b8 svart springare · c8 svart löpare · d8 svart drottning · e8 svart kung · f8 svart löpare · g8 svart springare · h8 svart torn · a7 svart bonde · b7 svart bonde · c7 svart bonde · f7 svart bonde · g7 svart bonde · h7 svart bonde · d5 svart bonde · e5 svart bonde · c4 vit bonde · d4 vit bonde · a2 vit bonde · b2 vit bonde · e2 vit bonde · f2 vit bonde · g2 vit bonde · h2 vit bonde · a1 vit torn · b1 vit springare · c1 vit löpare · d1 vit drottning · e1 vit kung · f1 vit löpare · g1 vit springare · h1 vit torn | a8 svart torn · b8 svart springare · c8 svart löpare · d8 svart drottning · e8 svart kung · f8 svart löpare · g8 svart springare · h8 svart torn · a7 svart bonde · b7 svart bonde · c7 svart bonde · f7 svart bonde · g7 svart bonde · h7 svart bonde · d5 svart bonde · e5 svart bonde · c4 vit bonde · d4 vit bonde · a2 vit bonde · b2 vit bonde · e2 vit bonde · f2 vit bonde · g2 vit bonde · h2 vit bonde · a1 vit torn · b1 vit springare · c1 vit löpare · d1 vit drottning · e1 vit kung · f1 vit löpare · g1 vit springare · h1 vit torn | 6 |
| 5 | a8 svart torn · b8 svart springare · c8 svart löpare · d8 svart drottning · e8 svart kung · f8 svart löpare · g8 svart springare · h8 svart torn · a7 svart bonde · b7 svart bonde · c7 svart bonde · f7 svart bonde · g7 svart bonde · h7 svart bonde · d5 svart bonde · e5 svart bonde · c4 vit bonde · d4 vit bonde · a2 vit bonde · b2 vit bonde · e2 vit bonde · f2 vit bonde · g2 vit bonde · h2 vit bonde · a1 vit torn · b1 vit springare · c1 vit löpare · d1 vit drottning · e1 vit kung · f1 vit löpare · g1 vit springare · h1 vit torn | a8 svart torn · b8 svart springare · c8 svart löpare · d8 svart drottning · e8 svart kung · f8 svart löpare · g8 svart springare · h8 svart torn · a7 svart bonde · b7 svart bonde · c7 svart bonde · f7 svart bonde · g7 svart bonde · h7 svart bonde · d5 svart bonde · e5 svart bonde · c4 vit bonde · d4 vit bonde · a2 vit bonde · b2 vit bonde · e2 vit bonde · f2 vit bonde · g2 vit bonde · h2 vit bonde · a1 vit torn · b1 vit springare · c1 vit löpare · d1 vit drottning · e1 vit kung · f1 vit löpare · g1 vit springare · h1 vit torn | a8 svart torn · b8 svart springare · c8 svart löpare · d8 svart drottning · e8 svart kung · f8 svart löpare · g8 svart springare · h8 svart torn · a7 svart bonde · b7 svart bonde · c7 svart bonde · f7 svart bonde · g7 svart bonde · h7 svart bonde · d5 svart bonde · e5 svart bonde · c4 vit bonde · d4 vit bonde · a2 vit bonde · b2 vit bonde · e2 vit bonde · f2 vit bonde · g2 vit bonde · h2 vit bonde · a1 vit torn · b1 vit springare · c1 vit löpare · d1 vit drottning · e1 vit kung · f1 vit löpare · g1 vit springare · h1 vit torn | a8 svart torn · b8 svart springare · c8 svart löpare · d8 svart drottning · e8 svart kung · f8 svart löpare · g8 svart springare · h8 svart torn · a7 svart bonde · b7 svart bonde · c7 svart bonde · f7 svart bonde · g7 svart bonde · h7 svart bonde · d5 svart bonde · e5 svart bonde · c4 vit bonde · d4 vit bonde · a2 vit bonde · b2 vit bonde · e2 vit bonde · f2 vit bonde · g2 vit bonde · h2 vit bonde · a1 vit torn · b1 vit springare · c1 vit löpare · d1 vit drottning · e1 vit kung · f1 vit löpare · g1 vit springare · h1 vit torn | a8 svart torn · b8 svart springare · c8 svart löpare · d8 svart drottning · e8 svart kung · f8 svart löpare · g8 svart springare · h8 svart torn · a7 svart bonde · b7 svart bonde · c7 svart bonde · f7 svart bonde · g7 svart bonde · h7 svart bonde · d5 svart bonde · e5 svart bonde · c4 vit bonde · d4 vit bonde · a2 vit bonde · b2 vit bonde · e2 vit bonde · f2 vit bonde · g2 vit bonde · h2 vit bonde · a1 vit torn · b1 vit springare · c1 vit löpare · d1 vit drottning · e1 vit kung · f1 vit löpare · g1 vit springare · h1 vit torn | a8 svart torn · b8 svart springare · c8 svart löpare · d8 svart drottning · e8 svart kung · f8 svart löpare · g8 svart springare · h8 svart torn · a7 svart bonde · b7 svart bonde · c7 svart bonde · f7 svart bonde · g7 svart bonde · h7 svart bonde · d5 svart bonde · e5 svart bonde · c4 vit bonde · d4 vit bonde · a2 vit bonde · b2 vit bonde · e2 vit bonde · f2 vit bonde · g2 vit bonde · h2 vit bonde · a1 vit torn · b1 vit springare · c1 vit löpare · d1 vit drottning · e1 vit kung · f1 vit löpare · g1 vit springare · h1 vit torn | a8 svart torn · b8 svart springare · c8 svart löpare · d8 svart drottning · e8 svart kung · f8 svart löpare · g8 svart springare · h8 svart torn · a7 svart bonde · b7 svart bonde · c7 svart bonde · f7 svart bonde · g7 svart bonde · h7 svart bonde · d5 svart bonde · e5 svart bonde · c4 vit bonde · d4 vit bonde · a2 vit bonde · b2 vit bonde · e2 vit bonde · f2 vit bonde · g2 vit bonde · h2 vit bonde · a1 vit torn · b1 vit springare · c1 vit löpare · d1 vit drottning · e1 vit kung · f1 vit löpare · g1 vit springare · h1 vit torn | a8 svart torn · b8 svart springare · c8 svart löpare · d8 svart drottning · e8 svart kung · f8 svart löpare · g8 svart springare · h8 svart torn · a7 svart bonde · b7 svart bonde · c7 svart bonde · f7 svart bonde · g7 svart bonde · h7 svart bonde · d5 svart bonde · e5 svart bonde · c4 vit bonde · d4 vit bonde · a2 vit bonde · b2 vit bonde · e2 vit bonde · f2 vit bonde · g2 vit bonde · h2 vit bonde · a1 vit torn · b1 vit springare · c1 vit löpare · d1 vit drottning · e1 vit kung · f1 vit löpare · g1 vit springare · h1 vit torn | 5 |
| 4 | a8 svart torn · b8 svart springare · c8 svart löpare · d8 svart drottning · e8 svart kung · f8 svart löpare · g8 svart springare · h8 svart torn · a7 svart bonde · b7 svart bonde · c7 svart bonde · f7 svart bonde · g7 svart bonde · h7 svart bonde · d5 svart bonde · e5 svart bonde · c4 vit bonde · d4 vit bonde · a2 vit bonde · b2 vit bonde · e2 vit bonde · f2 vit bonde · g2 vit bonde · h2 vit bonde · a1 vit torn · b1 vit springare · c1 vit löpare · d1 vit drottning · e1 vit kung · f1 vit löpare · g1 vit springare · h1 vit torn | a8 svart torn · b8 svart springare · c8 svart löpare · d8 svart drottning · e8 svart kung · f8 svart löpare · g8 svart springare · h8 svart torn · a7 svart bonde · b7 svart bonde · c7 svart bonde · f7 svart bonde · g7 svart bonde · h7 svart bonde · d5 svart bonde · e5 svart bonde · c4 vit bonde · d4 vit bonde · a2 vit bonde · b2 vit bonde · e2 vit bonde · f2 vit bonde · g2 vit bonde · h2 vit bonde · a1 vit torn · b1 vit springare · c1 vit löpare · d1 vit drottning · e1 vit kung · f1 vit löpare · g1 vit springare · h1 vit torn | a8 svart torn · b8 svart springare · c8 svart löpare · d8 svart drottning · e8 svart kung · f8 svart löpare · g8 svart springare · h8 svart torn · a7 svart bonde · b7 svart bonde · c7 svart bonde · f7 svart bonde · g7 svart bonde · h7 svart bonde · d5 svart bonde · e5 svart bonde · c4 vit bonde · d4 vit bonde · a2 vit bonde · b2 vit bonde · e2 vit bonde · f2 vit bonde · g2 vit bonde · h2 vit bonde · a1 vit torn · b1 vit springare · c1 vit löpare · d1 vit drottning · e1 vit kung · f1 vit löpare · g1 vit springare · h1 vit torn | a8 svart torn · b8 svart springare · c8 svart löpare · d8 svart drottning · e8 svart kung · f8 svart löpare · g8 svart springare · h8 svart torn · a7 svart bonde · b7 svart bonde · c7 svart bonde · f7 svart bonde · g7 svart bonde · h7 svart bonde · d5 svart bonde · e5 svart bonde · c4 vit bonde · d4 vit bonde · a2 vit bonde · b2 vit bonde · e2 vit bonde · f2 vit bonde · g2 vit bonde · h2 vit bonde · a1 vit torn · b1 vit springare · c1 vit löpare · d1 vit drottning · e1 vit kung · f1 vit löpare · g1 vit springare · h1 vit torn | a8 svart torn · b8 svart springare · c8 svart löpare · d8 svart drottning · e8 svart kung · f8 svart löpare · g8 svart springare · h8 svart torn · a7 svart bonde · b7 svart bonde · c7 svart bonde · f7 svart bonde · g7 svart bonde · h7 svart bonde · d5 svart bonde · e5 svart bonde · c4 vit bonde · d4 vit bonde · a2 vit bonde · b2 vit bonde · e2 vit bonde · f2 vit bonde · g2 vit bonde · h2 vit bonde · a1 vit torn · b1 vit springare · c1 vit löpare · d1 vit drottning · e1 vit kung · f1 vit löpare · g1 vit springare · h1 vit torn | a8 svart torn · b8 svart springare · c8 svart löpare · d8 svart drottning · e8 svart kung · f8 svart löpare · g8 svart springare · h8 svart torn · a7 svart bonde · b7 svart bonde · c7 svart bonde · f7 svart bonde · g7 svart bonde · h7 svart bonde · d5 svart bonde · e5 svart bonde · c4 vit bonde · d4 vit bonde · a2 vit bonde · b2 vit bonde · e2 vit bonde · f2 vit bonde · g2 vit bonde · h2 vit bonde · a1 vit torn · b1 vit springare · c1 vit löpare · d1 vit drottning · e1 vit kung · f1 vit löpare · g1 vit springare · h1 vit torn | a8 svart torn · b8 svart springare · c8 svart löpare · d8 svart drottning · e8 svart kung · f8 svart löpare · g8 svart springare · h8 svart torn · a7 svart bonde · b7 svart bonde · c7 svart bonde · f7 svart bonde · g7 svart bonde · h7 svart bonde · d5 svart bonde · e5 svart bonde · c4 vit bonde · d4 vit bonde · a2 vit bonde · b2 vit bonde · e2 vit bonde · f2 vit bonde · g2 vit bonde · h2 vit bonde · a1 vit torn · b1 vit springare · c1 vit löpare · d1 vit drottning · e1 vit kung · f1 vit löpare · g1 vit springare · h1 vit torn | a8 svart torn · b8 svart springare · c8 svart löpare · d8 svart drottning · e8 svart kung · f8 svart löpare · g8 svart springare · h8 svart torn · a7 svart bonde · b7 svart bonde · c7 svart bonde · f7 svart bonde · g7 svart bonde · h7 svart bonde · d5 svart bonde · e5 svart bonde · c4 vit bonde · d4 vit bonde · a2 vit bonde · b2 vit bonde · e2 vit bonde · f2 vit bonde · g2 vit bonde · h2 vit bonde · a1 vit torn · b1 vit springare · c1 vit löpare · d1 vit drottning · e1 vit kung · f1 vit löpare · g1 vit springare · h1 vit torn | 4 |
| 3 | a8 svart torn · b8 svart springare · c8 svart löpare · d8 svart drottning · e8 svart kung · f8 svart löpare · g8 svart springare · h8 svart torn · a7 svart bonde · b7 svart bonde · c7 svart bonde · f7 svart bonde · g7 svart bonde · h7 svart bonde · d5 svart bonde · e5 svart bonde · c4 vit bonde · d4 vit bonde · a2 vit bonde · b2 vit bonde · e2 vit bonde · f2 vit bonde · g2 vit bonde · h2 vit bonde · a1 vit torn · b1 vit springare · c1 vit löpare · d1 vit drottning · e1 vit kung · f1 vit löpare · g1 vit springare · h1 vit torn | a8 svart torn · b8 svart springare · c8 svart löpare · d8 svart drottning · e8 svart kung · f8 svart löpare · g8 svart springare · h8 svart torn · a7 svart bonde · b7 svart bonde · c7 svart bonde · f7 svart bonde · g7 svart bonde · h7 svart bonde · d5 svart bonde · e5 svart bonde · c4 vit bonde · d4 vit bonde · a2 vit bonde · b2 vit bonde · e2 vit bonde · f2 vit bonde · g2 vit bonde · h2 vit bonde · a1 vit torn · b1 vit springare · c1 vit löpare · d1 vit drottning · e1 vit kung · f1 vit löpare · g1 vit springare · h1 vit torn | a8 svart torn · b8 svart springare · c8 svart löpare · d8 svart drottning · e8 svart kung · f8 svart löpare · g8 svart springare · h8 svart torn · a7 svart bonde · b7 svart bonde · c7 svart bonde · f7 svart bonde · g7 svart bonde · h7 svart bonde · d5 svart bonde · e5 svart bonde · c4 vit bonde · d4 vit bonde · a2 vit bonde · b2 vit bonde · e2 vit bonde · f2 vit bonde · g2 vit bonde · h2 vit bonde · a1 vit torn · b1 vit springare · c1 vit löpare · d1 vit drottning · e1 vit kung · f1 vit löpare · g1 vit springare · h1 vit torn | a8 svart torn · b8 svart springare · c8 svart löpare · d8 svart drottning · e8 svart kung · f8 svart löpare · g8 svart springare · h8 svart torn · a7 svart bonde · b7 svart bonde · c7 svart bonde · f7 svart bonde · g7 svart bonde · h7 svart bonde · d5 svart bonde · e5 svart bonde · c4 vit bonde · d4 vit bonde · a2 vit bonde · b2 vit bonde · e2 vit bonde · f2 vit bonde · g2 vit bonde · h2 vit bonde · a1 vit torn · b1 vit springare · c1 vit löpare · d1 vit drottning · e1 vit kung · f1 vit löpare · g1 vit springare · h1 vit torn | a8 svart torn · b8 svart springare · c8 svart löpare · d8 svart drottning · e8 svart kung · f8 svart löpare · g8 svart springare · h8 svart torn · a7 svart bonde · b7 svart bonde · c7 svart bonde · f7 svart bonde · g7 svart bonde · h7 svart bonde · d5 svart bonde · e5 svart bonde · c4 vit bonde · d4 vit bonde · a2 vit bonde · b2 vit bonde · e2 vit bonde · f2 vit bonde · g2 vit bonde · h2 vit bonde · a1 vit torn · b1 vit springare · c1 vit löpare · d1 vit drottning · e1 vit kung · f1 vit löpare · g1 vit springare · h1 vit torn | a8 svart torn · b8 svart springare · c8 svart löpare · d8 svart drottning · e8 svart kung · f8 svart löpare · g8 svart springare · h8 svart torn · a7 svart bonde · b7 svart bonde · c7 svart bonde · f7 svart bonde · g7 svart bonde · h7 svart bonde · d5 svart bonde · e5 svart bonde · c4 vit bonde · d4 vit bonde · a2 vit bonde · b2 vit bonde · e2 vit bonde · f2 vit bonde · g2 vit bonde · h2 vit bonde · a1 vit torn · b1 vit springare · c1 vit löpare · d1 vit drottning · e1 vit kung · f1 vit löpare · g1 vit springare · h1 vit torn | a8 svart torn · b8 svart springare · c8 svart löpare · d8 svart drottning · e8 svart kung · f8 svart löpare · g8 svart springare · h8 svart torn · a7 svart bonde · b7 svart bonde · c7 svart bonde · f7 svart bonde · g7 svart bonde · h7 svart bonde · d5 svart bonde · e5 svart bonde · c4 vit bonde · d4 vit bonde · a2 vit bonde · b2 vit bonde · e2 vit bonde · f2 vit bonde · g2 vit bonde · h2 vit bonde · a1 vit torn · b1 vit springare · c1 vit löpare · d1 vit drottning · e1 vit kung · f1 vit löpare · g1 vit springare · h1 vit torn | a8 svart torn · b8 svart springare · c8 svart löpare · d8 svart drottning · e8 svart kung · f8 svart löpare · g8 svart springare · h8 svart torn · a7 svart bonde · b7 svart bonde · c7 svart bonde · f7 svart bonde · g7 svart bonde · h7 svart bonde · d5 svart bonde · e5 svart bonde · c4 vit bonde · d4 vit bonde · a2 vit bonde · b2 vit bonde · e2 vit bonde · f2 vit bonde · g2 vit bonde · h2 vit bonde · a1 vit torn · b1 vit springare · c1 vit löpare · d1 vit drottning · e1 vit kung · f1 vit löpare · g1 vit springare · h1 vit torn | 3 |
| 2 | a8 svart torn · b8 svart springare · c8 svart löpare · d8 svart drottning · e8 svart kung · f8 svart löpare · g8 svart springare · h8 svart torn · a7 svart bonde · b7 svart bonde · c7 svart bonde · f7 svart bonde · g7 svart bonde · h7 svart bonde · d5 svart bonde · e5 svart bonde · c4 vit bonde · d4 vit bonde · a2 vit bonde · b2 vit bonde · e2 vit bonde · f2 vit bonde · g2 vit bonde · h2 vit bonde · a1 vit torn · b1 vit springare · c1 vit löpare · d1 vit drottning · e1 vit kung · f1 vit löpare · g1 vit springare · h1 vit torn | a8 svart torn · b8 svart springare · c8 svart löpare · d8 svart drottning · e8 svart kung · f8 svart löpare · g8 svart springare · h8 svart torn · a7 svart bonde · b7 svart bonde · c7 svart bonde · f7 svart bonde · g7 svart bonde · h7 svart bonde · d5 svart bonde · e5 svart bonde · c4 vit bonde · d4 vit bonde · a2 vit bonde · b2 vit bonde · e2 vit bonde · f2 vit bonde · g2 vit bonde · h2 vit bonde · a1 vit torn · b1 vit springare · c1 vit löpare · d1 vit drottning · e1 vit kung · f1 vit löpare · g1 vit springare · h1 vit torn | a8 svart torn · b8 svart springare · c8 svart löpare · d8 svart drottning · e8 svart kung · f8 svart löpare · g8 svart springare · h8 svart torn · a7 svart bonde · b7 svart bonde · c7 svart bonde · f7 svart bonde · g7 svart bonde · h7 svart bonde · d5 svart bonde · e5 svart bonde · c4 vit bonde · d4 vit bonde · a2 vit bonde · b2 vit bonde · e2 vit bonde · f2 vit bonde · g2 vit bonde · h2 vit bonde · a1 vit torn · b1 vit springare · c1 vit löpare · d1 vit drottning · e1 vit kung · f1 vit löpare · g1 vit springare · h1 vit torn | a8 svart torn · b8 svart springare · c8 svart löpare · d8 svart drottning · e8 svart kung · f8 svart löpare · g8 svart springare · h8 svart torn · a7 svart bonde · b7 svart bonde · c7 svart bonde · f7 svart bonde · g7 svart bonde · h7 svart bonde · d5 svart bonde · e5 svart bonde · c4 vit bonde · d4 vit bonde · a2 vit bonde · b2 vit bonde · e2 vit bonde · f2 vit bonde · g2 vit bonde · h2 vit bonde · a1 vit torn · b1 vit springare · c1 vit löpare · d1 vit drottning · e1 vit kung · f1 vit löpare · g1 vit springare · h1 vit torn | a8 svart torn · b8 svart springare · c8 svart löpare · d8 svart drottning · e8 svart kung · f8 svart löpare · g8 svart springare · h8 svart torn · a7 svart bonde · b7 svart bonde · c7 svart bonde · f7 svart bonde · g7 svart bonde · h7 svart bonde · d5 svart bonde · e5 svart bonde · c4 vit bonde · d4 vit bonde · a2 vit bonde · b2 vit bonde · e2 vit bonde · f2 vit bonde · g2 vit bonde · h2 vit bonde · a1 vit torn · b1 vit springare · c1 vit löpare · d1 vit drottning · e1 vit kung · f1 vit löpare · g1 vit springare · h1 vit torn | a8 svart torn · b8 svart springare · c8 svart löpare · d8 svart drottning · e8 svart kung · f8 svart löpare · g8 svart springare · h8 svart torn · a7 svart bonde · b7 svart bonde · c7 svart bonde · f7 svart bonde · g7 svart bonde · h7 svart bonde · d5 svart bonde · e5 svart bonde · c4 vit bonde · d4 vit bonde · a2 vit bonde · b2 vit bonde · e2 vit bonde · f2 vit bonde · g2 vit bonde · h2 vit bonde · a1 vit torn · b1 vit springare · c1 vit löpare · d1 vit drottning · e1 vit kung · f1 vit löpare · g1 vit springare · h1 vit torn | a8 svart torn · b8 svart springare · c8 svart löpare · d8 svart drottning · e8 svart kung · f8 svart löpare · g8 svart springare · h8 svart torn · a7 svart bonde · b7 svart bonde · c7 svart bonde · f7 svart bonde · g7 svart bonde · h7 svart bonde · d5 svart bonde · e5 svart bonde · c4 vit bonde · d4 vit bonde · a2 vit bonde · b2 vit bonde · e2 vit bonde · f2 vit bonde · g2 vit bonde · h2 vit bonde · a1 vit torn · b1 vit springare · c1 vit löpare · d1 vit drottning · e1 vit kung · f1 vit löpare · g1 vit springare · h1 vit torn | a8 svart torn · b8 svart springare · c8 svart löpare · d8 svart drottning · e8 svart kung · f8 svart löpare · g8 svart springare · h8 svart torn · a7 svart bonde · b7 svart bonde · c7 svart bonde · f7 svart bonde · g7 svart bonde · h7 svart bonde · d5 svart bonde · e5 svart bonde · c4 vit bonde · d4 vit bonde · a2 vit bonde · b2 vit bonde · e2 vit bonde · f2 vit bonde · g2 vit bonde · h2 vit bonde · a1 vit torn · b1 vit springare · c1 vit löpare · d1 vit drottning · e1 vit kung · f1 vit löpare · g1 vit springare · h1 vit torn | 2 |
| 1 | a8 svart torn · b8 svart springare · c8 svart löpare · d8 svart drottning · e8 svart kung · f8 svart löpare · g8 svart springare · h8 svart torn · a7 svart bonde · b7 svart bonde · c7 svart bonde · f7 svart bonde · g7 svart bonde · h7 svart bonde · d5 svart bonde · e5 svart bonde · c4 vit bonde · d4 vit bonde · a2 vit bonde · b2 vit bonde · e2 vit bonde · f2 vit bonde · g2 vit bonde · h2 vit bonde · a1 vit torn · b1 vit springare · c1 vit löpare · d1 vit drottning · e1 vit kung · f1 vit löpare · g1 vit springare · h1 vit torn | a8 svart torn · b8 svart springare · c8 svart löpare · d8 svart drottning · e8 svart kung · f8 svart löpare · g8 svart springare · h8 svart torn · a7 svart bonde · b7 svart bonde · c7 svart bonde · f7 svart bonde · g7 svart bonde · h7 svart bonde · d5 svart bonde · e5 svart bonde · c4 vit bonde · d4 vit bonde · a2 vit bonde · b2 vit bonde · e2 vit bonde · f2 vit bonde · g2 vit bonde · h2 vit bonde · a1 vit torn · b1 vit springare · c1 vit löpare · d1 vit drottning · e1 vit kung · f1 vit löpare · g1 vit springare · h1 vit torn | a8 svart torn · b8 svart springare · c8 svart löpare · d8 svart drottning · e8 svart kung · f8 svart löpare · g8 svart springare · h8 svart torn · a7 svart bonde · b7 svart bonde · c7 svart bonde · f7 svart bonde · g7 svart bonde · h7 svart bonde · d5 svart bonde · e5 svart bonde · c4 vit bonde · d4 vit bonde · a2 vit bonde · b2 vit bonde · e2 vit bonde · f2 vit bonde · g2 vit bonde · h2 vit bonde · a1 vit torn · b1 vit springare · c1 vit löpare · d1 vit drottning · e1 vit kung · f1 vit löpare · g1 vit springare · h1 vit torn | a8 svart torn · b8 svart springare · c8 svart löpare · d8 svart drottning · e8 svart kung · f8 svart löpare · g8 svart springare · h8 svart torn · a7 svart bonde · b7 svart bonde · c7 svart bonde · f7 svart bonde · g7 svart bonde · h7 svart bonde · d5 svart bonde · e5 svart bonde · c4 vit bonde · d4 vit bonde · a2 vit bonde · b2 vit bonde · e2 vit bonde · f2 vit bonde · g2 vit bonde · h2 vit bonde · a1 vit torn · b1 vit springare · c1 vit löpare · d1 vit drottning · e1 vit kung · f1 vit löpare · g1 vit springare · h1 vit torn | a8 svart torn · b8 svart springare · c8 svart löpare · d8 svart drottning · e8 svart kung · f8 svart löpare · g8 svart springare · h8 svart torn · a7 svart bonde · b7 svart bonde · c7 svart bonde · f7 svart bonde · g7 svart bonde · h7 svart bonde · d5 svart bonde · e5 svart bonde · c4 vit bonde · d4 vit bonde · a2 vit bonde · b2 vit bonde · e2 vit bonde · f2 vit bonde · g2 vit bonde · h2 vit bonde · a1 vit torn · b1 vit springare · c1 vit löpare · d1 vit drottning · e1 vit kung · f1 vit löpare · g1 vit springare · h1 vit torn | a8 svart torn · b8 svart springare · c8 svart löpare · d8 svart drottning · e8 svart kung · f8 svart löpare · g8 svart springare · h8 svart torn · a7 svart bonde · b7 svart bonde · c7 svart bonde · f7 svart bonde · g7 svart bonde · h7 svart bonde · d5 svart bonde · e5 svart bonde · c4 vit bonde · d4 vit bonde · a2 vit bonde · b2 vit bonde · e2 vit bonde · f2 vit bonde · g2 vit bonde · h2 vit bonde · a1 vit torn · b1 vit springare · c1 vit löpare · d1 vit drottning · e1 vit kung · f1 vit löpare · g1 vit springare · h1 vit torn | a8 svart torn · b8 svart springare · c8 svart löpare · d8 svart drottning · e8 svart kung · f8 svart löpare · g8 svart springare · h8 svart torn · a7 svart bonde · b7 svart bonde · c7 svart bonde · f7 svart bonde · g7 svart bonde · h7 svart bonde · d5 svart bonde · e5 svart bonde · c4 vit bonde · d4 vit bonde · a2 vit bonde · b2 vit bonde · e2 vit bonde · f2 vit bonde · g2 vit bonde · h2 vit bonde · a1 vit torn · b1 vit springare · c1 vit löpare · d1 vit drottning · e1 vit kung · f1 vit löpare · g1 vit springare · h1 vit torn | a8 svart torn · b8 svart springare · c8 svart löpare · d8 svart drottning · e8 svart kung · f8 svart löpare · g8 svart springare · h8 svart torn · a7 svart bonde · b7 svart bonde · c7 svart bonde · f7 svart bonde · g7 svart bonde · h7 svart bonde · d5 svart bonde · e5 svart bonde · c4 vit bonde · d4 vit bonde · a2 vit bonde · b2 vit bonde · e2 vit bonde · f2 vit bonde · g2 vit bonde · h2 vit bonde · a1 vit torn · b1 vit springare · c1 vit löpare · d1 vit drottning · e1 vit kung · f1 vit löpare · g1 vit springare · h1 vit torn | 1 |
|   | a | b | c | d | e | f | g | h |   |

|   | a | b | c | d | e | f | g | h |   |
| 8 | a8 svart torn · b8 svart springare · c8 svart löpare · d8 svart drottning · e8 svart kung · f8 svart löpare · g8 svart springare · h8 svart torn · a7 svart bonde · b7 svart bonde · c7 svart bonde · e7 svart bonde · f7 svart bonde · g7 svart bonde · h7 svart bonde · d5 svart bonde · d4 vit bonde · f4 vit löpare · a2 vit bonde · b2 vit bonde · c2 vit bonde · e2 vit bonde · f2 vit bonde · g2 vit bonde · h2 vit bonde · a1 vit torn · b1 vit springare · d1 vit drottning · e1 vit kung · f1 vit löpare · g1 vit springare · h1 vit torn | a8 svart torn · b8 svart springare · c8 svart löpare · d8 svart drottning · e8 svart kung · f8 svart löpare · g8 svart springare · h8 svart torn · a7 svart bonde · b7 svart bonde · c7 svart bonde · e7 svart bonde · f7 svart bonde · g7 svart bonde · h7 svart bonde · d5 svart bonde · d4 vit bonde · f4 vit löpare · a2 vit bonde · b2 vit bonde · c2 vit bonde · e2 vit bonde · f2 vit bonde · g2 vit bonde · h2 vit bonde · a1 vit torn · b1 vit springare · d1 vit drottning · e1 vit kung · f1 vit löpare · g1 vit springare · h1 vit torn | a8 svart torn · b8 svart springare · c8 svart löpare · d8 svart drottning · e8 svart kung · f8 svart löpare · g8 svart springare · h8 svart torn · a7 svart bonde · b7 svart bonde · c7 svart bonde · e7 svart bonde · f7 svart bonde · g7 svart bonde · h7 svart bonde · d5 svart bonde · d4 vit bonde · f4 vit löpare · a2 vit bonde · b2 vit bonde · c2 vit bonde · e2 vit bonde · f2 vit bonde · g2 vit bonde · h2 vit bonde · a1 vit torn · b1 vit springare · d1 vit drottning · e1 vit kung · f1 vit löpare · g1 vit springare · h1 vit torn | a8 svart torn · b8 svart springare · c8 svart löpare · d8 svart drottning · e8 svart kung · f8 svart löpare · g8 svart springare · h8 svart torn · a7 svart bonde · b7 svart bonde · c7 svart bonde · e7 svart bonde · f7 svart bonde · g7 svart bonde · h7 svart bonde · d5 svart bonde · d4 vit bonde · f4 vit löpare · a2 vit bonde · b2 vit bonde · c2 vit bonde · e2 vit bonde · f2 vit bonde · g2 vit bonde · h2 vit bonde · a1 vit torn · b1 vit springare · d1 vit drottning · e1 vit kung · f1 vit löpare · g1 vit springare · h1 vit torn | a8 svart torn · b8 svart springare · c8 svart löpare · d8 svart drottning · e8 svart kung · f8 svart löpare · g8 svart springare · h8 svart torn · a7 svart bonde · b7 svart bonde · c7 svart bonde · e7 svart bonde · f7 svart bonde · g7 svart bonde · h7 svart bonde · d5 svart bonde · d4 vit bonde · f4 vit löpare · a2 vit bonde · b2 vit bonde · c2 vit bonde · e2 vit bonde · f2 vit bonde · g2 vit bonde · h2 vit bonde · a1 vit torn · b1 vit springare · d1 vit drottning · e1 vit kung · f1 vit löpare · g1 vit springare · h1 vit torn | a8 svart torn · b8 svart springare · c8 svart löpare · d8 svart drottning · e8 svart kung · f8 svart löpare · g8 svart springare · h8 svart torn · a7 svart bonde · b7 svart bonde · c7 svart bonde · e7 svart bonde · f7 svart bonde · g7 svart bonde · h7 svart bonde · d5 svart bonde · d4 vit bonde · f4 vit löpare · a2 vit bonde · b2 vit bonde · c2 vit bonde · e2 vit bonde · f2 vit bonde · g2 vit bonde · h2 vit bonde · a1 vit torn · b1 vit springare · d1 vit drottning · e1 vit kung · f1 vit löpare · g1 vit springare · h1 vit torn | a8 svart torn · b8 svart springare · c8 svart löpare · d8 svart drottning · e8 svart kung · f8 svart löpare · g8 svart springare · h8 svart torn · a7 svart bonde · b7 svart bonde · c7 svart bonde · e7 svart bonde · f7 svart bonde · g7 svart bonde · h7 svart bonde · d5 svart bonde · d4 vit bonde · f4 vit löpare · a2 vit bonde · b2 vit bonde · c2 vit bonde · e2 vit bonde · f2 vit bonde · g2 vit bonde · h2 vit bonde · a1 vit torn · b1 vit springare · d1 vit drottning · e1 vit kung · f1 vit löpare · g1 vit springare · h1 vit torn | a8 svart torn · b8 svart springare · c8 svart löpare · d8 svart drottning · e8 svart kung · f8 svart löpare · g8 svart springare · h8 svart torn · a7 svart bonde · b7 svart bonde · c7 svart bonde · e7 svart bonde · f7 svart bonde · g7 svart bonde · h7 svart bonde · d5 svart bonde · d4 vit bonde · f4 vit löpare · a2 vit bonde · b2 vit bonde · c2 vit bonde · e2 vit bonde · f2 vit bonde · g2 vit bonde · h2 vit bonde · a1 vit torn · b1 vit springare · d1 vit drottning · e1 vit kung · f1 vit löpare · g1 vit springare · h1 vit torn | 8 |
| 7 | a8 svart torn · b8 svart springare · c8 svart löpare · d8 svart drottning · e8 svart kung · f8 svart löpare · g8 svart springare · h8 svart torn · a7 svart bonde · b7 svart bonde · c7 svart bonde · e7 svart bonde · f7 svart bonde · g7 svart bonde · h7 svart bonde · d5 svart bonde · d4 vit bonde · f4 vit löpare · a2 vit bonde · b2 vit bonde · c2 vit bonde · e2 vit bonde · f2 vit bonde · g2 vit bonde · h2 vit bonde · a1 vit torn · b1 vit springare · d1 vit drottning · e1 vit kung · f1 vit löpare · g1 vit springare · h1 vit torn | a8 svart torn · b8 svart springare · c8 svart löpare · d8 svart drottning · e8 svart kung · f8 svart löpare · g8 svart springare · h8 svart torn · a7 svart bonde · b7 svart bonde · c7 svart bonde · e7 svart bonde · f7 svart bonde · g7 svart bonde · h7 svart bonde · d5 svart bonde · d4 vit bonde · f4 vit löpare · a2 vit bonde · b2 vit bonde · c2 vit bonde · e2 vit bonde · f2 vit bonde · g2 vit bonde · h2 vit bonde · a1 vit torn · b1 vit springare · d1 vit drottning · e1 vit kung · f1 vit löpare · g1 vit springare · h1 vit torn | a8 svart torn · b8 svart springare · c8 svart löpare · d8 svart drottning · e8 svart kung · f8 svart löpare · g8 svart springare · h8 svart torn · a7 svart bonde · b7 svart bonde · c7 svart bonde · e7 svart bonde · f7 svart bonde · g7 svart bonde · h7 svart bonde · d5 svart bonde · d4 vit bonde · f4 vit löpare · a2 vit bonde · b2 vit bonde · c2 vit bonde · e2 vit bonde · f2 vit bonde · g2 vit bonde · h2 vit bonde · a1 vit torn · b1 vit springare · d1 vit drottning · e1 vit kung · f1 vit löpare · g1 vit springare · h1 vit torn | a8 svart torn · b8 svart springare · c8 svart löpare · d8 svart drottning · e8 svart kung · f8 svart löpare · g8 svart springare · h8 svart torn · a7 svart bonde · b7 svart bonde · c7 svart bonde · e7 svart bonde · f7 svart bonde · g7 svart bonde · h7 svart bonde · d5 svart bonde · d4 vit bonde · f4 vit löpare · a2 vit bonde · b2 vit bonde · c2 vit bonde · e2 vit bonde · f2 vit bonde · g2 vit bonde · h2 vit bonde · a1 vit torn · b1 vit springare · d1 vit drottning · e1 vit kung · f1 vit löpare · g1 vit springare · h1 vit torn | a8 svart torn · b8 svart springare · c8 svart löpare · d8 svart drottning · e8 svart kung · f8 svart löpare · g8 svart springare · h8 svart torn · a7 svart bonde · b7 svart bonde · c7 svart bonde · e7 svart bonde · f7 svart bonde · g7 svart bonde · h7 svart bonde · d5 svart bonde · d4 vit bonde · f4 vit löpare · a2 vit bonde · b2 vit bonde · c2 vit bonde · e2 vit bonde · f2 vit bonde · g2 vit bonde · h2 vit bonde · a1 vit torn · b1 vit springare · d1 vit drottning · e1 vit kung · f1 vit löpare · g1 vit springare · h1 vit torn | a8 svart torn · b8 svart springare · c8 svart löpare · d8 svart drottning · e8 svart kung · f8 svart löpare · g8 svart springare · h8 svart torn · a7 svart bonde · b7 svart bonde · c7 svart bonde · e7 svart bonde · f7 svart bonde · g7 svart bonde · h7 svart bonde · d5 svart bonde · d4 vit bonde · f4 vit löpare · a2 vit bonde · b2 vit bonde · c2 vit bonde · e2 vit bonde · f2 vit bonde · g2 vit bonde · h2 vit bonde · a1 vit torn · b1 vit springare · d1 vit drottning · e1 vit kung · f1 vit löpare · g1 vit springare · h1 vit torn | a8 svart torn · b8 svart springare · c8 svart löpare · d8 svart drottning · e8 svart kung · f8 svart löpare · g8 svart springare · h8 svart torn · a7 svart bonde · b7 svart bonde · c7 svart bonde · e7 svart bonde · f7 svart bonde · g7 svart bonde · h7 svart bonde · d5 svart bonde · d4 vit bonde · f4 vit löpare · a2 vit bonde · b2 vit bonde · c2 vit bonde · e2 vit bonde · f2 vit bonde · g2 vit bonde · h2 vit bonde · a1 vit torn · b1 vit springare · d1 vit drottning · e1 vit kung · f1 vit löpare · g1 vit springare · h1 vit torn | a8 svart torn · b8 svart springare · c8 svart löpare · d8 svart drottning · e8 svart kung · f8 svart löpare · g8 svart springare · h8 svart torn · a7 svart bonde · b7 svart bonde · c7 svart bonde · e7 svart bonde · f7 svart bonde · g7 svart bonde · h7 svart bonde · d5 svart bonde · d4 vit bonde · f4 vit löpare · a2 vit bonde · b2 vit bonde · c2 vit bonde · e2 vit bonde · f2 vit bonde · g2 vit bonde · h2 vit bonde · a1 vit torn · b1 vit springare · d1 vit drottning · e1 vit kung · f1 vit löpare · g1 vit springare · h1 vit torn | 7 |
| 6 | a8 svart torn · b8 svart springare · c8 svart löpare · d8 svart drottning · e8 svart kung · f8 svart löpare · g8 svart springare · h8 svart torn · a7 svart bonde · b7 svart bonde · c7 svart bonde · e7 svart bonde · f7 svart bonde · g7 svart bonde · h7 svart bonde · d5 svart bonde · d4 vit bonde · f4 vit löpare · a2 vit bonde · b2 vit bonde · c2 vit bonde · e2 vit bonde · f2 vit bonde · g2 vit bonde · h2 vit bonde · a1 vit torn · b1 vit springare · d1 vit drottning · e1 vit kung · f1 vit löpare · g1 vit springare · h1 vit torn | a8 svart torn · b8 svart springare · c8 svart löpare · d8 svart drottning · e8 svart kung · f8 svart löpare · g8 svart springare · h8 svart torn · a7 svart bonde · b7 svart bonde · c7 svart bonde · e7 svart bonde · f7 svart bonde · g7 svart bonde · h7 svart bonde · d5 svart bonde · d4 vit bonde · f4 vit löpare · a2 vit bonde · b2 vit bonde · c2 vit bonde · e2 vit bonde · f2 vit bonde · g2 vit bonde · h2 vit bonde · a1 vit torn · b1 vit springare · d1 vit drottning · e1 vit kung · f1 vit löpare · g1 vit springare · h1 vit torn | a8 svart torn · b8 svart springare · c8 svart löpare · d8 svart drottning · e8 svart kung · f8 svart löpare · g8 svart springare · h8 svart torn · a7 svart bonde · b7 svart bonde · c7 svart bonde · e7 svart bonde · f7 svart bonde · g7 svart bonde · h7 svart bonde · d5 svart bonde · d4 vit bonde · f4 vit löpare · a2 vit bonde · b2 vit bonde · c2 vit bonde · e2 vit bonde · f2 vit bonde · g2 vit bonde · h2 vit bonde · a1 vit torn · b1 vit springare · d1 vit drottning · e1 vit kung · f1 vit löpare · g1 vit springare · h1 vit torn | a8 svart torn · b8 svart springare · c8 svart löpare · d8 svart drottning · e8 svart kung · f8 svart löpare · g8 svart springare · h8 svart torn · a7 svart bonde · b7 svart bonde · c7 svart bonde · e7 svart bonde · f7 svart bonde · g7 svart bonde · h7 svart bonde · d5 svart bonde · d4 vit bonde · f4 vit löpare · a2 vit bonde · b2 vit bonde · c2 vit bonde · e2 vit bonde · f2 vit bonde · g2 vit bonde · h2 vit bonde · a1 vit torn · b1 vit springare · d1 vit drottning · e1 vit kung · f1 vit löpare · g1 vit springare · h1 vit torn | a8 svart torn · b8 svart springare · c8 svart löpare · d8 svart drottning · e8 svart kung · f8 svart löpare · g8 svart springare · h8 svart torn · a7 svart bonde · b7 svart bonde · c7 svart bonde · e7 svart bonde · f7 svart bonde · g7 svart bonde · h7 svart bonde · d5 svart bonde · d4 vit bonde · f4 vit löpare · a2 vit bonde · b2 vit bonde · c2 vit bonde · e2 vit bonde · f2 vit bonde · g2 vit bonde · h2 vit bonde · a1 vit torn · b1 vit springare · d1 vit drottning · e1 vit kung · f1 vit löpare · g1 vit springare · h1 vit torn | a8 svart torn · b8 svart springare · c8 svart löpare · d8 svart drottning · e8 svart kung · f8 svart löpare · g8 svart springare · h8 svart torn · a7 svart bonde · b7 svart bonde · c7 svart bonde · e7 svart bonde · f7 svart bonde · g7 svart bonde · h7 svart bonde · d5 svart bonde · d4 vit bonde · f4 vit löpare · a2 vit bonde · b2 vit bonde · c2 vit bonde · e2 vit bonde · f2 vit bonde · g2 vit bonde · h2 vit bonde · a1 vit torn · b1 vit springare · d1 vit drottning · e1 vit kung · f1 vit löpare · g1 vit springare · h1 vit torn | a8 svart torn · b8 svart springare · c8 svart löpare · d8 svart drottning · e8 svart kung · f8 svart löpare · g8 svart springare · h8 svart torn · a7 svart bonde · b7 svart bonde · c7 svart bonde · e7 svart bonde · f7 svart bonde · g7 svart bonde · h7 svart bonde · d5 svart bonde · d4 vit bonde · f4 vit löpare · a2 vit bonde · b2 vit bonde · c2 vit bonde · e2 vit bonde · f2 vit bonde · g2 vit bonde · h2 vit bonde · a1 vit torn · b1 vit springare · d1 vit drottning · e1 vit kung · f1 vit löpare · g1 vit springare · h1 vit torn | a8 svart torn · b8 svart springare · c8 svart löpare · d8 svart drottning · e8 svart kung · f8 svart löpare · g8 svart springare · h8 svart torn · a7 svart bonde · b7 svart bonde · c7 svart bonde · e7 svart bonde · f7 svart bonde · g7 svart bonde · h7 svart bonde · d5 svart bonde · d4 vit bonde · f4 vit löpare · a2 vit bonde · b2 vit bonde · c2 vit bonde · e2 vit bonde · f2 vit bonde · g2 vit bonde · h2 vit bonde · a1 vit torn · b1 vit springare · d1 vit drottning · e1 vit kung · f1 vit löpare · g1 vit springare · h1 vit torn | 6 |
| 5 | a8 svart torn · b8 svart springare · c8 svart löpare · d8 svart drottning · e8 svart kung · f8 svart löpare · g8 svart springare · h8 svart torn · a7 svart bonde · b7 svart bonde · c7 svart bonde · e7 svart bonde · f7 svart bonde · g7 svart bonde · h7 svart bonde · d5 svart bonde · d4 vit bonde · f4 vit löpare · a2 vit bonde · b2 vit bonde · c2 vit bonde · e2 vit bonde · f2 vit bonde · g2 vit bonde · h2 vit bonde · a1 vit torn · b1 vit springare · d1 vit drottning · e1 vit kung · f1 vit löpare · g1 vit springare · h1 vit torn | a8 svart torn · b8 svart springare · c8 svart löpare · d8 svart drottning · e8 svart kung · f8 svart löpare · g8 svart springare · h8 svart torn · a7 svart bonde · b7 svart bonde · c7 svart bonde · e7 svart bonde · f7 svart bonde · g7 svart bonde · h7 svart bonde · d5 svart bonde · d4 vit bonde · f4 vit löpare · a2 vit bonde · b2 vit bonde · c2 vit bonde · e2 vit bonde · f2 vit bonde · g2 vit bonde · h2 vit bonde · a1 vit torn · b1 vit springare · d1 vit drottning · e1 vit kung · f1 vit löpare · g1 vit springare · h1 vit torn | a8 svart torn · b8 svart springare · c8 svart löpare · d8 svart drottning · e8 svart kung · f8 svart löpare · g8 svart springare · h8 svart torn · a7 svart bonde · b7 svart bonde · c7 svart bonde · e7 svart bonde · f7 svart bonde · g7 svart bonde · h7 svart bonde · d5 svart bonde · d4 vit bonde · f4 vit löpare · a2 vit bonde · b2 vit bonde · c2 vit bonde · e2 vit bonde · f2 vit bonde · g2 vit bonde · h2 vit bonde · a1 vit torn · b1 vit springare · d1 vit drottning · e1 vit kung · f1 vit löpare · g1 vit springare · h1 vit torn | a8 svart torn · b8 svart springare · c8 svart löpare · d8 svart drottning · e8 svart kung · f8 svart löpare · g8 svart springare · h8 svart torn · a7 svart bonde · b7 svart bonde · c7 svart bonde · e7 svart bonde · f7 svart bonde · g7 svart bonde · h7 svart bonde · d5 svart bonde · d4 vit bonde · f4 vit löpare · a2 vit bonde · b2 vit bonde · c2 vit bonde · e2 vit bonde · f2 vit bonde · g2 vit bonde · h2 vit bonde · a1 vit torn · b1 vit springare · d1 vit drottning · e1 vit kung · f1 vit löpare · g1 vit springare · h1 vit torn | a8 svart torn · b8 svart springare · c8 svart löpare · d8 svart drottning · e8 svart kung · f8 svart löpare · g8 svart springare · h8 svart torn · a7 svart bonde · b7 svart bonde · c7 svart bonde · e7 svart bonde · f7 svart bonde · g7 svart bonde · h7 svart bonde · d5 svart bonde · d4 vit bonde · f4 vit löpare · a2 vit bonde · b2 vit bonde · c2 vit bonde · e2 vit bonde · f2 vit bonde · g2 vit bonde · h2 vit bonde · a1 vit torn · b1 vit springare · d1 vit drottning · e1 vit kung · f1 vit löpare · g1 vit springare · h1 vit torn | a8 svart torn · b8 svart springare · c8 svart löpare · d8 svart drottning · e8 svart kung · f8 svart löpare · g8 svart springare · h8 svart torn · a7 svart bonde · b7 svart bonde · c7 svart bonde · e7 svart bonde · f7 svart bonde · g7 svart bonde · h7 svart bonde · d5 svart bonde · d4 vit bonde · f4 vit löpare · a2 vit bonde · b2 vit bonde · c2 vit bonde · e2 vit bonde · f2 vit bonde · g2 vit bonde · h2 vit bonde · a1 vit torn · b1 vit springare · d1 vit drottning · e1 vit kung · f1 vit löpare · g1 vit springare · h1 vit torn | a8 svart torn · b8 svart springare · c8 svart löpare · d8 svart drottning · e8 svart kung · f8 svart löpare · g8 svart springare · h8 svart torn · a7 svart bonde · b7 svart bonde · c7 svart bonde · e7 svart bonde · f7 svart bonde · g7 svart bonde · h7 svart bonde · d5 svart bonde · d4 vit bonde · f4 vit löpare · a2 vit bonde · b2 vit bonde · c2 vit bonde · e2 vit bonde · f2 vit bonde · g2 vit bonde · h2 vit bonde · a1 vit torn · b1 vit springare · d1 vit drottning · e1 vit kung · f1 vit löpare · g1 vit springare · h1 vit torn | a8 svart torn · b8 svart springare · c8 svart löpare · d8 svart drottning · e8 svart kung · f8 svart löpare · g8 svart springare · h8 svart torn · a7 svart bonde · b7 svart bonde · c7 svart bonde · e7 svart bonde · f7 svart bonde · g7 svart bonde · h7 svart bonde · d5 svart bonde · d4 vit bonde · f4 vit löpare · a2 vit bonde · b2 vit bonde · c2 vit bonde · e2 vit bonde · f2 vit bonde · g2 vit bonde · h2 vit bonde · a1 vit torn · b1 vit springare · d1 vit drottning · e1 vit kung · f1 vit löpare · g1 vit springare · h1 vit torn | 5 |
| 4 | a8 svart torn · b8 svart springare · c8 svart löpare · d8 svart drottning · e8 svart kung · f8 svart löpare · g8 svart springare · h8 svart torn · a7 svart bonde · b7 svart bonde · c7 svart bonde · e7 svart bonde · f7 svart bonde · g7 svart bonde · h7 svart bonde · d5 svart bonde · d4 vit bonde · f4 vit löpare · a2 vit bonde · b2 vit bonde · c2 vit bonde · e2 vit bonde · f2 vit bonde · g2 vit bonde · h2 vit bonde · a1 vit torn · b1 vit springare · d1 vit drottning · e1 vit kung · f1 vit löpare · g1 vit springare · h1 vit torn | a8 svart torn · b8 svart springare · c8 svart löpare · d8 svart drottning · e8 svart kung · f8 svart löpare · g8 svart springare · h8 svart torn · a7 svart bonde · b7 svart bonde · c7 svart bonde · e7 svart bonde · f7 svart bonde · g7 svart bonde · h7 svart bonde · d5 svart bonde · d4 vit bonde · f4 vit löpare · a2 vit bonde · b2 vit bonde · c2 vit bonde · e2 vit bonde · f2 vit bonde · g2 vit bonde · h2 vit bonde · a1 vit torn · b1 vit springare · d1 vit drottning · e1 vit kung · f1 vit löpare · g1 vit springare · h1 vit torn | a8 svart torn · b8 svart springare · c8 svart löpare · d8 svart drottning · e8 svart kung · f8 svart löpare · g8 svart springare · h8 svart torn · a7 svart bonde · b7 svart bonde · c7 svart bonde · e7 svart bonde · f7 svart bonde · g7 svart bonde · h7 svart bonde · d5 svart bonde · d4 vit bonde · f4 vit löpare · a2 vit bonde · b2 vit bonde · c2 vit bonde · e2 vit bonde · f2 vit bonde · g2 vit bonde · h2 vit bonde · a1 vit torn · b1 vit springare · d1 vit drottning · e1 vit kung · f1 vit löpare · g1 vit springare · h1 vit torn | a8 svart torn · b8 svart springare · c8 svart löpare · d8 svart drottning · e8 svart kung · f8 svart löpare · g8 svart springare · h8 svart torn · a7 svart bonde · b7 svart bonde · c7 svart bonde · e7 svart bonde · f7 svart bonde · g7 svart bonde · h7 svart bonde · d5 svart bonde · d4 vit bonde · f4 vit löpare · a2 vit bonde · b2 vit bonde · c2 vit bonde · e2 vit bonde · f2 vit bonde · g2 vit bonde · h2 vit bonde · a1 vit torn · b1 vit springare · d1 vit drottning · e1 vit kung · f1 vit löpare · g1 vit springare · h1 vit torn | a8 svart torn · b8 svart springare · c8 svart löpare · d8 svart drottning · e8 svart kung · f8 svart löpare · g8 svart springare · h8 svart torn · a7 svart bonde · b7 svart bonde · c7 svart bonde · e7 svart bonde · f7 svart bonde · g7 svart bonde · h7 svart bonde · d5 svart bonde · d4 vit bonde · f4 vit löpare · a2 vit bonde · b2 vit bonde · c2 vit bonde · e2 vit bonde · f2 vit bonde · g2 vit bonde · h2 vit bonde · a1 vit torn · b1 vit springare · d1 vit drottning · e1 vit kung · f1 vit löpare · g1 vit springare · h1 vit torn | a8 svart torn · b8 svart springare · c8 svart löpare · d8 svart drottning · e8 svart kung · f8 svart löpare · g8 svart springare · h8 svart torn · a7 svart bonde · b7 svart bonde · c7 svart bonde · e7 svart bonde · f7 svart bonde · g7 svart bonde · h7 svart bonde · d5 svart bonde · d4 vit bonde · f4 vit löpare · a2 vit bonde · b2 vit bonde · c2 vit bonde · e2 vit bonde · f2 vit bonde · g2 vit bonde · h2 vit bonde · a1 vit torn · b1 vit springare · d1 vit drottning · e1 vit kung · f1 vit löpare · g1 vit springare · h1 vit torn | a8 svart torn · b8 svart springare · c8 svart löpare · d8 svart drottning · e8 svart kung · f8 svart löpare · g8 svart springare · h8 svart torn · a7 svart bonde · b7 svart bonde · c7 svart bonde · e7 svart bonde · f7 svart bonde · g7 svart bonde · h7 svart bonde · d5 svart bonde · d4 vit bonde · f4 vit löpare · a2 vit bonde · b2 vit bonde · c2 vit bonde · e2 vit bonde · f2 vit bonde · g2 vit bonde · h2 vit bonde · a1 vit torn · b1 vit springare · d1 vit drottning · e1 vit kung · f1 vit löpare · g1 vit springare · h1 vit torn | a8 svart torn · b8 svart springare · c8 svart löpare · d8 svart drottning · e8 svart kung · f8 svart löpare · g8 svart springare · h8 svart torn · a7 svart bonde · b7 svart bonde · c7 svart bonde · e7 svart bonde · f7 svart bonde · g7 svart bonde · h7 svart bonde · d5 svart bonde · d4 vit bonde · f4 vit löpare · a2 vit bonde · b2 vit bonde · c2 vit bonde · e2 vit bonde · f2 vit bonde · g2 vit bonde · h2 vit bonde · a1 vit torn · b1 vit springare · d1 vit drottning · e1 vit kung · f1 vit löpare · g1 vit springare · h1 vit torn | 4 |
| 3 | a8 svart torn · b8 svart springare · c8 svart löpare · d8 svart drottning · e8 svart kung · f8 svart löpare · g8 svart springare · h8 svart torn · a7 svart bonde · b7 svart bonde · c7 svart bonde · e7 svart bonde · f7 svart bonde · g7 svart bonde · h7 svart bonde · d5 svart bonde · d4 vit bonde · f4 vit löpare · a2 vit bonde · b2 vit bonde · c2 vit bonde · e2 vit bonde · f2 vit bonde · g2 vit bonde · h2 vit bonde · a1 vit torn · b1 vit springare · d1 vit drottning · e1 vit kung · f1 vit löpare · g1 vit springare · h1 vit torn | a8 svart torn · b8 svart springare · c8 svart löpare · d8 svart drottning · e8 svart kung · f8 svart löpare · g8 svart springare · h8 svart torn · a7 svart bonde · b7 svart bonde · c7 svart bonde · e7 svart bonde · f7 svart bonde · g7 svart bonde · h7 svart bonde · d5 svart bonde · d4 vit bonde · f4 vit löpare · a2 vit bonde · b2 vit bonde · c2 vit bonde · e2 vit bonde · f2 vit bonde · g2 vit bonde · h2 vit bonde · a1 vit torn · b1 vit springare · d1 vit drottning · e1 vit kung · f1 vit löpare · g1 vit springare · h1 vit torn | a8 svart torn · b8 svart springare · c8 svart löpare · d8 svart drottning · e8 svart kung · f8 svart löpare · g8 svart springare · h8 svart torn · a7 svart bonde · b7 svart bonde · c7 svart bonde · e7 svart bonde · f7 svart bonde · g7 svart bonde · h7 svart bonde · d5 svart bonde · d4 vit bonde · f4 vit löpare · a2 vit bonde · b2 vit bonde · c2 vit bonde · e2 vit bonde · f2 vit bonde · g2 vit bonde · h2 vit bonde · a1 vit torn · b1 vit springare · d1 vit drottning · e1 vit kung · f1 vit löpare · g1 vit springare · h1 vit torn | a8 svart torn · b8 svart springare · c8 svart löpare · d8 svart drottning · e8 svart kung · f8 svart löpare · g8 svart springare · h8 svart torn · a7 svart bonde · b7 svart bonde · c7 svart bonde · e7 svart bonde · f7 svart bonde · g7 svart bonde · h7 svart bonde · d5 svart bonde · d4 vit bonde · f4 vit löpare · a2 vit bonde · b2 vit bonde · c2 vit bonde · e2 vit bonde · f2 vit bonde · g2 vit bonde · h2 vit bonde · a1 vit torn · b1 vit springare · d1 vit drottning · e1 vit kung · f1 vit löpare · g1 vit springare · h1 vit torn | a8 svart torn · b8 svart springare · c8 svart löpare · d8 svart drottning · e8 svart kung · f8 svart löpare · g8 svart springare · h8 svart torn · a7 svart bonde · b7 svart bonde · c7 svart bonde · e7 svart bonde · f7 svart bonde · g7 svart bonde · h7 svart bonde · d5 svart bonde · d4 vit bonde · f4 vit löpare · a2 vit bonde · b2 vit bonde · c2 vit bonde · e2 vit bonde · f2 vit bonde · g2 vit bonde · h2 vit bonde · a1 vit torn · b1 vit springare · d1 vit drottning · e1 vit kung · f1 vit löpare · g1 vit springare · h1 vit torn | a8 svart torn · b8 svart springare · c8 svart löpare · d8 svart drottning · e8 svart kung · f8 svart löpare · g8 svart springare · h8 svart torn · a7 svart bonde · b7 svart bonde · c7 svart bonde · e7 svart bonde · f7 svart bonde · g7 svart bonde · h7 svart bonde · d5 svart bonde · d4 vit bonde · f4 vit löpare · a2 vit bonde · b2 vit bonde · c2 vit bonde · e2 vit bonde · f2 vit bonde · g2 vit bonde · h2 vit bonde · a1 vit torn · b1 vit springare · d1 vit drottning · e1 vit kung · f1 vit löpare · g1 vit springare · h1 vit torn | a8 svart torn · b8 svart springare · c8 svart löpare · d8 svart drottning · e8 svart kung · f8 svart löpare · g8 svart springare · h8 svart torn · a7 svart bonde · b7 svart bonde · c7 svart bonde · e7 svart bonde · f7 svart bonde · g7 svart bonde · h7 svart bonde · d5 svart bonde · d4 vit bonde · f4 vit löpare · a2 vit bonde · b2 vit bonde · c2 vit bonde · e2 vit bonde · f2 vit bonde · g2 vit bonde · h2 vit bonde · a1 vit torn · b1 vit springare · d1 vit drottning · e1 vit kung · f1 vit löpare · g1 vit springare · h1 vit torn | a8 svart torn · b8 svart springare · c8 svart löpare · d8 svart drottning · e8 svart kung · f8 svart löpare · g8 svart springare · h8 svart torn · a7 svart bonde · b7 svart bonde · c7 svart bonde · e7 svart bonde · f7 svart bonde · g7 svart bonde · h7 svart bonde · d5 svart bonde · d4 vit bonde · f4 vit löpare · a2 vit bonde · b2 vit bonde · c2 vit bonde · e2 vit bonde · f2 vit bonde · g2 vit bonde · h2 vit bonde · a1 vit torn · b1 vit springare · d1 vit drottning · e1 vit kung · f1 vit löpare · g1 vit springare · h1 vit torn | 3 |
| 2 | a8 svart torn · b8 svart springare · c8 svart löpare · d8 svart drottning · e8 svart kung · f8 svart löpare · g8 svart springare · h8 svart torn · a7 svart bonde · b7 svart bonde · c7 svart bonde · e7 svart bonde · f7 svart bonde · g7 svart bonde · h7 svart bonde · d5 svart bonde · d4 vit bonde · f4 vit löpare · a2 vit bonde · b2 vit bonde · c2 vit bonde · e2 vit bonde · f2 vit bonde · g2 vit bonde · h2 vit bonde · a1 vit torn · b1 vit springare · d1 vit drottning · e1 vit kung · f1 vit löpare · g1 vit springare · h1 vit torn | a8 svart torn · b8 svart springare · c8 svart löpare · d8 svart drottning · e8 svart kung · f8 svart löpare · g8 svart springare · h8 svart torn · a7 svart bonde · b7 svart bonde · c7 svart bonde · e7 svart bonde · f7 svart bonde · g7 svart bonde · h7 svart bonde · d5 svart bonde · d4 vit bonde · f4 vit löpare · a2 vit bonde · b2 vit bonde · c2 vit bonde · e2 vit bonde · f2 vit bonde · g2 vit bonde · h2 vit bonde · a1 vit torn · b1 vit springare · d1 vit drottning · e1 vit kung · f1 vit löpare · g1 vit springare · h1 vit torn | a8 svart torn · b8 svart springare · c8 svart löpare · d8 svart drottning · e8 svart kung · f8 svart löpare · g8 svart springare · h8 svart torn · a7 svart bonde · b7 svart bonde · c7 svart bonde · e7 svart bonde · f7 svart bonde · g7 svart bonde · h7 svart bonde · d5 svart bonde · d4 vit bonde · f4 vit löpare · a2 vit bonde · b2 vit bonde · c2 vit bonde · e2 vit bonde · f2 vit bonde · g2 vit bonde · h2 vit bonde · a1 vit torn · b1 vit springare · d1 vit drottning · e1 vit kung · f1 vit löpare · g1 vit springare · h1 vit torn | a8 svart torn · b8 svart springare · c8 svart löpare · d8 svart drottning · e8 svart kung · f8 svart löpare · g8 svart springare · h8 svart torn · a7 svart bonde · b7 svart bonde · c7 svart bonde · e7 svart bonde · f7 svart bonde · g7 svart bonde · h7 svart bonde · d5 svart bonde · d4 vit bonde · f4 vit löpare · a2 vit bonde · b2 vit bonde · c2 vit bonde · e2 vit bonde · f2 vit bonde · g2 vit bonde · h2 vit bonde · a1 vit torn · b1 vit springare · d1 vit drottning · e1 vit kung · f1 vit löpare · g1 vit springare · h1 vit torn | a8 svart torn · b8 svart springare · c8 svart löpare · d8 svart drottning · e8 svart kung · f8 svart löpare · g8 svart springare · h8 svart torn · a7 svart bonde · b7 svart bonde · c7 svart bonde · e7 svart bonde · f7 svart bonde · g7 svart bonde · h7 svart bonde · d5 svart bonde · d4 vit bonde · f4 vit löpare · a2 vit bonde · b2 vit bonde · c2 vit bonde · e2 vit bonde · f2 vit bonde · g2 vit bonde · h2 vit bonde · a1 vit torn · b1 vit springare · d1 vit drottning · e1 vit kung · f1 vit löpare · g1 vit springare · h1 vit torn | a8 svart torn · b8 svart springare · c8 svart löpare · d8 svart drottning · e8 svart kung · f8 svart löpare · g8 svart springare · h8 svart torn · a7 svart bonde · b7 svart bonde · c7 svart bonde · e7 svart bonde · f7 svart bonde · g7 svart bonde · h7 svart bonde · d5 svart bonde · d4 vit bonde · f4 vit löpare · a2 vit bonde · b2 vit bonde · c2 vit bonde · e2 vit bonde · f2 vit bonde · g2 vit bonde · h2 vit bonde · a1 vit torn · b1 vit springare · d1 vit drottning · e1 vit kung · f1 vit löpare · g1 vit springare · h1 vit torn | a8 svart torn · b8 svart springare · c8 svart löpare · d8 svart drottning · e8 svart kung · f8 svart löpare · g8 svart springare · h8 svart torn · a7 svart bonde · b7 svart bonde · c7 svart bonde · e7 svart bonde · f7 svart bonde · g7 svart bonde · h7 svart bonde · d5 svart bonde · d4 vit bonde · f4 vit löpare · a2 vit bonde · b2 vit bonde · c2 vit bonde · e2 vit bonde · f2 vit bonde · g2 vit bonde · h2 vit bonde · a1 vit torn · b1 vit springare · d1 vit drottning · e1 vit kung · f1 vit löpare · g1 vit springare · h1 vit torn | a8 svart torn · b8 svart springare · c8 svart löpare · d8 svart drottning · e8 svart kung · f8 svart löpare · g8 svart springare · h8 svart torn · a7 svart bonde · b7 svart bonde · c7 svart bonde · e7 svart bonde · f7 svart bonde · g7 svart bonde · h7 svart bonde · d5 svart bonde · d4 vit bonde · f4 vit löpare · a2 vit bonde · b2 vit bonde · c2 vit bonde · e2 vit bonde · f2 vit bonde · g2 vit bonde · h2 vit bonde · a1 vit torn · b1 vit springare · d1 vit drottning · e1 vit kung · f1 vit löpare · g1 vit springare · h1 vit torn | 2 |
| 1 | a8 svart torn · b8 svart springare · c8 svart löpare · d8 svart drottning · e8 svart kung · f8 svart löpare · g8 svart springare · h8 svart torn · a7 svart bonde · b7 svart bonde · c7 svart bonde · e7 svart bonde · f7 svart bonde · g7 svart bonde · h7 svart bonde · d5 svart bonde · d4 vit bonde · f4 vit löpare · a2 vit bonde · b2 vit bonde · c2 vit bonde · e2 vit bonde · f2 vit bonde · g2 vit bonde · h2 vit bonde · a1 vit torn · b1 vit springare · d1 vit drottning · e1 vit kung · f1 vit löpare · g1 vit springare · h1 vit torn | a8 svart torn · b8 svart springare · c8 svart löpare · d8 svart drottning · e8 svart kung · f8 svart löpare · g8 svart springare · h8 svart torn · a7 svart bonde · b7 svart bonde · c7 svart bonde · e7 svart bonde · f7 svart bonde · g7 svart bonde · h7 svart bonde · d5 svart bonde · d4 vit bonde · f4 vit löpare · a2 vit bonde · b2 vit bonde · c2 vit bonde · e2 vit bonde · f2 vit bonde · g2 vit bonde · h2 vit bonde · a1 vit torn · b1 vit springare · d1 vit drottning · e1 vit kung · f1 vit löpare · g1 vit springare · h1 vit torn | a8 svart torn · b8 svart springare · c8 svart löpare · d8 svart drottning · e8 svart kung · f8 svart löpare · g8 svart springare · h8 svart torn · a7 svart bonde · b7 svart bonde · c7 svart bonde · e7 svart bonde · f7 svart bonde · g7 svart bonde · h7 svart bonde · d5 svart bonde · d4 vit bonde · f4 vit löpare · a2 vit bonde · b2 vit bonde · c2 vit bonde · e2 vit bonde · f2 vit bonde · g2 vit bonde · h2 vit bonde · a1 vit torn · b1 vit springare · d1 vit drottning · e1 vit kung · f1 vit löpare · g1 vit springare · h1 vit torn | a8 svart torn · b8 svart springare · c8 svart löpare · d8 svart drottning · e8 svart kung · f8 svart löpare · g8 svart springare · h8 svart torn · a7 svart bonde · b7 svart bonde · c7 svart bonde · e7 svart bonde · f7 svart bonde · g7 svart bonde · h7 svart bonde · d5 svart bonde · d4 vit bonde · f4 vit löpare · a2 vit bonde · b2 vit bonde · c2 vit bonde · e2 vit bonde · f2 vit bonde · g2 vit bonde · h2 vit bonde · a1 vit torn · b1 vit springare · d1 vit drottning · e1 vit kung · f1 vit löpare · g1 vit springare · h1 vit torn | a8 svart torn · b8 svart springare · c8 svart löpare · d8 svart drottning · e8 svart kung · f8 svart löpare · g8 svart springare · h8 svart torn · a7 svart bonde · b7 svart bonde · c7 svart bonde · e7 svart bonde · f7 svart bonde · g7 svart bonde · h7 svart bonde · d5 svart bonde · d4 vit bonde · f4 vit löpare · a2 vit bonde · b2 vit bonde · c2 vit bonde · e2 vit bonde · f2 vit bonde · g2 vit bonde · h2 vit bonde · a1 vit torn · b1 vit springare · d1 vit drottning · e1 vit kung · f1 vit löpare · g1 vit springare · h1 vit torn | a8 svart torn · b8 svart springare · c8 svart löpare · d8 svart drottning · e8 svart kung · f8 svart löpare · g8 svart springare · h8 svart torn · a7 svart bonde · b7 svart bonde · c7 svart bonde · e7 svart bonde · f7 svart bonde · g7 svart bonde · h7 svart bonde · d5 svart bonde · d4 vit bonde · f4 vit löpare · a2 vit bonde · b2 vit bonde · c2 vit bonde · e2 vit bonde · f2 vit bonde · g2 vit bonde · h2 vit bonde · a1 vit torn · b1 vit springare · d1 vit drottning · e1 vit kung · f1 vit löpare · g1 vit springare · h1 vit torn | a8 svart torn · b8 svart springare · c8 svart löpare · d8 svart drottning · e8 svart kung · f8 svart löpare · g8 svart springare · h8 svart torn · a7 svart bonde · b7 svart bonde · c7 svart bonde · e7 svart bonde · f7 svart bonde · g7 svart bonde · h7 svart bonde · d5 svart bonde · d4 vit bonde · f4 vit löpare · a2 vit bonde · b2 vit bonde · c2 vit bonde · e2 vit bonde · f2 vit bonde · g2 vit bonde · h2 vit bonde · a1 vit torn · b1 vit springare · d1 vit drottning · e1 vit kung · f1 vit löpare · g1 vit springare · h1 vit torn | a8 svart torn · b8 svart springare · c8 svart löpare · d8 svart drottning · e8 svart kung · f8 svart löpare · g8 svart springare · h8 svart torn · a7 svart bonde · b7 svart bonde · c7 svart bonde · e7 svart bonde · f7 svart bonde · g7 svart bonde · h7 svart bonde · d5 svart bonde · d4 vit bonde · f4 vit löpare · a2 vit bonde · b2 vit bonde · c2 vit bonde · e2 vit bonde · f2 vit bonde · g2 vit bonde · h2 vit bonde · a1 vit torn · b1 vit springare · d1 vit drottning · e1 vit kung · f1 vit löpare · g1 vit springare · h1 vit torn | 1 |
|   | a | b | c | d | e | f | g | h |   |

|   | a | b | c | d | e | f | g | h |   |
| 8 | d4 vit bonde · c3 vit bonde · d3 vit löpare · e3 vit bonde · f3 vit springare · a2 vit bonde · b2 vit bonde · d2 vit springare · f2 vit bonde · g2 vit bonde · h2 vit bonde · a1 vit torn · c1 vit löpare · d1 vit drottning · e1 vit torn · g1 vit kung | d4 vit bonde · c3 vit bonde · d3 vit löpare · e3 vit bonde · f3 vit springare · a2 vit bonde · b2 vit bonde · d2 vit springare · f2 vit bonde · g2 vit bonde · h2 vit bonde · a1 vit torn · c1 vit löpare · d1 vit drottning · e1 vit torn · g1 vit kung | d4 vit bonde · c3 vit bonde · d3 vit löpare · e3 vit bonde · f3 vit springare · a2 vit bonde · b2 vit bonde · d2 vit springare · f2 vit bonde · g2 vit bonde · h2 vit bonde · a1 vit torn · c1 vit löpare · d1 vit drottning · e1 vit torn · g1 vit kung | d4 vit bonde · c3 vit bonde · d3 vit löpare · e3 vit bonde · f3 vit springare · a2 vit bonde · b2 vit bonde · d2 vit springare · f2 vit bonde · g2 vit bonde · h2 vit bonde · a1 vit torn · c1 vit löpare · d1 vit drottning · e1 vit torn · g1 vit kung | d4 vit bonde · c3 vit bonde · d3 vit löpare · e3 vit bonde · f3 vit springare · a2 vit bonde · b2 vit bonde · d2 vit springare · f2 vit bonde · g2 vit bonde · h2 vit bonde · a1 vit torn · c1 vit löpare · d1 vit drottning · e1 vit torn · g1 vit kung | d4 vit bonde · c3 vit bonde · d3 vit löpare · e3 vit bonde · f3 vit springare · a2 vit bonde · b2 vit bonde · d2 vit springare · f2 vit bonde · g2 vit bonde · h2 vit bonde · a1 vit torn · c1 vit löpare · d1 vit drottning · e1 vit torn · g1 vit kung | d4 vit bonde · c3 vit bonde · d3 vit löpare · e3 vit bonde · f3 vit springare · a2 vit bonde · b2 vit bonde · d2 vit springare · f2 vit bonde · g2 vit bonde · h2 vit bonde · a1 vit torn · c1 vit löpare · d1 vit drottning · e1 vit torn · g1 vit kung | d4 vit bonde · c3 vit bonde · d3 vit löpare · e3 vit bonde · f3 vit springare · a2 vit bonde · b2 vit bonde · d2 vit springare · f2 vit bonde · g2 vit bonde · h2 vit bonde · a1 vit torn · c1 vit löpare · d1 vit drottning · e1 vit torn · g1 vit kung | 8 |
| 7 | d4 vit bonde · c3 vit bonde · d3 vit löpare · e3 vit bonde · f3 vit springare · a2 vit bonde · b2 vit bonde · d2 vit springare · f2 vit bonde · g2 vit bonde · h2 vit bonde · a1 vit torn · c1 vit löpare · d1 vit drottning · e1 vit torn · g1 vit kung | d4 vit bonde · c3 vit bonde · d3 vit löpare · e3 vit bonde · f3 vit springare · a2 vit bonde · b2 vit bonde · d2 vit springare · f2 vit bonde · g2 vit bonde · h2 vit bonde · a1 vit torn · c1 vit löpare · d1 vit drottning · e1 vit torn · g1 vit kung | d4 vit bonde · c3 vit bonde · d3 vit löpare · e3 vit bonde · f3 vit springare · a2 vit bonde · b2 vit bonde · d2 vit springare · f2 vit bonde · g2 vit bonde · h2 vit bonde · a1 vit torn · c1 vit löpare · d1 vit drottning · e1 vit torn · g1 vit kung | d4 vit bonde · c3 vit bonde · d3 vit löpare · e3 vit bonde · f3 vit springare · a2 vit bonde · b2 vit bonde · d2 vit springare · f2 vit bonde · g2 vit bonde · h2 vit bonde · a1 vit torn · c1 vit löpare · d1 vit drottning · e1 vit torn · g1 vit kung | d4 vit bonde · c3 vit bonde · d3 vit löpare · e3 vit bonde · f3 vit springare · a2 vit bonde · b2 vit bonde · d2 vit springare · f2 vit bonde · g2 vit bonde · h2 vit bonde · a1 vit torn · c1 vit löpare · d1 vit drottning · e1 vit torn · g1 vit kung | d4 vit bonde · c3 vit bonde · d3 vit löpare · e3 vit bonde · f3 vit springare · a2 vit bonde · b2 vit bonde · d2 vit springare · f2 vit bonde · g2 vit bonde · h2 vit bonde · a1 vit torn · c1 vit löpare · d1 vit drottning · e1 vit torn · g1 vit kung | d4 vit bonde · c3 vit bonde · d3 vit löpare · e3 vit bonde · f3 vit springare · a2 vit bonde · b2 vit bonde · d2 vit springare · f2 vit bonde · g2 vit bonde · h2 vit bonde · a1 vit torn · c1 vit löpare · d1 vit drottning · e1 vit torn · g1 vit kung | d4 vit bonde · c3 vit bonde · d3 vit löpare · e3 vit bonde · f3 vit springare · a2 vit bonde · b2 vit bonde · d2 vit springare · f2 vit bonde · g2 vit bonde · h2 vit bonde · a1 vit torn · c1 vit löpare · d1 vit drottning · e1 vit torn · g1 vit kung | 7 |
| 6 | d4 vit bonde · c3 vit bonde · d3 vit löpare · e3 vit bonde · f3 vit springare · a2 vit bonde · b2 vit bonde · d2 vit springare · f2 vit bonde · g2 vit bonde · h2 vit bonde · a1 vit torn · c1 vit löpare · d1 vit drottning · e1 vit torn · g1 vit kung | d4 vit bonde · c3 vit bonde · d3 vit löpare · e3 vit bonde · f3 vit springare · a2 vit bonde · b2 vit bonde · d2 vit springare · f2 vit bonde · g2 vit bonde · h2 vit bonde · a1 vit torn · c1 vit löpare · d1 vit drottning · e1 vit torn · g1 vit kung | d4 vit bonde · c3 vit bonde · d3 vit löpare · e3 vit bonde · f3 vit springare · a2 vit bonde · b2 vit bonde · d2 vit springare · f2 vit bonde · g2 vit bonde · h2 vit bonde · a1 vit torn · c1 vit löpare · d1 vit drottning · e1 vit torn · g1 vit kung | d4 vit bonde · c3 vit bonde · d3 vit löpare · e3 vit bonde · f3 vit springare · a2 vit bonde · b2 vit bonde · d2 vit springare · f2 vit bonde · g2 vit bonde · h2 vit bonde · a1 vit torn · c1 vit löpare · d1 vit drottning · e1 vit torn · g1 vit kung | d4 vit bonde · c3 vit bonde · d3 vit löpare · e3 vit bonde · f3 vit springare · a2 vit bonde · b2 vit bonde · d2 vit springare · f2 vit bonde · g2 vit bonde · h2 vit bonde · a1 vit torn · c1 vit löpare · d1 vit drottning · e1 vit torn · g1 vit kung | d4 vit bonde · c3 vit bonde · d3 vit löpare · e3 vit bonde · f3 vit springare · a2 vit bonde · b2 vit bonde · d2 vit springare · f2 vit bonde · g2 vit bonde · h2 vit bonde · a1 vit torn · c1 vit löpare · d1 vit drottning · e1 vit torn · g1 vit kung | d4 vit bonde · c3 vit bonde · d3 vit löpare · e3 vit bonde · f3 vit springare · a2 vit bonde · b2 vit bonde · d2 vit springare · f2 vit bonde · g2 vit bonde · h2 vit bonde · a1 vit torn · c1 vit löpare · d1 vit drottning · e1 vit torn · g1 vit kung | d4 vit bonde · c3 vit bonde · d3 vit löpare · e3 vit bonde · f3 vit springare · a2 vit bonde · b2 vit bonde · d2 vit springare · f2 vit bonde · g2 vit bonde · h2 vit bonde · a1 vit torn · c1 vit löpare · d1 vit drottning · e1 vit torn · g1 vit kung | 6 |
| 5 | d4 vit bonde · c3 vit bonde · d3 vit löpare · e3 vit bonde · f3 vit springare · a2 vit bonde · b2 vit bonde · d2 vit springare · f2 vit bonde · g2 vit bonde · h2 vit bonde · a1 vit torn · c1 vit löpare · d1 vit drottning · e1 vit torn · g1 vit kung | d4 vit bonde · c3 vit bonde · d3 vit löpare · e3 vit bonde · f3 vit springare · a2 vit bonde · b2 vit bonde · d2 vit springare · f2 vit bonde · g2 vit bonde · h2 vit bonde · a1 vit torn · c1 vit löpare · d1 vit drottning · e1 vit torn · g1 vit kung | d4 vit bonde · c3 vit bonde · d3 vit löpare · e3 vit bonde · f3 vit springare · a2 vit bonde · b2 vit bonde · d2 vit springare · f2 vit bonde · g2 vit bonde · h2 vit bonde · a1 vit torn · c1 vit löpare · d1 vit drottning · e1 vit torn · g1 vit kung | d4 vit bonde · c3 vit bonde · d3 vit löpare · e3 vit bonde · f3 vit springare · a2 vit bonde · b2 vit bonde · d2 vit springare · f2 vit bonde · g2 vit bonde · h2 vit bonde · a1 vit torn · c1 vit löpare · d1 vit drottning · e1 vit torn · g1 vit kung | d4 vit bonde · c3 vit bonde · d3 vit löpare · e3 vit bonde · f3 vit springare · a2 vit bonde · b2 vit bonde · d2 vit springare · f2 vit bonde · g2 vit bonde · h2 vit bonde · a1 vit torn · c1 vit löpare · d1 vit drottning · e1 vit torn · g1 vit kung | d4 vit bonde · c3 vit bonde · d3 vit löpare · e3 vit bonde · f3 vit springare · a2 vit bonde · b2 vit bonde · d2 vit springare · f2 vit bonde · g2 vit bonde · h2 vit bonde · a1 vit torn · c1 vit löpare · d1 vit drottning · e1 vit torn · g1 vit kung | d4 vit bonde · c3 vit bonde · d3 vit löpare · e3 vit bonde · f3 vit springare · a2 vit bonde · b2 vit bonde · d2 vit springare · f2 vit bonde · g2 vit bonde · h2 vit bonde · a1 vit torn · c1 vit löpare · d1 vit drottning · e1 vit torn · g1 vit kung | d4 vit bonde · c3 vit bonde · d3 vit löpare · e3 vit bonde · f3 vit springare · a2 vit bonde · b2 vit bonde · d2 vit springare · f2 vit bonde · g2 vit bonde · h2 vit bonde · a1 vit torn · c1 vit löpare · d1 vit drottning · e1 vit torn · g1 vit kung | 5 |
| 4 | d4 vit bonde · c3 vit bonde · d3 vit löpare · e3 vit bonde · f3 vit springare · a2 vit bonde · b2 vit bonde · d2 vit springare · f2 vit bonde · g2 vit bonde · h2 vit bonde · a1 vit torn · c1 vit löpare · d1 vit drottning · e1 vit torn · g1 vit kung | d4 vit bonde · c3 vit bonde · d3 vit löpare · e3 vit bonde · f3 vit springare · a2 vit bonde · b2 vit bonde · d2 vit springare · f2 vit bonde · g2 vit bonde · h2 vit bonde · a1 vit torn · c1 vit löpare · d1 vit drottning · e1 vit torn · g1 vit kung | d4 vit bonde · c3 vit bonde · d3 vit löpare · e3 vit bonde · f3 vit springare · a2 vit bonde · b2 vit bonde · d2 vit springare · f2 vit bonde · g2 vit bonde · h2 vit bonde · a1 vit torn · c1 vit löpare · d1 vit drottning · e1 vit torn · g1 vit kung | d4 vit bonde · c3 vit bonde · d3 vit löpare · e3 vit bonde · f3 vit springare · a2 vit bonde · b2 vit bonde · d2 vit springare · f2 vit bonde · g2 vit bonde · h2 vit bonde · a1 vit torn · c1 vit löpare · d1 vit drottning · e1 vit torn · g1 vit kung | d4 vit bonde · c3 vit bonde · d3 vit löpare · e3 vit bonde · f3 vit springare · a2 vit bonde · b2 vit bonde · d2 vit springare · f2 vit bonde · g2 vit bonde · h2 vit bonde · a1 vit torn · c1 vit löpare · d1 vit drottning · e1 vit torn · g1 vit kung | d4 vit bonde · c3 vit bonde · d3 vit löpare · e3 vit bonde · f3 vit springare · a2 vit bonde · b2 vit bonde · d2 vit springare · f2 vit bonde · g2 vit bonde · h2 vit bonde · a1 vit torn · c1 vit löpare · d1 vit drottning · e1 vit torn · g1 vit kung | d4 vit bonde · c3 vit bonde · d3 vit löpare · e3 vit bonde · f3 vit springare · a2 vit bonde · b2 vit bonde · d2 vit springare · f2 vit bonde · g2 vit bonde · h2 vit bonde · a1 vit torn · c1 vit löpare · d1 vit drottning · e1 vit torn · g1 vit kung | d4 vit bonde · c3 vit bonde · d3 vit löpare · e3 vit bonde · f3 vit springare · a2 vit bonde · b2 vit bonde · d2 vit springare · f2 vit bonde · g2 vit bonde · h2 vit bonde · a1 vit torn · c1 vit löpare · d1 vit drottning · e1 vit torn · g1 vit kung | 4 |
| 3 | d4 vit bonde · c3 vit bonde · d3 vit löpare · e3 vit bonde · f3 vit springare · a2 vit bonde · b2 vit bonde · d2 vit springare · f2 vit bonde · g2 vit bonde · h2 vit bonde · a1 vit torn · c1 vit löpare · d1 vit drottning · e1 vit torn · g1 vit kung | d4 vit bonde · c3 vit bonde · d3 vit löpare · e3 vit bonde · f3 vit springare · a2 vit bonde · b2 vit bonde · d2 vit springare · f2 vit bonde · g2 vit bonde · h2 vit bonde · a1 vit torn · c1 vit löpare · d1 vit drottning · e1 vit torn · g1 vit kung | d4 vit bonde · c3 vit bonde · d3 vit löpare · e3 vit bonde · f3 vit springare · a2 vit bonde · b2 vit bonde · d2 vit springare · f2 vit bonde · g2 vit bonde · h2 vit bonde · a1 vit torn · c1 vit löpare · d1 vit drottning · e1 vit torn · g1 vit kung | d4 vit bonde · c3 vit bonde · d3 vit löpare · e3 vit bonde · f3 vit springare · a2 vit bonde · b2 vit bonde · d2 vit springare · f2 vit bonde · g2 vit bonde · h2 vit bonde · a1 vit torn · c1 vit löpare · d1 vit drottning · e1 vit torn · g1 vit kung | d4 vit bonde · c3 vit bonde · d3 vit löpare · e3 vit bonde · f3 vit springare · a2 vit bonde · b2 vit bonde · d2 vit springare · f2 vit bonde · g2 vit bonde · h2 vit bonde · a1 vit torn · c1 vit löpare · d1 vit drottning · e1 vit torn · g1 vit kung | d4 vit bonde · c3 vit bonde · d3 vit löpare · e3 vit bonde · f3 vit springare · a2 vit bonde · b2 vit bonde · d2 vit springare · f2 vit bonde · g2 vit bonde · h2 vit bonde · a1 vit torn · c1 vit löpare · d1 vit drottning · e1 vit torn · g1 vit kung | d4 vit bonde · c3 vit bonde · d3 vit löpare · e3 vit bonde · f3 vit springare · a2 vit bonde · b2 vit bonde · d2 vit springare · f2 vit bonde · g2 vit bonde · h2 vit bonde · a1 vit torn · c1 vit löpare · d1 vit drottning · e1 vit torn · g1 vit kung | d4 vit bonde · c3 vit bonde · d3 vit löpare · e3 vit bonde · f3 vit springare · a2 vit bonde · b2 vit bonde · d2 vit springare · f2 vit bonde · g2 vit bonde · h2 vit bonde · a1 vit torn · c1 vit löpare · d1 vit drottning · e1 vit torn · g1 vit kung | 3 |
| 2 | d4 vit bonde · c3 vit bonde · d3 vit löpare · e3 vit bonde · f3 vit springare · a2 vit bonde · b2 vit bonde · d2 vit springare · f2 vit bonde · g2 vit bonde · h2 vit bonde · a1 vit torn · c1 vit löpare · d1 vit drottning · e1 vit torn · g1 vit kung | d4 vit bonde · c3 vit bonde · d3 vit löpare · e3 vit bonde · f3 vit springare · a2 vit bonde · b2 vit bonde · d2 vit springare · f2 vit bonde · g2 vit bonde · h2 vit bonde · a1 vit torn · c1 vit löpare · d1 vit drottning · e1 vit torn · g1 vit kung | d4 vit bonde · c3 vit bonde · d3 vit löpare · e3 vit bonde · f3 vit springare · a2 vit bonde · b2 vit bonde · d2 vit springare · f2 vit bonde · g2 vit bonde · h2 vit bonde · a1 vit torn · c1 vit löpare · d1 vit drottning · e1 vit torn · g1 vit kung | d4 vit bonde · c3 vit bonde · d3 vit löpare · e3 vit bonde · f3 vit springare · a2 vit bonde · b2 vit bonde · d2 vit springare · f2 vit bonde · g2 vit bonde · h2 vit bonde · a1 vit torn · c1 vit löpare · d1 vit drottning · e1 vit torn · g1 vit kung | d4 vit bonde · c3 vit bonde · d3 vit löpare · e3 vit bonde · f3 vit springare · a2 vit bonde · b2 vit bonde · d2 vit springare · f2 vit bonde · g2 vit bonde · h2 vit bonde · a1 vit torn · c1 vit löpare · d1 vit drottning · e1 vit torn · g1 vit kung | d4 vit bonde · c3 vit bonde · d3 vit löpare · e3 vit bonde · f3 vit springare · a2 vit bonde · b2 vit bonde · d2 vit springare · f2 vit bonde · g2 vit bonde · h2 vit bonde · a1 vit torn · c1 vit löpare · d1 vit drottning · e1 vit torn · g1 vit kung | d4 vit bonde · c3 vit bonde · d3 vit löpare · e3 vit bonde · f3 vit springare · a2 vit bonde · b2 vit bonde · d2 vit springare · f2 vit bonde · g2 vit bonde · h2 vit bonde · a1 vit torn · c1 vit löpare · d1 vit drottning · e1 vit torn · g1 vit kung | d4 vit bonde · c3 vit bonde · d3 vit löpare · e3 vit bonde · f3 vit springare · a2 vit bonde · b2 vit bonde · d2 vit springare · f2 vit bonde · g2 vit bonde · h2 vit bonde · a1 vit torn · c1 vit löpare · d1 vit drottning · e1 vit torn · g1 vit kung | 2 |
| 1 | d4 vit bonde · c3 vit bonde · d3 vit löpare · e3 vit bonde · f3 vit springare · a2 vit bonde · b2 vit bonde · d2 vit springare · f2 vit bonde · g2 vit bonde · h2 vit bonde · a1 vit torn · c1 vit löpare · d1 vit drottning · e1 vit torn · g1 vit kung | d4 vit bonde · c3 vit bonde · d3 vit löpare · e3 vit bonde · f3 vit springare · a2 vit bonde · b2 vit bonde · d2 vit springare · f2 vit bonde · g2 vit bonde · h2 vit bonde · a1 vit torn · c1 vit löpare · d1 vit drottning · e1 vit torn · g1 vit kung | d4 vit bonde · c3 vit bonde · d3 vit löpare · e3 vit bonde · f3 vit springare · a2 vit bonde · b2 vit bonde · d2 vit springare · f2 vit bonde · g2 vit bonde · h2 vit bonde · a1 vit torn · c1 vit löpare · d1 vit drottning · e1 vit torn · g1 vit kung | d4 vit bonde · c3 vit bonde · d3 vit löpare · e3 vit bonde · f3 vit springare · a2 vit bonde · b2 vit bonde · d2 vit springare · f2 vit bonde · g2 vit bonde · h2 vit bonde · a1 vit torn · c1 vit löpare · d1 vit drottning · e1 vit torn · g1 vit kung | d4 vit bonde · c3 vit bonde · d3 vit löpare · e3 vit bonde · f3 vit springare · a2 vit bonde · b2 vit bonde · d2 vit springare · f2 vit bonde · g2 vit bonde · h2 vit bonde · a1 vit torn · c1 vit löpare · d1 vit drottning · e1 vit torn · g1 vit kung | d4 vit bonde · c3 vit bonde · d3 vit löpare · e3 vit bonde · f3 vit springare · a2 vit bonde · b2 vit bonde · d2 vit springare · f2 vit bonde · g2 vit bonde · h2 vit bonde · a1 vit torn · c1 vit löpare · d1 vit drottning · e1 vit torn · g1 vit kung | d4 vit bonde · c3 vit bonde · d3 vit löpare · e3 vit bonde · f3 vit springare · a2 vit bonde · b2 vit bonde · d2 vit springare · f2 vit bonde · g2 vit bonde · h2 vit bonde · a1 vit torn · c1 vit löpare · d1 vit drottning · e1 vit torn · g1 vit kung | d4 vit bonde · c3 vit bonde · d3 vit löpare · e3 vit bonde · f3 vit springare · a2 vit bonde · b2 vit bonde · d2 vit springare · f2 vit bonde · g2 vit bonde · h2 vit bonde · a1 vit torn · c1 vit löpare · d1 vit drottning · e1 vit torn · g1 vit kung | 1 |
|   | a | b | c | d | e | f | g | h |   |

|   | a | b | c | d | e | f | g | h |   |
| 8 | d4 vit bonde · f4 vit bonde · c3 vit bonde · e3 vit bonde · f3 vit springare · a2 vit bonde · b2 vit bonde · g2 vit bonde · h2 vit bonde · a1 vit torn · b1 vit springare · c1 vit löpare · d1 vit drottning · e1 vit kung · f1 vit löpare · h1 vit torn | d4 vit bonde · f4 vit bonde · c3 vit bonde · e3 vit bonde · f3 vit springare · a2 vit bonde · b2 vit bonde · g2 vit bonde · h2 vit bonde · a1 vit torn · b1 vit springare · c1 vit löpare · d1 vit drottning · e1 vit kung · f1 vit löpare · h1 vit torn | d4 vit bonde · f4 vit bonde · c3 vit bonde · e3 vit bonde · f3 vit springare · a2 vit bonde · b2 vit bonde · g2 vit bonde · h2 vit bonde · a1 vit torn · b1 vit springare · c1 vit löpare · d1 vit drottning · e1 vit kung · f1 vit löpare · h1 vit torn | d4 vit bonde · f4 vit bonde · c3 vit bonde · e3 vit bonde · f3 vit springare · a2 vit bonde · b2 vit bonde · g2 vit bonde · h2 vit bonde · a1 vit torn · b1 vit springare · c1 vit löpare · d1 vit drottning · e1 vit kung · f1 vit löpare · h1 vit torn | d4 vit bonde · f4 vit bonde · c3 vit bonde · e3 vit bonde · f3 vit springare · a2 vit bonde · b2 vit bonde · g2 vit bonde · h2 vit bonde · a1 vit torn · b1 vit springare · c1 vit löpare · d1 vit drottning · e1 vit kung · f1 vit löpare · h1 vit torn | d4 vit bonde · f4 vit bonde · c3 vit bonde · e3 vit bonde · f3 vit springare · a2 vit bonde · b2 vit bonde · g2 vit bonde · h2 vit bonde · a1 vit torn · b1 vit springare · c1 vit löpare · d1 vit drottning · e1 vit kung · f1 vit löpare · h1 vit torn | d4 vit bonde · f4 vit bonde · c3 vit bonde · e3 vit bonde · f3 vit springare · a2 vit bonde · b2 vit bonde · g2 vit bonde · h2 vit bonde · a1 vit torn · b1 vit springare · c1 vit löpare · d1 vit drottning · e1 vit kung · f1 vit löpare · h1 vit torn | d4 vit bonde · f4 vit bonde · c3 vit bonde · e3 vit bonde · f3 vit springare · a2 vit bonde · b2 vit bonde · g2 vit bonde · h2 vit bonde · a1 vit torn · b1 vit springare · c1 vit löpare · d1 vit drottning · e1 vit kung · f1 vit löpare · h1 vit torn | 8 |
| 7 | d4 vit bonde · f4 vit bonde · c3 vit bonde · e3 vit bonde · f3 vit springare · a2 vit bonde · b2 vit bonde · g2 vit bonde · h2 vit bonde · a1 vit torn · b1 vit springare · c1 vit löpare · d1 vit drottning · e1 vit kung · f1 vit löpare · h1 vit torn | d4 vit bonde · f4 vit bonde · c3 vit bonde · e3 vit bonde · f3 vit springare · a2 vit bonde · b2 vit bonde · g2 vit bonde · h2 vit bonde · a1 vit torn · b1 vit springare · c1 vit löpare · d1 vit drottning · e1 vit kung · f1 vit löpare · h1 vit torn | d4 vit bonde · f4 vit bonde · c3 vit bonde · e3 vit bonde · f3 vit springare · a2 vit bonde · b2 vit bonde · g2 vit bonde · h2 vit bonde · a1 vit torn · b1 vit springare · c1 vit löpare · d1 vit drottning · e1 vit kung · f1 vit löpare · h1 vit torn | d4 vit bonde · f4 vit bonde · c3 vit bonde · e3 vit bonde · f3 vit springare · a2 vit bonde · b2 vit bonde · g2 vit bonde · h2 vit bonde · a1 vit torn · b1 vit springare · c1 vit löpare · d1 vit drottning · e1 vit kung · f1 vit löpare · h1 vit torn | d4 vit bonde · f4 vit bonde · c3 vit bonde · e3 vit bonde · f3 vit springare · a2 vit bonde · b2 vit bonde · g2 vit bonde · h2 vit bonde · a1 vit torn · b1 vit springare · c1 vit löpare · d1 vit drottning · e1 vit kung · f1 vit löpare · h1 vit torn | d4 vit bonde · f4 vit bonde · c3 vit bonde · e3 vit bonde · f3 vit springare · a2 vit bonde · b2 vit bonde · g2 vit bonde · h2 vit bonde · a1 vit torn · b1 vit springare · c1 vit löpare · d1 vit drottning · e1 vit kung · f1 vit löpare · h1 vit torn | d4 vit bonde · f4 vit bonde · c3 vit bonde · e3 vit bonde · f3 vit springare · a2 vit bonde · b2 vit bonde · g2 vit bonde · h2 vit bonde · a1 vit torn · b1 vit springare · c1 vit löpare · d1 vit drottning · e1 vit kung · f1 vit löpare · h1 vit torn | d4 vit bonde · f4 vit bonde · c3 vit bonde · e3 vit bonde · f3 vit springare · a2 vit bonde · b2 vit bonde · g2 vit bonde · h2 vit bonde · a1 vit torn · b1 vit springare · c1 vit löpare · d1 vit drottning · e1 vit kung · f1 vit löpare · h1 vit torn | 7 |
| 6 | d4 vit bonde · f4 vit bonde · c3 vit bonde · e3 vit bonde · f3 vit springare · a2 vit bonde · b2 vit bonde · g2 vit bonde · h2 vit bonde · a1 vit torn · b1 vit springare · c1 vit löpare · d1 vit drottning · e1 vit kung · f1 vit löpare · h1 vit torn | d4 vit bonde · f4 vit bonde · c3 vit bonde · e3 vit bonde · f3 vit springare · a2 vit bonde · b2 vit bonde · g2 vit bonde · h2 vit bonde · a1 vit torn · b1 vit springare · c1 vit löpare · d1 vit drottning · e1 vit kung · f1 vit löpare · h1 vit torn | d4 vit bonde · f4 vit bonde · c3 vit bonde · e3 vit bonde · f3 vit springare · a2 vit bonde · b2 vit bonde · g2 vit bonde · h2 vit bonde · a1 vit torn · b1 vit springare · c1 vit löpare · d1 vit drottning · e1 vit kung · f1 vit löpare · h1 vit torn | d4 vit bonde · f4 vit bonde · c3 vit bonde · e3 vit bonde · f3 vit springare · a2 vit bonde · b2 vit bonde · g2 vit bonde · h2 vit bonde · a1 vit torn · b1 vit springare · c1 vit löpare · d1 vit drottning · e1 vit kung · f1 vit löpare · h1 vit torn | d4 vit bonde · f4 vit bonde · c3 vit bonde · e3 vit bonde · f3 vit springare · a2 vit bonde · b2 vit bonde · g2 vit bonde · h2 vit bonde · a1 vit torn · b1 vit springare · c1 vit löpare · d1 vit drottning · e1 vit kung · f1 vit löpare · h1 vit torn | d4 vit bonde · f4 vit bonde · c3 vit bonde · e3 vit bonde · f3 vit springare · a2 vit bonde · b2 vit bonde · g2 vit bonde · h2 vit bonde · a1 vit torn · b1 vit springare · c1 vit löpare · d1 vit drottning · e1 vit kung · f1 vit löpare · h1 vit torn | d4 vit bonde · f4 vit bonde · c3 vit bonde · e3 vit bonde · f3 vit springare · a2 vit bonde · b2 vit bonde · g2 vit bonde · h2 vit bonde · a1 vit torn · b1 vit springare · c1 vit löpare · d1 vit drottning · e1 vit kung · f1 vit löpare · h1 vit torn | d4 vit bonde · f4 vit bonde · c3 vit bonde · e3 vit bonde · f3 vit springare · a2 vit bonde · b2 vit bonde · g2 vit bonde · h2 vit bonde · a1 vit torn · b1 vit springare · c1 vit löpare · d1 vit drottning · e1 vit kung · f1 vit löpare · h1 vit torn | 6 |
| 5 | d4 vit bonde · f4 vit bonde · c3 vit bonde · e3 vit bonde · f3 vit springare · a2 vit bonde · b2 vit bonde · g2 vit bonde · h2 vit bonde · a1 vit torn · b1 vit springare · c1 vit löpare · d1 vit drottning · e1 vit kung · f1 vit löpare · h1 vit torn | d4 vit bonde · f4 vit bonde · c3 vit bonde · e3 vit bonde · f3 vit springare · a2 vit bonde · b2 vit bonde · g2 vit bonde · h2 vit bonde · a1 vit torn · b1 vit springare · c1 vit löpare · d1 vit drottning · e1 vit kung · f1 vit löpare · h1 vit torn | d4 vit bonde · f4 vit bonde · c3 vit bonde · e3 vit bonde · f3 vit springare · a2 vit bonde · b2 vit bonde · g2 vit bonde · h2 vit bonde · a1 vit torn · b1 vit springare · c1 vit löpare · d1 vit drottning · e1 vit kung · f1 vit löpare · h1 vit torn | d4 vit bonde · f4 vit bonde · c3 vit bonde · e3 vit bonde · f3 vit springare · a2 vit bonde · b2 vit bonde · g2 vit bonde · h2 vit bonde · a1 vit torn · b1 vit springare · c1 vit löpare · d1 vit drottning · e1 vit kung · f1 vit löpare · h1 vit torn | d4 vit bonde · f4 vit bonde · c3 vit bonde · e3 vit bonde · f3 vit springare · a2 vit bonde · b2 vit bonde · g2 vit bonde · h2 vit bonde · a1 vit torn · b1 vit springare · c1 vit löpare · d1 vit drottning · e1 vit kung · f1 vit löpare · h1 vit torn | d4 vit bonde · f4 vit bonde · c3 vit bonde · e3 vit bonde · f3 vit springare · a2 vit bonde · b2 vit bonde · g2 vit bonde · h2 vit bonde · a1 vit torn · b1 vit springare · c1 vit löpare · d1 vit drottning · e1 vit kung · f1 vit löpare · h1 vit torn | d4 vit bonde · f4 vit bonde · c3 vit bonde · e3 vit bonde · f3 vit springare · a2 vit bonde · b2 vit bonde · g2 vit bonde · h2 vit bonde · a1 vit torn · b1 vit springare · c1 vit löpare · d1 vit drottning · e1 vit kung · f1 vit löpare · h1 vit torn | d4 vit bonde · f4 vit bonde · c3 vit bonde · e3 vit bonde · f3 vit springare · a2 vit bonde · b2 vit bonde · g2 vit bonde · h2 vit bonde · a1 vit torn · b1 vit springare · c1 vit löpare · d1 vit drottning · e1 vit kung · f1 vit löpare · h1 vit torn | 5 |
| 4 | d4 vit bonde · f4 vit bonde · c3 vit bonde · e3 vit bonde · f3 vit springare · a2 vit bonde · b2 vit bonde · g2 vit bonde · h2 vit bonde · a1 vit torn · b1 vit springare · c1 vit löpare · d1 vit drottning · e1 vit kung · f1 vit löpare · h1 vit torn | d4 vit bonde · f4 vit bonde · c3 vit bonde · e3 vit bonde · f3 vit springare · a2 vit bonde · b2 vit bonde · g2 vit bonde · h2 vit bonde · a1 vit torn · b1 vit springare · c1 vit löpare · d1 vit drottning · e1 vit kung · f1 vit löpare · h1 vit torn | d4 vit bonde · f4 vit bonde · c3 vit bonde · e3 vit bonde · f3 vit springare · a2 vit bonde · b2 vit bonde · g2 vit bonde · h2 vit bonde · a1 vit torn · b1 vit springare · c1 vit löpare · d1 vit drottning · e1 vit kung · f1 vit löpare · h1 vit torn | d4 vit bonde · f4 vit bonde · c3 vit bonde · e3 vit bonde · f3 vit springare · a2 vit bonde · b2 vit bonde · g2 vit bonde · h2 vit bonde · a1 vit torn · b1 vit springare · c1 vit löpare · d1 vit drottning · e1 vit kung · f1 vit löpare · h1 vit torn | d4 vit bonde · f4 vit bonde · c3 vit bonde · e3 vit bonde · f3 vit springare · a2 vit bonde · b2 vit bonde · g2 vit bonde · h2 vit bonde · a1 vit torn · b1 vit springare · c1 vit löpare · d1 vit drottning · e1 vit kung · f1 vit löpare · h1 vit torn | d4 vit bonde · f4 vit bonde · c3 vit bonde · e3 vit bonde · f3 vit springare · a2 vit bonde · b2 vit bonde · g2 vit bonde · h2 vit bonde · a1 vit torn · b1 vit springare · c1 vit löpare · d1 vit drottning · e1 vit kung · f1 vit löpare · h1 vit torn | d4 vit bonde · f4 vit bonde · c3 vit bonde · e3 vit bonde · f3 vit springare · a2 vit bonde · b2 vit bonde · g2 vit bonde · h2 vit bonde · a1 vit torn · b1 vit springare · c1 vit löpare · d1 vit drottning · e1 vit kung · f1 vit löpare · h1 vit torn | d4 vit bonde · f4 vit bonde · c3 vit bonde · e3 vit bonde · f3 vit springare · a2 vit bonde · b2 vit bonde · g2 vit bonde · h2 vit bonde · a1 vit torn · b1 vit springare · c1 vit löpare · d1 vit drottning · e1 vit kung · f1 vit löpare · h1 vit torn | 4 |
| 3 | d4 vit bonde · f4 vit bonde · c3 vit bonde · e3 vit bonde · f3 vit springare · a2 vit bonde · b2 vit bonde · g2 vit bonde · h2 vit bonde · a1 vit torn · b1 vit springare · c1 vit löpare · d1 vit drottning · e1 vit kung · f1 vit löpare · h1 vit torn | d4 vit bonde · f4 vit bonde · c3 vit bonde · e3 vit bonde · f3 vit springare · a2 vit bonde · b2 vit bonde · g2 vit bonde · h2 vit bonde · a1 vit torn · b1 vit springare · c1 vit löpare · d1 vit drottning · e1 vit kung · f1 vit löpare · h1 vit torn | d4 vit bonde · f4 vit bonde · c3 vit bonde · e3 vit bonde · f3 vit springare · a2 vit bonde · b2 vit bonde · g2 vit bonde · h2 vit bonde · a1 vit torn · b1 vit springare · c1 vit löpare · d1 vit drottning · e1 vit kung · f1 vit löpare · h1 vit torn | d4 vit bonde · f4 vit bonde · c3 vit bonde · e3 vit bonde · f3 vit springare · a2 vit bonde · b2 vit bonde · g2 vit bonde · h2 vit bonde · a1 vit torn · b1 vit springare · c1 vit löpare · d1 vit drottning · e1 vit kung · f1 vit löpare · h1 vit torn | d4 vit bonde · f4 vit bonde · c3 vit bonde · e3 vit bonde · f3 vit springare · a2 vit bonde · b2 vit bonde · g2 vit bonde · h2 vit bonde · a1 vit torn · b1 vit springare · c1 vit löpare · d1 vit drottning · e1 vit kung · f1 vit löpare · h1 vit torn | d4 vit bonde · f4 vit bonde · c3 vit bonde · e3 vit bonde · f3 vit springare · a2 vit bonde · b2 vit bonde · g2 vit bonde · h2 vit bonde · a1 vit torn · b1 vit springare · c1 vit löpare · d1 vit drottning · e1 vit kung · f1 vit löpare · h1 vit torn | d4 vit bonde · f4 vit bonde · c3 vit bonde · e3 vit bonde · f3 vit springare · a2 vit bonde · b2 vit bonde · g2 vit bonde · h2 vit bonde · a1 vit torn · b1 vit springare · c1 vit löpare · d1 vit drottning · e1 vit kung · f1 vit löpare · h1 vit torn | d4 vit bonde · f4 vit bonde · c3 vit bonde · e3 vit bonde · f3 vit springare · a2 vit bonde · b2 vit bonde · g2 vit bonde · h2 vit bonde · a1 vit torn · b1 vit springare · c1 vit löpare · d1 vit drottning · e1 vit kung · f1 vit löpare · h1 vit torn | 3 |
| 2 | d4 vit bonde · f4 vit bonde · c3 vit bonde · e3 vit bonde · f3 vit springare · a2 vit bonde · b2 vit bonde · g2 vit bonde · h2 vit bonde · a1 vit torn · b1 vit springare · c1 vit löpare · d1 vit drottning · e1 vit kung · f1 vit löpare · h1 vit torn | d4 vit bonde · f4 vit bonde · c3 vit bonde · e3 vit bonde · f3 vit springare · a2 vit bonde · b2 vit bonde · g2 vit bonde · h2 vit bonde · a1 vit torn · b1 vit springare · c1 vit löpare · d1 vit drottning · e1 vit kung · f1 vit löpare · h1 vit torn | d4 vit bonde · f4 vit bonde · c3 vit bonde · e3 vit bonde · f3 vit springare · a2 vit bonde · b2 vit bonde · g2 vit bonde · h2 vit bonde · a1 vit torn · b1 vit springare · c1 vit löpare · d1 vit drottning · e1 vit kung · f1 vit löpare · h1 vit torn | d4 vit bonde · f4 vit bonde · c3 vit bonde · e3 vit bonde · f3 vit springare · a2 vit bonde · b2 vit bonde · g2 vit bonde · h2 vit bonde · a1 vit torn · b1 vit springare · c1 vit löpare · d1 vit drottning · e1 vit kung · f1 vit löpare · h1 vit torn | d4 vit bonde · f4 vit bonde · c3 vit bonde · e3 vit bonde · f3 vit springare · a2 vit bonde · b2 vit bonde · g2 vit bonde · h2 vit bonde · a1 vit torn · b1 vit springare · c1 vit löpare · d1 vit drottning · e1 vit kung · f1 vit löpare · h1 vit torn | d4 vit bonde · f4 vit bonde · c3 vit bonde · e3 vit bonde · f3 vit springare · a2 vit bonde · b2 vit bonde · g2 vit bonde · h2 vit bonde · a1 vit torn · b1 vit springare · c1 vit löpare · d1 vit drottning · e1 vit kung · f1 vit löpare · h1 vit torn | d4 vit bonde · f4 vit bonde · c3 vit bonde · e3 vit bonde · f3 vit springare · a2 vit bonde · b2 vit bonde · g2 vit bonde · h2 vit bonde · a1 vit torn · b1 vit springare · c1 vit löpare · d1 vit drottning · e1 vit kung · f1 vit löpare · h1 vit torn | d4 vit bonde · f4 vit bonde · c3 vit bonde · e3 vit bonde · f3 vit springare · a2 vit bonde · b2 vit bonde · g2 vit bonde · h2 vit bonde · a1 vit torn · b1 vit springare · c1 vit löpare · d1 vit drottning · e1 vit kung · f1 vit löpare · h1 vit torn | 2 |
| 1 | d4 vit bonde · f4 vit bonde · c3 vit bonde · e3 vit bonde · f3 vit springare · a2 vit bonde · b2 vit bonde · g2 vit bonde · h2 vit bonde · a1 vit torn · b1 vit springare · c1 vit löpare · d1 vit drottning · e1 vit kung · f1 vit löpare · h1 vit torn | d4 vit bonde · f4 vit bonde · c3 vit bonde · e3 vit bonde · f3 vit springare · a2 vit bonde · b2 vit bonde · g2 vit bonde · h2 vit bonde · a1 vit torn · b1 vit springare · c1 vit löpare · d1 vit drottning · e1 vit kung · f1 vit löpare · h1 vit torn | d4 vit bonde · f4 vit bonde · c3 vit bonde · e3 vit bonde · f3 vit springare · a2 vit bonde · b2 vit bonde · g2 vit bonde · h2 vit bonde · a1 vit torn · b1 vit springare · c1 vit löpare · d1 vit drottning · e1 vit kung · f1 vit löpare · h1 vit torn | d4 vit bonde · f4 vit bonde · c3 vit bonde · e3 vit bonde · f3 vit springare · a2 vit bonde · b2 vit bonde · g2 vit bonde · h2 vit bonde · a1 vit torn · b1 vit springare · c1 vit löpare · d1 vit drottning · e1 vit kung · f1 vit löpare · h1 vit torn | d4 vit bonde · f4 vit bonde · c3 vit bonde · e3 vit bonde · f3 vit springare · a2 vit bonde · b2 vit bonde · g2 vit bonde · h2 vit bonde · a1 vit torn · b1 vit springare · c1 vit löpare · d1 vit drottning · e1 vit kung · f1 vit löpare · h1 vit torn | d4 vit bonde · f4 vit bonde · c3 vit bonde · e3 vit bonde · f3 vit springare · a2 vit bonde · b2 vit bonde · g2 vit bonde · h2 vit bonde · a1 vit torn · b1 vit springare · c1 vit löpare · d1 vit drottning · e1 vit kung · f1 vit löpare · h1 vit torn | d4 vit bonde · f4 vit bonde · c3 vit bonde · e3 vit bonde · f3 vit springare · a2 vit bonde · b2 vit bonde · g2 vit bonde · h2 vit bonde · a1 vit torn · b1 vit springare · c1 vit löpare · d1 vit drottning · e1 vit kung · f1 vit löpare · h1 vit torn | d4 vit bonde · f4 vit bonde · c3 vit bonde · e3 vit bonde · f3 vit springare · a2 vit bonde · b2 vit bonde · g2 vit bonde · h2 vit bonde · a1 vit torn · b1 vit springare · c1 vit löpare · d1 vit drottning · e1 vit kung · f1 vit löpare · h1 vit torn | 1 |
|   | a | b | c | d | e | f | g | h |   |

|   | a | b | c | d | e | f | g | h |   |
| 8 | a8 svart torn · b8 svart springare · c8 svart löpare · d8 svart drottning · e8 svart kung · f8 svart löpare · h8 svart torn · a7 svart bonde · b7 svart bonde · c7 svart bonde · e7 svart bonde · f7 svart bonde · g7 svart bonde · h7 svart bonde · f6 svart springare · d5 svart bonde · g5 vit löpare · d4 vit bonde · c3 vit springare · a2 vit bonde · b2 vit bonde · c2 vit bonde · e2 vit bonde · f2 vit bonde · g2 vit bonde · h2 vit bonde · a1 vit torn · d1 vit drottning · e1 vit kung · f1 vit löpare · g1 vit springare · h1 vit torn | a8 svart torn · b8 svart springare · c8 svart löpare · d8 svart drottning · e8 svart kung · f8 svart löpare · h8 svart torn · a7 svart bonde · b7 svart bonde · c7 svart bonde · e7 svart bonde · f7 svart bonde · g7 svart bonde · h7 svart bonde · f6 svart springare · d5 svart bonde · g5 vit löpare · d4 vit bonde · c3 vit springare · a2 vit bonde · b2 vit bonde · c2 vit bonde · e2 vit bonde · f2 vit bonde · g2 vit bonde · h2 vit bonde · a1 vit torn · d1 vit drottning · e1 vit kung · f1 vit löpare · g1 vit springare · h1 vit torn | a8 svart torn · b8 svart springare · c8 svart löpare · d8 svart drottning · e8 svart kung · f8 svart löpare · h8 svart torn · a7 svart bonde · b7 svart bonde · c7 svart bonde · e7 svart bonde · f7 svart bonde · g7 svart bonde · h7 svart bonde · f6 svart springare · d5 svart bonde · g5 vit löpare · d4 vit bonde · c3 vit springare · a2 vit bonde · b2 vit bonde · c2 vit bonde · e2 vit bonde · f2 vit bonde · g2 vit bonde · h2 vit bonde · a1 vit torn · d1 vit drottning · e1 vit kung · f1 vit löpare · g1 vit springare · h1 vit torn | a8 svart torn · b8 svart springare · c8 svart löpare · d8 svart drottning · e8 svart kung · f8 svart löpare · h8 svart torn · a7 svart bonde · b7 svart bonde · c7 svart bonde · e7 svart bonde · f7 svart bonde · g7 svart bonde · h7 svart bonde · f6 svart springare · d5 svart bonde · g5 vit löpare · d4 vit bonde · c3 vit springare · a2 vit bonde · b2 vit bonde · c2 vit bonde · e2 vit bonde · f2 vit bonde · g2 vit bonde · h2 vit bonde · a1 vit torn · d1 vit drottning · e1 vit kung · f1 vit löpare · g1 vit springare · h1 vit torn | a8 svart torn · b8 svart springare · c8 svart löpare · d8 svart drottning · e8 svart kung · f8 svart löpare · h8 svart torn · a7 svart bonde · b7 svart bonde · c7 svart bonde · e7 svart bonde · f7 svart bonde · g7 svart bonde · h7 svart bonde · f6 svart springare · d5 svart bonde · g5 vit löpare · d4 vit bonde · c3 vit springare · a2 vit bonde · b2 vit bonde · c2 vit bonde · e2 vit bonde · f2 vit bonde · g2 vit bonde · h2 vit bonde · a1 vit torn · d1 vit drottning · e1 vit kung · f1 vit löpare · g1 vit springare · h1 vit torn | a8 svart torn · b8 svart springare · c8 svart löpare · d8 svart drottning · e8 svart kung · f8 svart löpare · h8 svart torn · a7 svart bonde · b7 svart bonde · c7 svart bonde · e7 svart bonde · f7 svart bonde · g7 svart bonde · h7 svart bonde · f6 svart springare · d5 svart bonde · g5 vit löpare · d4 vit bonde · c3 vit springare · a2 vit bonde · b2 vit bonde · c2 vit bonde · e2 vit bonde · f2 vit bonde · g2 vit bonde · h2 vit bonde · a1 vit torn · d1 vit drottning · e1 vit kung · f1 vit löpare · g1 vit springare · h1 vit torn | a8 svart torn · b8 svart springare · c8 svart löpare · d8 svart drottning · e8 svart kung · f8 svart löpare · h8 svart torn · a7 svart bonde · b7 svart bonde · c7 svart bonde · e7 svart bonde · f7 svart bonde · g7 svart bonde · h7 svart bonde · f6 svart springare · d5 svart bonde · g5 vit löpare · d4 vit bonde · c3 vit springare · a2 vit bonde · b2 vit bonde · c2 vit bonde · e2 vit bonde · f2 vit bonde · g2 vit bonde · h2 vit bonde · a1 vit torn · d1 vit drottning · e1 vit kung · f1 vit löpare · g1 vit springare · h1 vit torn | a8 svart torn · b8 svart springare · c8 svart löpare · d8 svart drottning · e8 svart kung · f8 svart löpare · h8 svart torn · a7 svart bonde · b7 svart bonde · c7 svart bonde · e7 svart bonde · f7 svart bonde · g7 svart bonde · h7 svart bonde · f6 svart springare · d5 svart bonde · g5 vit löpare · d4 vit bonde · c3 vit springare · a2 vit bonde · b2 vit bonde · c2 vit bonde · e2 vit bonde · f2 vit bonde · g2 vit bonde · h2 vit bonde · a1 vit torn · d1 vit drottning · e1 vit kung · f1 vit löpare · g1 vit springare · h1 vit torn | 8 |
| 7 | a8 svart torn · b8 svart springare · c8 svart löpare · d8 svart drottning · e8 svart kung · f8 svart löpare · h8 svart torn · a7 svart bonde · b7 svart bonde · c7 svart bonde · e7 svart bonde · f7 svart bonde · g7 svart bonde · h7 svart bonde · f6 svart springare · d5 svart bonde · g5 vit löpare · d4 vit bonde · c3 vit springare · a2 vit bonde · b2 vit bonde · c2 vit bonde · e2 vit bonde · f2 vit bonde · g2 vit bonde · h2 vit bonde · a1 vit torn · d1 vit drottning · e1 vit kung · f1 vit löpare · g1 vit springare · h1 vit torn | a8 svart torn · b8 svart springare · c8 svart löpare · d8 svart drottning · e8 svart kung · f8 svart löpare · h8 svart torn · a7 svart bonde · b7 svart bonde · c7 svart bonde · e7 svart bonde · f7 svart bonde · g7 svart bonde · h7 svart bonde · f6 svart springare · d5 svart bonde · g5 vit löpare · d4 vit bonde · c3 vit springare · a2 vit bonde · b2 vit bonde · c2 vit bonde · e2 vit bonde · f2 vit bonde · g2 vit bonde · h2 vit bonde · a1 vit torn · d1 vit drottning · e1 vit kung · f1 vit löpare · g1 vit springare · h1 vit torn | a8 svart torn · b8 svart springare · c8 svart löpare · d8 svart drottning · e8 svart kung · f8 svart löpare · h8 svart torn · a7 svart bonde · b7 svart bonde · c7 svart bonde · e7 svart bonde · f7 svart bonde · g7 svart bonde · h7 svart bonde · f6 svart springare · d5 svart bonde · g5 vit löpare · d4 vit bonde · c3 vit springare · a2 vit bonde · b2 vit bonde · c2 vit bonde · e2 vit bonde · f2 vit bonde · g2 vit bonde · h2 vit bonde · a1 vit torn · d1 vit drottning · e1 vit kung · f1 vit löpare · g1 vit springare · h1 vit torn | a8 svart torn · b8 svart springare · c8 svart löpare · d8 svart drottning · e8 svart kung · f8 svart löpare · h8 svart torn · a7 svart bonde · b7 svart bonde · c7 svart bonde · e7 svart bonde · f7 svart bonde · g7 svart bonde · h7 svart bonde · f6 svart springare · d5 svart bonde · g5 vit löpare · d4 vit bonde · c3 vit springare · a2 vit bonde · b2 vit bonde · c2 vit bonde · e2 vit bonde · f2 vit bonde · g2 vit bonde · h2 vit bonde · a1 vit torn · d1 vit drottning · e1 vit kung · f1 vit löpare · g1 vit springare · h1 vit torn | a8 svart torn · b8 svart springare · c8 svart löpare · d8 svart drottning · e8 svart kung · f8 svart löpare · h8 svart torn · a7 svart bonde · b7 svart bonde · c7 svart bonde · e7 svart bonde · f7 svart bonde · g7 svart bonde · h7 svart bonde · f6 svart springare · d5 svart bonde · g5 vit löpare · d4 vit bonde · c3 vit springare · a2 vit bonde · b2 vit bonde · c2 vit bonde · e2 vit bonde · f2 vit bonde · g2 vit bonde · h2 vit bonde · a1 vit torn · d1 vit drottning · e1 vit kung · f1 vit löpare · g1 vit springare · h1 vit torn | a8 svart torn · b8 svart springare · c8 svart löpare · d8 svart drottning · e8 svart kung · f8 svart löpare · h8 svart torn · a7 svart bonde · b7 svart bonde · c7 svart bonde · e7 svart bonde · f7 svart bonde · g7 svart bonde · h7 svart bonde · f6 svart springare · d5 svart bonde · g5 vit löpare · d4 vit bonde · c3 vit springare · a2 vit bonde · b2 vit bonde · c2 vit bonde · e2 vit bonde · f2 vit bonde · g2 vit bonde · h2 vit bonde · a1 vit torn · d1 vit drottning · e1 vit kung · f1 vit löpare · g1 vit springare · h1 vit torn | a8 svart torn · b8 svart springare · c8 svart löpare · d8 svart drottning · e8 svart kung · f8 svart löpare · h8 svart torn · a7 svart bonde · b7 svart bonde · c7 svart bonde · e7 svart bonde · f7 svart bonde · g7 svart bonde · h7 svart bonde · f6 svart springare · d5 svart bonde · g5 vit löpare · d4 vit bonde · c3 vit springare · a2 vit bonde · b2 vit bonde · c2 vit bonde · e2 vit bonde · f2 vit bonde · g2 vit bonde · h2 vit bonde · a1 vit torn · d1 vit drottning · e1 vit kung · f1 vit löpare · g1 vit springare · h1 vit torn | a8 svart torn · b8 svart springare · c8 svart löpare · d8 svart drottning · e8 svart kung · f8 svart löpare · h8 svart torn · a7 svart bonde · b7 svart bonde · c7 svart bonde · e7 svart bonde · f7 svart bonde · g7 svart bonde · h7 svart bonde · f6 svart springare · d5 svart bonde · g5 vit löpare · d4 vit bonde · c3 vit springare · a2 vit bonde · b2 vit bonde · c2 vit bonde · e2 vit bonde · f2 vit bonde · g2 vit bonde · h2 vit bonde · a1 vit torn · d1 vit drottning · e1 vit kung · f1 vit löpare · g1 vit springare · h1 vit torn | 7 |
| 6 | a8 svart torn · b8 svart springare · c8 svart löpare · d8 svart drottning · e8 svart kung · f8 svart löpare · h8 svart torn · a7 svart bonde · b7 svart bonde · c7 svart bonde · e7 svart bonde · f7 svart bonde · g7 svart bonde · h7 svart bonde · f6 svart springare · d5 svart bonde · g5 vit löpare · d4 vit bonde · c3 vit springare · a2 vit bonde · b2 vit bonde · c2 vit bonde · e2 vit bonde · f2 vit bonde · g2 vit bonde · h2 vit bonde · a1 vit torn · d1 vit drottning · e1 vit kung · f1 vit löpare · g1 vit springare · h1 vit torn | a8 svart torn · b8 svart springare · c8 svart löpare · d8 svart drottning · e8 svart kung · f8 svart löpare · h8 svart torn · a7 svart bonde · b7 svart bonde · c7 svart bonde · e7 svart bonde · f7 svart bonde · g7 svart bonde · h7 svart bonde · f6 svart springare · d5 svart bonde · g5 vit löpare · d4 vit bonde · c3 vit springare · a2 vit bonde · b2 vit bonde · c2 vit bonde · e2 vit bonde · f2 vit bonde · g2 vit bonde · h2 vit bonde · a1 vit torn · d1 vit drottning · e1 vit kung · f1 vit löpare · g1 vit springare · h1 vit torn | a8 svart torn · b8 svart springare · c8 svart löpare · d8 svart drottning · e8 svart kung · f8 svart löpare · h8 svart torn · a7 svart bonde · b7 svart bonde · c7 svart bonde · e7 svart bonde · f7 svart bonde · g7 svart bonde · h7 svart bonde · f6 svart springare · d5 svart bonde · g5 vit löpare · d4 vit bonde · c3 vit springare · a2 vit bonde · b2 vit bonde · c2 vit bonde · e2 vit bonde · f2 vit bonde · g2 vit bonde · h2 vit bonde · a1 vit torn · d1 vit drottning · e1 vit kung · f1 vit löpare · g1 vit springare · h1 vit torn | a8 svart torn · b8 svart springare · c8 svart löpare · d8 svart drottning · e8 svart kung · f8 svart löpare · h8 svart torn · a7 svart bonde · b7 svart bonde · c7 svart bonde · e7 svart bonde · f7 svart bonde · g7 svart bonde · h7 svart bonde · f6 svart springare · d5 svart bonde · g5 vit löpare · d4 vit bonde · c3 vit springare · a2 vit bonde · b2 vit bonde · c2 vit bonde · e2 vit bonde · f2 vit bonde · g2 vit bonde · h2 vit bonde · a1 vit torn · d1 vit drottning · e1 vit kung · f1 vit löpare · g1 vit springare · h1 vit torn | a8 svart torn · b8 svart springare · c8 svart löpare · d8 svart drottning · e8 svart kung · f8 svart löpare · h8 svart torn · a7 svart bonde · b7 svart bonde · c7 svart bonde · e7 svart bonde · f7 svart bonde · g7 svart bonde · h7 svart bonde · f6 svart springare · d5 svart bonde · g5 vit löpare · d4 vit bonde · c3 vit springare · a2 vit bonde · b2 vit bonde · c2 vit bonde · e2 vit bonde · f2 vit bonde · g2 vit bonde · h2 vit bonde · a1 vit torn · d1 vit drottning · e1 vit kung · f1 vit löpare · g1 vit springare · h1 vit torn | a8 svart torn · b8 svart springare · c8 svart löpare · d8 svart drottning · e8 svart kung · f8 svart löpare · h8 svart torn · a7 svart bonde · b7 svart bonde · c7 svart bonde · e7 svart bonde · f7 svart bonde · g7 svart bonde · h7 svart bonde · f6 svart springare · d5 svart bonde · g5 vit löpare · d4 vit bonde · c3 vit springare · a2 vit bonde · b2 vit bonde · c2 vit bonde · e2 vit bonde · f2 vit bonde · g2 vit bonde · h2 vit bonde · a1 vit torn · d1 vit drottning · e1 vit kung · f1 vit löpare · g1 vit springare · h1 vit torn | a8 svart torn · b8 svart springare · c8 svart löpare · d8 svart drottning · e8 svart kung · f8 svart löpare · h8 svart torn · a7 svart bonde · b7 svart bonde · c7 svart bonde · e7 svart bonde · f7 svart bonde · g7 svart bonde · h7 svart bonde · f6 svart springare · d5 svart bonde · g5 vit löpare · d4 vit bonde · c3 vit springare · a2 vit bonde · b2 vit bonde · c2 vit bonde · e2 vit bonde · f2 vit bonde · g2 vit bonde · h2 vit bonde · a1 vit torn · d1 vit drottning · e1 vit kung · f1 vit löpare · g1 vit springare · h1 vit torn | a8 svart torn · b8 svart springare · c8 svart löpare · d8 svart drottning · e8 svart kung · f8 svart löpare · h8 svart torn · a7 svart bonde · b7 svart bonde · c7 svart bonde · e7 svart bonde · f7 svart bonde · g7 svart bonde · h7 svart bonde · f6 svart springare · d5 svart bonde · g5 vit löpare · d4 vit bonde · c3 vit springare · a2 vit bonde · b2 vit bonde · c2 vit bonde · e2 vit bonde · f2 vit bonde · g2 vit bonde · h2 vit bonde · a1 vit torn · d1 vit drottning · e1 vit kung · f1 vit löpare · g1 vit springare · h1 vit torn | 6 |
| 5 | a8 svart torn · b8 svart springare · c8 svart löpare · d8 svart drottning · e8 svart kung · f8 svart löpare · h8 svart torn · a7 svart bonde · b7 svart bonde · c7 svart bonde · e7 svart bonde · f7 svart bonde · g7 svart bonde · h7 svart bonde · f6 svart springare · d5 svart bonde · g5 vit löpare · d4 vit bonde · c3 vit springare · a2 vit bonde · b2 vit bonde · c2 vit bonde · e2 vit bonde · f2 vit bonde · g2 vit bonde · h2 vit bonde · a1 vit torn · d1 vit drottning · e1 vit kung · f1 vit löpare · g1 vit springare · h1 vit torn | a8 svart torn · b8 svart springare · c8 svart löpare · d8 svart drottning · e8 svart kung · f8 svart löpare · h8 svart torn · a7 svart bonde · b7 svart bonde · c7 svart bonde · e7 svart bonde · f7 svart bonde · g7 svart bonde · h7 svart bonde · f6 svart springare · d5 svart bonde · g5 vit löpare · d4 vit bonde · c3 vit springare · a2 vit bonde · b2 vit bonde · c2 vit bonde · e2 vit bonde · f2 vit bonde · g2 vit bonde · h2 vit bonde · a1 vit torn · d1 vit drottning · e1 vit kung · f1 vit löpare · g1 vit springare · h1 vit torn | a8 svart torn · b8 svart springare · c8 svart löpare · d8 svart drottning · e8 svart kung · f8 svart löpare · h8 svart torn · a7 svart bonde · b7 svart bonde · c7 svart bonde · e7 svart bonde · f7 svart bonde · g7 svart bonde · h7 svart bonde · f6 svart springare · d5 svart bonde · g5 vit löpare · d4 vit bonde · c3 vit springare · a2 vit bonde · b2 vit bonde · c2 vit bonde · e2 vit bonde · f2 vit bonde · g2 vit bonde · h2 vit bonde · a1 vit torn · d1 vit drottning · e1 vit kung · f1 vit löpare · g1 vit springare · h1 vit torn | a8 svart torn · b8 svart springare · c8 svart löpare · d8 svart drottning · e8 svart kung · f8 svart löpare · h8 svart torn · a7 svart bonde · b7 svart bonde · c7 svart bonde · e7 svart bonde · f7 svart bonde · g7 svart bonde · h7 svart bonde · f6 svart springare · d5 svart bonde · g5 vit löpare · d4 vit bonde · c3 vit springare · a2 vit bonde · b2 vit bonde · c2 vit bonde · e2 vit bonde · f2 vit bonde · g2 vit bonde · h2 vit bonde · a1 vit torn · d1 vit drottning · e1 vit kung · f1 vit löpare · g1 vit springare · h1 vit torn | a8 svart torn · b8 svart springare · c8 svart löpare · d8 svart drottning · e8 svart kung · f8 svart löpare · h8 svart torn · a7 svart bonde · b7 svart bonde · c7 svart bonde · e7 svart bonde · f7 svart bonde · g7 svart bonde · h7 svart bonde · f6 svart springare · d5 svart bonde · g5 vit löpare · d4 vit bonde · c3 vit springare · a2 vit bonde · b2 vit bonde · c2 vit bonde · e2 vit bonde · f2 vit bonde · g2 vit bonde · h2 vit bonde · a1 vit torn · d1 vit drottning · e1 vit kung · f1 vit löpare · g1 vit springare · h1 vit torn | a8 svart torn · b8 svart springare · c8 svart löpare · d8 svart drottning · e8 svart kung · f8 svart löpare · h8 svart torn · a7 svart bonde · b7 svart bonde · c7 svart bonde · e7 svart bonde · f7 svart bonde · g7 svart bonde · h7 svart bonde · f6 svart springare · d5 svart bonde · g5 vit löpare · d4 vit bonde · c3 vit springare · a2 vit bonde · b2 vit bonde · c2 vit bonde · e2 vit bonde · f2 vit bonde · g2 vit bonde · h2 vit bonde · a1 vit torn · d1 vit drottning · e1 vit kung · f1 vit löpare · g1 vit springare · h1 vit torn | a8 svart torn · b8 svart springare · c8 svart löpare · d8 svart drottning · e8 svart kung · f8 svart löpare · h8 svart torn · a7 svart bonde · b7 svart bonde · c7 svart bonde · e7 svart bonde · f7 svart bonde · g7 svart bonde · h7 svart bonde · f6 svart springare · d5 svart bonde · g5 vit löpare · d4 vit bonde · c3 vit springare · a2 vit bonde · b2 vit bonde · c2 vit bonde · e2 vit bonde · f2 vit bonde · g2 vit bonde · h2 vit bonde · a1 vit torn · d1 vit drottning · e1 vit kung · f1 vit löpare · g1 vit springare · h1 vit torn | a8 svart torn · b8 svart springare · c8 svart löpare · d8 svart drottning · e8 svart kung · f8 svart löpare · h8 svart torn · a7 svart bonde · b7 svart bonde · c7 svart bonde · e7 svart bonde · f7 svart bonde · g7 svart bonde · h7 svart bonde · f6 svart springare · d5 svart bonde · g5 vit löpare · d4 vit bonde · c3 vit springare · a2 vit bonde · b2 vit bonde · c2 vit bonde · e2 vit bonde · f2 vit bonde · g2 vit bonde · h2 vit bonde · a1 vit torn · d1 vit drottning · e1 vit kung · f1 vit löpare · g1 vit springare · h1 vit torn | 5 |
| 4 | a8 svart torn · b8 svart springare · c8 svart löpare · d8 svart drottning · e8 svart kung · f8 svart löpare · h8 svart torn · a7 svart bonde · b7 svart bonde · c7 svart bonde · e7 svart bonde · f7 svart bonde · g7 svart bonde · h7 svart bonde · f6 svart springare · d5 svart bonde · g5 vit löpare · d4 vit bonde · c3 vit springare · a2 vit bonde · b2 vit bonde · c2 vit bonde · e2 vit bonde · f2 vit bonde · g2 vit bonde · h2 vit bonde · a1 vit torn · d1 vit drottning · e1 vit kung · f1 vit löpare · g1 vit springare · h1 vit torn | a8 svart torn · b8 svart springare · c8 svart löpare · d8 svart drottning · e8 svart kung · f8 svart löpare · h8 svart torn · a7 svart bonde · b7 svart bonde · c7 svart bonde · e7 svart bonde · f7 svart bonde · g7 svart bonde · h7 svart bonde · f6 svart springare · d5 svart bonde · g5 vit löpare · d4 vit bonde · c3 vit springare · a2 vit bonde · b2 vit bonde · c2 vit bonde · e2 vit bonde · f2 vit bonde · g2 vit bonde · h2 vit bonde · a1 vit torn · d1 vit drottning · e1 vit kung · f1 vit löpare · g1 vit springare · h1 vit torn | a8 svart torn · b8 svart springare · c8 svart löpare · d8 svart drottning · e8 svart kung · f8 svart löpare · h8 svart torn · a7 svart bonde · b7 svart bonde · c7 svart bonde · e7 svart bonde · f7 svart bonde · g7 svart bonde · h7 svart bonde · f6 svart springare · d5 svart bonde · g5 vit löpare · d4 vit bonde · c3 vit springare · a2 vit bonde · b2 vit bonde · c2 vit bonde · e2 vit bonde · f2 vit bonde · g2 vit bonde · h2 vit bonde · a1 vit torn · d1 vit drottning · e1 vit kung · f1 vit löpare · g1 vit springare · h1 vit torn | a8 svart torn · b8 svart springare · c8 svart löpare · d8 svart drottning · e8 svart kung · f8 svart löpare · h8 svart torn · a7 svart bonde · b7 svart bonde · c7 svart bonde · e7 svart bonde · f7 svart bonde · g7 svart bonde · h7 svart bonde · f6 svart springare · d5 svart bonde · g5 vit löpare · d4 vit bonde · c3 vit springare · a2 vit bonde · b2 vit bonde · c2 vit bonde · e2 vit bonde · f2 vit bonde · g2 vit bonde · h2 vit bonde · a1 vit torn · d1 vit drottning · e1 vit kung · f1 vit löpare · g1 vit springare · h1 vit torn | a8 svart torn · b8 svart springare · c8 svart löpare · d8 svart drottning · e8 svart kung · f8 svart löpare · h8 svart torn · a7 svart bonde · b7 svart bonde · c7 svart bonde · e7 svart bonde · f7 svart bonde · g7 svart bonde · h7 svart bonde · f6 svart springare · d5 svart bonde · g5 vit löpare · d4 vit bonde · c3 vit springare · a2 vit bonde · b2 vit bonde · c2 vit bonde · e2 vit bonde · f2 vit bonde · g2 vit bonde · h2 vit bonde · a1 vit torn · d1 vit drottning · e1 vit kung · f1 vit löpare · g1 vit springare · h1 vit torn | a8 svart torn · b8 svart springare · c8 svart löpare · d8 svart drottning · e8 svart kung · f8 svart löpare · h8 svart torn · a7 svart bonde · b7 svart bonde · c7 svart bonde · e7 svart bonde · f7 svart bonde · g7 svart bonde · h7 svart bonde · f6 svart springare · d5 svart bonde · g5 vit löpare · d4 vit bonde · c3 vit springare · a2 vit bonde · b2 vit bonde · c2 vit bonde · e2 vit bonde · f2 vit bonde · g2 vit bonde · h2 vit bonde · a1 vit torn · d1 vit drottning · e1 vit kung · f1 vit löpare · g1 vit springare · h1 vit torn | a8 svart torn · b8 svart springare · c8 svart löpare · d8 svart drottning · e8 svart kung · f8 svart löpare · h8 svart torn · a7 svart bonde · b7 svart bonde · c7 svart bonde · e7 svart bonde · f7 svart bonde · g7 svart bonde · h7 svart bonde · f6 svart springare · d5 svart bonde · g5 vit löpare · d4 vit bonde · c3 vit springare · a2 vit bonde · b2 vit bonde · c2 vit bonde · e2 vit bonde · f2 vit bonde · g2 vit bonde · h2 vit bonde · a1 vit torn · d1 vit drottning · e1 vit kung · f1 vit löpare · g1 vit springare · h1 vit torn | a8 svart torn · b8 svart springare · c8 svart löpare · d8 svart drottning · e8 svart kung · f8 svart löpare · h8 svart torn · a7 svart bonde · b7 svart bonde · c7 svart bonde · e7 svart bonde · f7 svart bonde · g7 svart bonde · h7 svart bonde · f6 svart springare · d5 svart bonde · g5 vit löpare · d4 vit bonde · c3 vit springare · a2 vit bonde · b2 vit bonde · c2 vit bonde · e2 vit bonde · f2 vit bonde · g2 vit bonde · h2 vit bonde · a1 vit torn · d1 vit drottning · e1 vit kung · f1 vit löpare · g1 vit springare · h1 vit torn | 4 |
| 3 | a8 svart torn · b8 svart springare · c8 svart löpare · d8 svart drottning · e8 svart kung · f8 svart löpare · h8 svart torn · a7 svart bonde · b7 svart bonde · c7 svart bonde · e7 svart bonde · f7 svart bonde · g7 svart bonde · h7 svart bonde · f6 svart springare · d5 svart bonde · g5 vit löpare · d4 vit bonde · c3 vit springare · a2 vit bonde · b2 vit bonde · c2 vit bonde · e2 vit bonde · f2 vit bonde · g2 vit bonde · h2 vit bonde · a1 vit torn · d1 vit drottning · e1 vit kung · f1 vit löpare · g1 vit springare · h1 vit torn | a8 svart torn · b8 svart springare · c8 svart löpare · d8 svart drottning · e8 svart kung · f8 svart löpare · h8 svart torn · a7 svart bonde · b7 svart bonde · c7 svart bonde · e7 svart bonde · f7 svart bonde · g7 svart bonde · h7 svart bonde · f6 svart springare · d5 svart bonde · g5 vit löpare · d4 vit bonde · c3 vit springare · a2 vit bonde · b2 vit bonde · c2 vit bonde · e2 vit bonde · f2 vit bonde · g2 vit bonde · h2 vit bonde · a1 vit torn · d1 vit drottning · e1 vit kung · f1 vit löpare · g1 vit springare · h1 vit torn | a8 svart torn · b8 svart springare · c8 svart löpare · d8 svart drottning · e8 svart kung · f8 svart löpare · h8 svart torn · a7 svart bonde · b7 svart bonde · c7 svart bonde · e7 svart bonde · f7 svart bonde · g7 svart bonde · h7 svart bonde · f6 svart springare · d5 svart bonde · g5 vit löpare · d4 vit bonde · c3 vit springare · a2 vit bonde · b2 vit bonde · c2 vit bonde · e2 vit bonde · f2 vit bonde · g2 vit bonde · h2 vit bonde · a1 vit torn · d1 vit drottning · e1 vit kung · f1 vit löpare · g1 vit springare · h1 vit torn | a8 svart torn · b8 svart springare · c8 svart löpare · d8 svart drottning · e8 svart kung · f8 svart löpare · h8 svart torn · a7 svart bonde · b7 svart bonde · c7 svart bonde · e7 svart bonde · f7 svart bonde · g7 svart bonde · h7 svart bonde · f6 svart springare · d5 svart bonde · g5 vit löpare · d4 vit bonde · c3 vit springare · a2 vit bonde · b2 vit bonde · c2 vit bonde · e2 vit bonde · f2 vit bonde · g2 vit bonde · h2 vit bonde · a1 vit torn · d1 vit drottning · e1 vit kung · f1 vit löpare · g1 vit springare · h1 vit torn | a8 svart torn · b8 svart springare · c8 svart löpare · d8 svart drottning · e8 svart kung · f8 svart löpare · h8 svart torn · a7 svart bonde · b7 svart bonde · c7 svart bonde · e7 svart bonde · f7 svart bonde · g7 svart bonde · h7 svart bonde · f6 svart springare · d5 svart bonde · g5 vit löpare · d4 vit bonde · c3 vit springare · a2 vit bonde · b2 vit bonde · c2 vit bonde · e2 vit bonde · f2 vit bonde · g2 vit bonde · h2 vit bonde · a1 vit torn · d1 vit drottning · e1 vit kung · f1 vit löpare · g1 vit springare · h1 vit torn | a8 svart torn · b8 svart springare · c8 svart löpare · d8 svart drottning · e8 svart kung · f8 svart löpare · h8 svart torn · a7 svart bonde · b7 svart bonde · c7 svart bonde · e7 svart bonde · f7 svart bonde · g7 svart bonde · h7 svart bonde · f6 svart springare · d5 svart bonde · g5 vit löpare · d4 vit bonde · c3 vit springare · a2 vit bonde · b2 vit bonde · c2 vit bonde · e2 vit bonde · f2 vit bonde · g2 vit bonde · h2 vit bonde · a1 vit torn · d1 vit drottning · e1 vit kung · f1 vit löpare · g1 vit springare · h1 vit torn | a8 svart torn · b8 svart springare · c8 svart löpare · d8 svart drottning · e8 svart kung · f8 svart löpare · h8 svart torn · a7 svart bonde · b7 svart bonde · c7 svart bonde · e7 svart bonde · f7 svart bonde · g7 svart bonde · h7 svart bonde · f6 svart springare · d5 svart bonde · g5 vit löpare · d4 vit bonde · c3 vit springare · a2 vit bonde · b2 vit bonde · c2 vit bonde · e2 vit bonde · f2 vit bonde · g2 vit bonde · h2 vit bonde · a1 vit torn · d1 vit drottning · e1 vit kung · f1 vit löpare · g1 vit springare · h1 vit torn | a8 svart torn · b8 svart springare · c8 svart löpare · d8 svart drottning · e8 svart kung · f8 svart löpare · h8 svart torn · a7 svart bonde · b7 svart bonde · c7 svart bonde · e7 svart bonde · f7 svart bonde · g7 svart bonde · h7 svart bonde · f6 svart springare · d5 svart bonde · g5 vit löpare · d4 vit bonde · c3 vit springare · a2 vit bonde · b2 vit bonde · c2 vit bonde · e2 vit bonde · f2 vit bonde · g2 vit bonde · h2 vit bonde · a1 vit torn · d1 vit drottning · e1 vit kung · f1 vit löpare · g1 vit springare · h1 vit torn | 3 |
| 2 | a8 svart torn · b8 svart springare · c8 svart löpare · d8 svart drottning · e8 svart kung · f8 svart löpare · h8 svart torn · a7 svart bonde · b7 svart bonde · c7 svart bonde · e7 svart bonde · f7 svart bonde · g7 svart bonde · h7 svart bonde · f6 svart springare · d5 svart bonde · g5 vit löpare · d4 vit bonde · c3 vit springare · a2 vit bonde · b2 vit bonde · c2 vit bonde · e2 vit bonde · f2 vit bonde · g2 vit bonde · h2 vit bonde · a1 vit torn · d1 vit drottning · e1 vit kung · f1 vit löpare · g1 vit springare · h1 vit torn | a8 svart torn · b8 svart springare · c8 svart löpare · d8 svart drottning · e8 svart kung · f8 svart löpare · h8 svart torn · a7 svart bonde · b7 svart bonde · c7 svart bonde · e7 svart bonde · f7 svart bonde · g7 svart bonde · h7 svart bonde · f6 svart springare · d5 svart bonde · g5 vit löpare · d4 vit bonde · c3 vit springare · a2 vit bonde · b2 vit bonde · c2 vit bonde · e2 vit bonde · f2 vit bonde · g2 vit bonde · h2 vit bonde · a1 vit torn · d1 vit drottning · e1 vit kung · f1 vit löpare · g1 vit springare · h1 vit torn | a8 svart torn · b8 svart springare · c8 svart löpare · d8 svart drottning · e8 svart kung · f8 svart löpare · h8 svart torn · a7 svart bonde · b7 svart bonde · c7 svart bonde · e7 svart bonde · f7 svart bonde · g7 svart bonde · h7 svart bonde · f6 svart springare · d5 svart bonde · g5 vit löpare · d4 vit bonde · c3 vit springare · a2 vit bonde · b2 vit bonde · c2 vit bonde · e2 vit bonde · f2 vit bonde · g2 vit bonde · h2 vit bonde · a1 vit torn · d1 vit drottning · e1 vit kung · f1 vit löpare · g1 vit springare · h1 vit torn | a8 svart torn · b8 svart springare · c8 svart löpare · d8 svart drottning · e8 svart kung · f8 svart löpare · h8 svart torn · a7 svart bonde · b7 svart bonde · c7 svart bonde · e7 svart bonde · f7 svart bonde · g7 svart bonde · h7 svart bonde · f6 svart springare · d5 svart bonde · g5 vit löpare · d4 vit bonde · c3 vit springare · a2 vit bonde · b2 vit bonde · c2 vit bonde · e2 vit bonde · f2 vit bonde · g2 vit bonde · h2 vit bonde · a1 vit torn · d1 vit drottning · e1 vit kung · f1 vit löpare · g1 vit springare · h1 vit torn | a8 svart torn · b8 svart springare · c8 svart löpare · d8 svart drottning · e8 svart kung · f8 svart löpare · h8 svart torn · a7 svart bonde · b7 svart bonde · c7 svart bonde · e7 svart bonde · f7 svart bonde · g7 svart bonde · h7 svart bonde · f6 svart springare · d5 svart bonde · g5 vit löpare · d4 vit bonde · c3 vit springare · a2 vit bonde · b2 vit bonde · c2 vit bonde · e2 vit bonde · f2 vit bonde · g2 vit bonde · h2 vit bonde · a1 vit torn · d1 vit drottning · e1 vit kung · f1 vit löpare · g1 vit springare · h1 vit torn | a8 svart torn · b8 svart springare · c8 svart löpare · d8 svart drottning · e8 svart kung · f8 svart löpare · h8 svart torn · a7 svart bonde · b7 svart bonde · c7 svart bonde · e7 svart bonde · f7 svart bonde · g7 svart bonde · h7 svart bonde · f6 svart springare · d5 svart bonde · g5 vit löpare · d4 vit bonde · c3 vit springare · a2 vit bonde · b2 vit bonde · c2 vit bonde · e2 vit bonde · f2 vit bonde · g2 vit bonde · h2 vit bonde · a1 vit torn · d1 vit drottning · e1 vit kung · f1 vit löpare · g1 vit springare · h1 vit torn | a8 svart torn · b8 svart springare · c8 svart löpare · d8 svart drottning · e8 svart kung · f8 svart löpare · h8 svart torn · a7 svart bonde · b7 svart bonde · c7 svart bonde · e7 svart bonde · f7 svart bonde · g7 svart bonde · h7 svart bonde · f6 svart springare · d5 svart bonde · g5 vit löpare · d4 vit bonde · c3 vit springare · a2 vit bonde · b2 vit bonde · c2 vit bonde · e2 vit bonde · f2 vit bonde · g2 vit bonde · h2 vit bonde · a1 vit torn · d1 vit drottning · e1 vit kung · f1 vit löpare · g1 vit springare · h1 vit torn | a8 svart torn · b8 svart springare · c8 svart löpare · d8 svart drottning · e8 svart kung · f8 svart löpare · h8 svart torn · a7 svart bonde · b7 svart bonde · c7 svart bonde · e7 svart bonde · f7 svart bonde · g7 svart bonde · h7 svart bonde · f6 svart springare · d5 svart bonde · g5 vit löpare · d4 vit bonde · c3 vit springare · a2 vit bonde · b2 vit bonde · c2 vit bonde · e2 vit bonde · f2 vit bonde · g2 vit bonde · h2 vit bonde · a1 vit torn · d1 vit drottning · e1 vit kung · f1 vit löpare · g1 vit springare · h1 vit torn | 2 |
| 1 | a8 svart torn · b8 svart springare · c8 svart löpare · d8 svart drottning · e8 svart kung · f8 svart löpare · h8 svart torn · a7 svart bonde · b7 svart bonde · c7 svart bonde · e7 svart bonde · f7 svart bonde · g7 svart bonde · h7 svart bonde · f6 svart springare · d5 svart bonde · g5 vit löpare · d4 vit bonde · c3 vit springare · a2 vit bonde · b2 vit bonde · c2 vit bonde · e2 vit bonde · f2 vit bonde · g2 vit bonde · h2 vit bonde · a1 vit torn · d1 vit drottning · e1 vit kung · f1 vit löpare · g1 vit springare · h1 vit torn | a8 svart torn · b8 svart springare · c8 svart löpare · d8 svart drottning · e8 svart kung · f8 svart löpare · h8 svart torn · a7 svart bonde · b7 svart bonde · c7 svart bonde · e7 svart bonde · f7 svart bonde · g7 svart bonde · h7 svart bonde · f6 svart springare · d5 svart bonde · g5 vit löpare · d4 vit bonde · c3 vit springare · a2 vit bonde · b2 vit bonde · c2 vit bonde · e2 vit bonde · f2 vit bonde · g2 vit bonde · h2 vit bonde · a1 vit torn · d1 vit drottning · e1 vit kung · f1 vit löpare · g1 vit springare · h1 vit torn | a8 svart torn · b8 svart springare · c8 svart löpare · d8 svart drottning · e8 svart kung · f8 svart löpare · h8 svart torn · a7 svart bonde · b7 svart bonde · c7 svart bonde · e7 svart bonde · f7 svart bonde · g7 svart bonde · h7 svart bonde · f6 svart springare · d5 svart bonde · g5 vit löpare · d4 vit bonde · c3 vit springare · a2 vit bonde · b2 vit bonde · c2 vit bonde · e2 vit bonde · f2 vit bonde · g2 vit bonde · h2 vit bonde · a1 vit torn · d1 vit drottning · e1 vit kung · f1 vit löpare · g1 vit springare · h1 vit torn | a8 svart torn · b8 svart springare · c8 svart löpare · d8 svart drottning · e8 svart kung · f8 svart löpare · h8 svart torn · a7 svart bonde · b7 svart bonde · c7 svart bonde · e7 svart bonde · f7 svart bonde · g7 svart bonde · h7 svart bonde · f6 svart springare · d5 svart bonde · g5 vit löpare · d4 vit bonde · c3 vit springare · a2 vit bonde · b2 vit bonde · c2 vit bonde · e2 vit bonde · f2 vit bonde · g2 vit bonde · h2 vit bonde · a1 vit torn · d1 vit drottning · e1 vit kung · f1 vit löpare · g1 vit springare · h1 vit torn | a8 svart torn · b8 svart springare · c8 svart löpare · d8 svart drottning · e8 svart kung · f8 svart löpare · h8 svart torn · a7 svart bonde · b7 svart bonde · c7 svart bonde · e7 svart bonde · f7 svart bonde · g7 svart bonde · h7 svart bonde · f6 svart springare · d5 svart bonde · g5 vit löpare · d4 vit bonde · c3 vit springare · a2 vit bonde · b2 vit bonde · c2 vit bonde · e2 vit bonde · f2 vit bonde · g2 vit bonde · h2 vit bonde · a1 vit torn · d1 vit drottning · e1 vit kung · f1 vit löpare · g1 vit springare · h1 vit torn | a8 svart torn · b8 svart springare · c8 svart löpare · d8 svart drottning · e8 svart kung · f8 svart löpare · h8 svart torn · a7 svart bonde · b7 svart bonde · c7 svart bonde · e7 svart bonde · f7 svart bonde · g7 svart bonde · h7 svart bonde · f6 svart springare · d5 svart bonde · g5 vit löpare · d4 vit bonde · c3 vit springare · a2 vit bonde · b2 vit bonde · c2 vit bonde · e2 vit bonde · f2 vit bonde · g2 vit bonde · h2 vit bonde · a1 vit torn · d1 vit drottning · e1 vit kung · f1 vit löpare · g1 vit springare · h1 vit torn | a8 svart torn · b8 svart springare · c8 svart löpare · d8 svart drottning · e8 svart kung · f8 svart löpare · h8 svart torn · a7 svart bonde · b7 svart bonde · c7 svart bonde · e7 svart bonde · f7 svart bonde · g7 svart bonde · h7 svart bonde · f6 svart springare · d5 svart bonde · g5 vit löpare · d4 vit bonde · c3 vit springare · a2 vit bonde · b2 vit bonde · c2 vit bonde · e2 vit bonde · f2 vit bonde · g2 vit bonde · h2 vit bonde · a1 vit torn · d1 vit drottning · e1 vit kung · f1 vit löpare · g1 vit springare · h1 vit torn | a8 svart torn · b8 svart springare · c8 svart löpare · d8 svart drottning · e8 svart kung · f8 svart löpare · h8 svart torn · a7 svart bonde · b7 svart bonde · c7 svart bonde · e7 svart bonde · f7 svart bonde · g7 svart bonde · h7 svart bonde · f6 svart springare · d5 svart bonde · g5 vit löpare · d4 vit bonde · c3 vit springare · a2 vit bonde · b2 vit bonde · c2 vit bonde · e2 vit bonde · f2 vit bonde · g2 vit bonde · h2 vit bonde · a1 vit torn · d1 vit drottning · e1 vit kung · f1 vit löpare · g1 vit springare · h1 vit torn | 1 |
|   | a | b | c | d | e | f | g | h |   |